# الحسين بن علي شريف مكة
الحسين بن علي (1853 -4 يونيو 1931)، مُؤسِّس المملكة العربية الحجازية، وقائدُ الثورة العربية الكبرى في مطلع القرن العشرين، وأوَّل من نادى باستقلال العرب من حكم الدولة العثمانية.
وُلد في الأستانة عام 1853 أثناء وجود والده هناك، وتلقّى علومه الأولى فيها ثم عاد إلى مكة وعاش في كنف عمه الذي قرَّبه إليه وأسند إليه بعض المهام. برزت توجُّهاته التي تدعو إلى التخلص من الحكم الأجنبي وتحقيق الاستقلال العربي فقاد الثورات المسلحة ضد الدولة العثمانية من أجل استقلال العرب. نُفي إلى الأستانة سنة 1893 بعد خلافه مع عمه عون الرفيق، ومكث فيها لفترة إلى أنْ عاد سنة 1908 أميرًا على مكة ليدير شؤون البلاد وهو يتطلّع إلى الاستقلال العربي التام الذي كان يعمل من أجله.
تزوّج الشريف الحسين بن علي ثلاث مرات: الأولى من ابنة عمه «عابدية» التي أنجبت له ثلاث أبناء ذكور وهم بالترتيب: عليّ وعبد الله وفيصل. ثم تزوّج في المرة الثانية من فتاة شركسية أنجبت له ابنة واحدة ولكن هذا الزواج لم يدم طويلًا، وفي المرة الثالثة تزوّج من «عادلة خانم» حفيدة رشيد باشا الكبير فولدت له ابنه الرابع زيد وابنتين: فاطمة وسّرَّةَ.
عمل الشريف الحسين على استعادة مكانة الإمارة الحجازية إلى سابق عهدها وإصلاح ما أفسده عمه الذي أهمل شؤون الأمن وابتز أموال الحجاج وتقاعس عن الضرب على أيدي العابثين، أدى هذا الأمر إلى خلافه مع الولاة العثمانيين الذين كانوا متواطئين مع عمه. سعى الشريف الحسين إلى المحافظة على سلامة الحج والحجاج باعتباره أحد أهم مسؤوليات شريف مكة، وكان من المعارضين بشدة لسياسة جمعية الاتحاد والترقي التي تولَّت الحكم في الدولة العثمانية، وكانت نتيجة سياساتها التي رفضها العرب أنْ أعلن الشريف الحسين قيام الثورة العربية الكبرى عندما أطلق الرصاصة الأولى من شرفة قصره في مكة معلنًا بِدء العمليات العسكرية بقيادة أنجاله الأمراء علي وعبد الله وفيصل وزيد، فتقدَّمت جيوشهم وحقّقت الانتصارات، وأنهت الوجود العثماني في الحجاز والشام وصولًا إلى تأسيس الدولة العربية في سوريا أولًا ثم في العراق ثم في الأردن. وبعد نهاية الحرب العالمية الأولى وانتصار الحلفاء وانهيار الدولة العثمانية، مثَّل الشريف الحسين في مؤتمر فرساي للسلام ابنه الثالث فيصل الذي رفض التصديق على معاهدة فرساي (1919) رافضًا الانتداب على سورية وفلسطين والعراق من قبل فرنسا وبريطانيا.
كما رفض الشريف الحسين مشاركة الدولة العثمانية في الحرب العالمية الأولى ورفض أيضًا إعلان الجهاد المقدس والنفير العام بين المسلمين، فكان نتيجة قراره هذا أنْ سعتْ جمعية الاتحاد والترقي إلى عزله منْ منصبه وحاولت اغتيالَه وأبناءَه وإنهاء نفوذهم في الحجاز.
بويع الشريف الحسين بعد نهاية الثورة العربية الكبرى ملكًا على العرب وأعلن نفسه خليفة للمسلمين، الأمر الذي رفضه العديد من الجماعات والكيانات الإسلامية، واتهمت الشريف الحسين بالخروج على الوالي العثماني وتعريض المقدسات الإسلامية في مكة والمدينة للخطر، هاجم الاتحاديون ثورة الحسين واعتبروها عصيانًا من بعض القبائل وقالوا بأن هدف ثورة الحسين هو الحصول على الإمارة أو الخلافة، أدت هذه الأحداث لاحقًا إلى صدامه مع بعض القبائل العربية في الحجاز التي لم تكن ترى الشريف الحسين كفؤًا لمنصب الخلافة واتهموه بالإفساد في الأرض وكانت بداية لنهاية المملكة الحجازية الهاشمية التي خاضت في أيامها الأخيرة سلسلة من المعارك والحروب مع سلطنة نجد بقيادة عبد العزيز آل سعود.
أُجبر الحسين على التنازل عن حكم الحجاز لابنه الأكبر علي في محاولة لإنهاء المعارك وحقنًا للدماء ونُفي إلى العقبة، فشل الملك علي في الدفاع عن مُلكه في الحجاز، التي لم تكن قادرة على الصمود أمام ابن سعود، وبقي الملك علي يُدافع عن الحجاز حتى تنازل عن المُلك وغادر إلى بغداد، ونودي بالملك عبد العزيز آل سعود رسميًا ملكًا على الحجاز بإجماع سكان المدن الكبرى.
نُفي الحسين إلى قبرص من جديد عام 1926، وعاش في المنفى إلى أن ساءت حالته الصحية فنُقل إلى عمان وأمضى أيامه الأخيرة بين أبنائِه إلى أن تُوفّي في قصر رغدان في عمان، ونُقل جثمانه بعدها إلى القدس ووُرِيَ الثرى في باحة المسجد الأقصى.

## حياته

### نشأته وطفولته

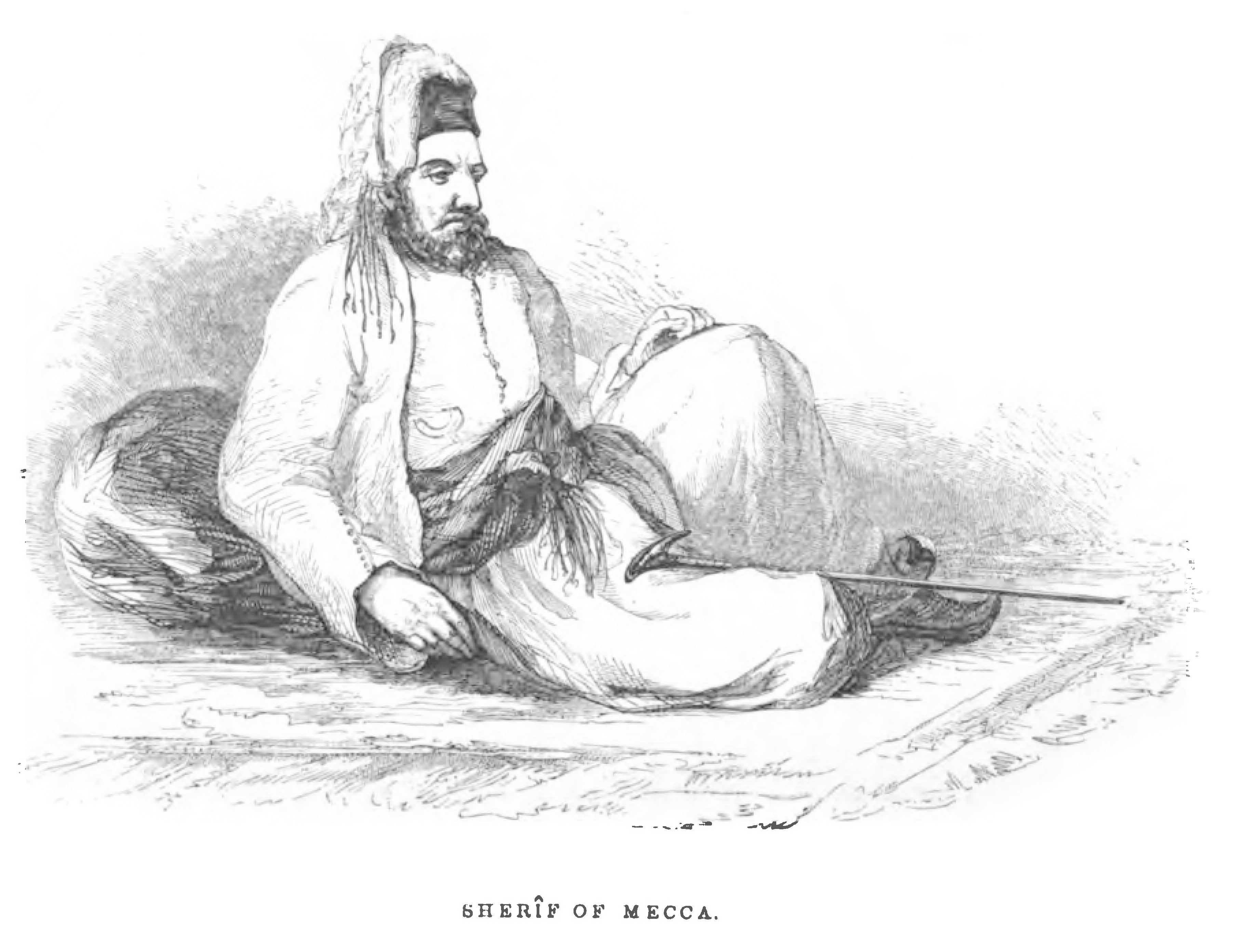
الشريف محمد بن عبد المعين جد الشريف الحسين

وُلد الحسين بن علي الابن البِكر للشريف علي بن محمد في الأستانة (عاصمة الدولة العثمانية، إسطنبول حاليًا) سنة 1853، حيث كان والده وجدُّه «محمد بن عبد المعين» منفيين هناك منذ سنة 1851 بأمرٍ من السلطان العثماني  وكان مولد الحسين خلال إمارة الشريف عبد المطلب بن غالب على مكة، الذي نصَّبه السلطان العثماني مكان محمد بن عبد المعين. تلقّى علومه الأولى في الأستانة، ثم انتقل منها إلى مكة مع أسرته وهو في الثالثة من عمره بعد إسناد منصب الشرافة إلى جده للمرة الثانية سنة 1856.
ولما قدِم الحسين إلى مكة، وكّله أبوه إلى من يعلّمه مبادئ القراءة والكتابة، وشيئًا من المبادئ التحضيرية وسورًا قليلة من القرآن، ويضيف الزركلي عن نشأة الحسين في تلك المرحلة قائلًا: «فرباه في بيته وخالف فيه سنة غيره من الأشراف، فلم يبعث به إلى إحدى القبائل المجاورة لمكة، ولم يربّه تربية بدوية خالصة يتلقن فيها أخلاق البداوة في معايشهم ويتمرّن على ركوب الخيل واحتمال المشاق، فنشأ حضريًا مدنيًا، وأولع بالدرس والمطالعة، فحفظ مبادىء العربية وتفقّه في شيء من أصول الدين وفروعه، حفظ القرآن الكريم قبل أن يتجاوز العشرين من سنيه...». ومن الذين أخذ عنهم الحسين هو الشيخ «محمد محمود التركزي الشنقيطي» والمُؤرخ الشيخ «أحمد زيني دحلان» وغيرُهُما، فتأدَّب وتفقَّه ونَظَم الشعر الملحون «الحُميني» ومارس ركوب الخيل وصيد الضواري.
في سنة 1858، سافر والده إلى الأستانة إثر وفاة جده محمد بن عبد المعين في العام نفسه، بينما ظلَّ الحسين في مكة يتلقى تعليمه في مدارس خاصة للأشراف لعدم وجود مدارس عربية آنذاك. شَغِف الحسين بالمطالعة وتفقَّه في أمور الدين وحفظ القرآن، ثم ما لبث أن وصلته الأخبار باعتلال صحة والده في الأستانة، فسافر إليها وأقام فيها وبقي إلى جانب والده حتى توفي سنة 1870.
كان الشريف عبد الله بن محمد (عم الحسين) قد تولى الشرافة سنة 1858 بعد وفاة محمد بن عبد المعين، عاد الحسين من الأستانة إلى الحجاز بعد وفاة والده وعاش تحت رعاية عمه الذي قرَّبه إليه وزوّجه من ابنته (عابدية) سنة 1875 وهي أم أولاده علي وعبد الله وفيصل، ثم أخذ عمه يُعدُّه لتحمل المسؤولية وكلّفه ببعض المهمات، فسافر الحسين إلى نجد وطاف في شرق الحجاز للوقوف على القبائل وعشائرها، واختبر أحوال البدو وأساليب حياتهم حتى صار حلقة الوصل بين أمير مكة والقبائل الحجازية وغيرها.

### انتقال الشرافة إلى آل عون
كان الصراع على شرافة مكة (الإمارة) في عهد الأشراف القتاديين (بنو قتادة) متمثلًا في فرعين منهم: آل بركات وآل زيد، واستمرَّ ذلك حتى القرن التاسع عشر الميلادي حينما برز فرع ثالث تمثَّل في آل عون. وجميع الفروع الثلاثة تجتمع في «الحسين بن الحسن بن أبي نُمي الثاني» من نسل «الحسن بن علي بن أبي طالب»، وكانت شرافة (إمارة) مكة من الناحية الإدارية مستقلة عن التشكيلات الإدارية العثمانية وتختص بالأشراف وحدهم.
تُوفي الشريف «عبد الله بن محمد» أمير مكة سنة 1877، فتولّى الإمارة بعده أخوه «الحسين بن محمد» لكنَّه لم يستمر طويلًا في الحكم فقد قُتل سنة 1880 بطعنة سكين على يد رجل أفغاني. عاصر الحسين أوضاع الحجاز الداخلية ذات العلاقة بأسرته عند انتقال الشرافة منها إلى خصومهم من الفرع الهاشمي الآخر المتمثل بآل زيد إثر مقتل عمه الشريف الحسين بن محمد، إذْ تولى الإمارة بعده للمرة الثانية الشريف عبد المطلب بن غالب وهو من آل زيد.
تسبَّب تعيين الشريف عبد المطلب في منصب أمير مكة فضلًا عن التصرفات التي قام بها بغضب وإثارة آل عون الذين قرَّروا إرسال وفد إلى الأستانة سنة 1881 يحمل التماسًا إلى السلطان العثماني، بهدف عزل الشريف عبد المطلب ونزع الشرافة من آل زيد وإعادتها إلى وضعها السابق إلى آل عون، كان الحسين بن علي من ضمن الوفد الذي مثَّل آل عون في الأستانة للتفاوض مع الحكومة العثمانية من أجل استرجاع حقِّهم في الشرافة على مكة. لم تستجبْ الحكومة العثمانية لرغبتهم في هذه الفترة، إلا أنها قامت في العام التالي (سنة 1882) بخلع الشريف عبد المطلب بن غالب عميد آل زيد وشريف مكة بالقوة، لاستبداده في الأمور وإمعانه في القسوة والإهمال، ونَقلت الشرافة إلى آل عون في شخص الشريف عون الرفيق عم الحسين بن علي.

### صراعه مع عمه عون الرفيق
لم تقف مظاهر استمرار المنافسة على الشرافة في مكة المكرمة عند هذا الحد، وإنما تعدّاه إلى نزاع بين آل عون أنفسهم، فضلًا عن نزاعهم التقليدي مع آل زيد. فقد استنكر الحسين الأعمال الظالمة التي وقعت على عاتق الناس من سياسة عمه عون الرفيق، والتي كان الموظفون العثمانيون يشتركون مع رجال عمِّه في إيقاعها، الأمر الذي دفعه إلى إعلان معارضته لسياسة عمه في إدارة الحجاز، فضلًا عن بث بعض الأخبار ضدَّ عمه التي كان لها أساس من الصحة، وكانت تدور حول إهمال شؤون الأمن وابتزاز أموال الحجاج وتقاعس عمه عن الضرب على أيدي العابثين، وانتشر الجور والظلم والفتن، ومضاعفة الشريف عون للضرائب عشرين ضعفًا، في وقتٍ وصلت فيه إمارة الحجاز من الضعف والفوضى حدًا أثار استياء أهل الحجاز وتذمُّرهم بسبب تجاهل أميرها عون الرفيق لأمر ولايته وإدارتها.
وهكذا فترت العلاقات بين الحسين وبين عمه الشريف عون الرفيق، إذْ لم ترق للأخير تصرفات ابن أخيه، فشكاه إلى السلطان سنة 1893 بهدف إزاحته عن الحجاز، وأبدى له مخاوفه من تدخلات الحسين في شؤون الولاية، وما يُلحقه ذلك من خطر على الأمن العام ويبعث الفوضى وعدم الاستقرار فيه. وفي الوقت نفسه أخذ جواسيس العثمانيين يرسلون تقاريرهم إلى السلطان عبد الحميد الثاني بشأن الحسين، فوصفوه بالعناد وبأنه ميّال لإذكاء روح القومية والاستقلال، وقالوا أنَّ في آرائه خطرًا على البلاد إذا هو أثارها في الوقت المناسب، وأشار بعضهم صراحة إلى طموح الحسين في اعتلاء منصب شرافة مكة وإمارتها مؤكدين بأنَّ الحسين قد صرَّح بأنَّه أحقُ بها من غيره.

### نفيه إلى الأستانة
| نص المذكرة المرسلة إلى الحسين بواسطة الوالي العثماني في الحجاز من الدولة العثمانية - وهي مترجمة من التركية إلى العربية: «بما أن منطوق الإرادة السنية الملوكية التي تَشَرَّفتُ بتبليغها تقضي بحركة عطوفتكم بأول واسطة إلى دار السعادة كي تنالوا شرف المثول بين يدي حضرة صاحب الخلافة العظمى، أرجو إبلاغ يوم وتاريخ حركتكم إلى هذا المَثنى عليكم والأمر والإرادة لحضرة من له الأمر». |
| —الملك حسين والنهضة العربية، الأمير عبد الله، صفحة 8 |

بعث السلطان عبد الحميد الثاني برسالة إلى الحسين، يطلب منه القدوم مع أسرته إلى الأستانة ليحل في ضيافته بعض الوقت بحجة الاستفادة من خبرته، فلبّى الحسين الدعوة وغادر الحجاز في العام نفسه مع عائلته إلى الأستانة التي أمضى فيها خمس عشرة سنة حتى تنصيبه أميرًا على مكة سنة 1908. في الواقع، كانت هذه الدعوة بهدف فرض الإقامة الجبرية عليه، وليكون قريبًا من عيون السلطان ولم تكن للضيافة مثلما ادّعى السلطان العثماني، ومما يُؤكد ذلك قول ابنه الأمير عبد الله في مذكراته:
| الحسين بن علي شريف مكة | لقد كانت إقامتنا بإستنبول إقامة جبر واكراه بالرغم من أنَّ السلطان عبد الحميد الثاني، لما مَثُل والدي في حضرته يوم وصوله الأستانة قال له إنه إنما استدعاه لينشئه ويرجو منه أن يخدم الدولة ويخدمه، وبالرغم من أنه عيَنه عضوًا في شورى الدولة، وأمر أن تهيأ له دار ساحلية في البسفور وتفرش، فقد كان في الحقيقة ورغم هذه الاعتبارات أُخِذ إلى الاستانة نفيًا وتغريبًا بناءً على معارضة سياسة الظلم والاعتساف بالحجاز، وأخذْ الأموال الطائلة من الحجاج بشتى الاساليب، تلك السياسة التي اختطها ولاة الحجاز والأمير عون الرفيق | الحسين بن علي شريف مكة |

امتثل الحسين لطلب السلطان، ولم يكن حديث العهد بالاستانة، فقد وُلد فيها ودرس في بعض مدارسها وتنقل بين مكة والأستانة، إلا أنّّه جاءها هذه المرة مُكرهًا. ذكر الزركلي أنَّ الشريف الحسين بن علي قال شعرًا لما أُمر بمغادرة مكة إلى الأستانة سنة 1889:
كان الحسين في ذلك الوقت قرابة الأربعين من عمره عند وصوله الأستانة، وفي السنة التالية أُلحق به أولاده الثلاثة علي وعبد الله وفيصل. كانت تلك سياسة السلطان عبد الحميد مع الأشخاص المعارضين، فإذا كان الشخص ذو مكانة سامية يَطلب منه المجيئ إلى الأستانة، ويتيح له الحياة الرغدة ويكرِمه، وفي الوقت نفسه يضعه تحت مراقبته، كان الحسين أحد هؤلاء الضيوف، وكان كثير من الأشراف والعرب مُبعدين إلى الأستانة، وغير متاح لأي منهم الرجوع إلى وطنه، وكما قال الأمير عبد الله: «فكانت إسطنبول السجن المحترم أو منفى العزازة والإكرام لهؤلاء الأشخاص الكرام».

### حياته في المنفى

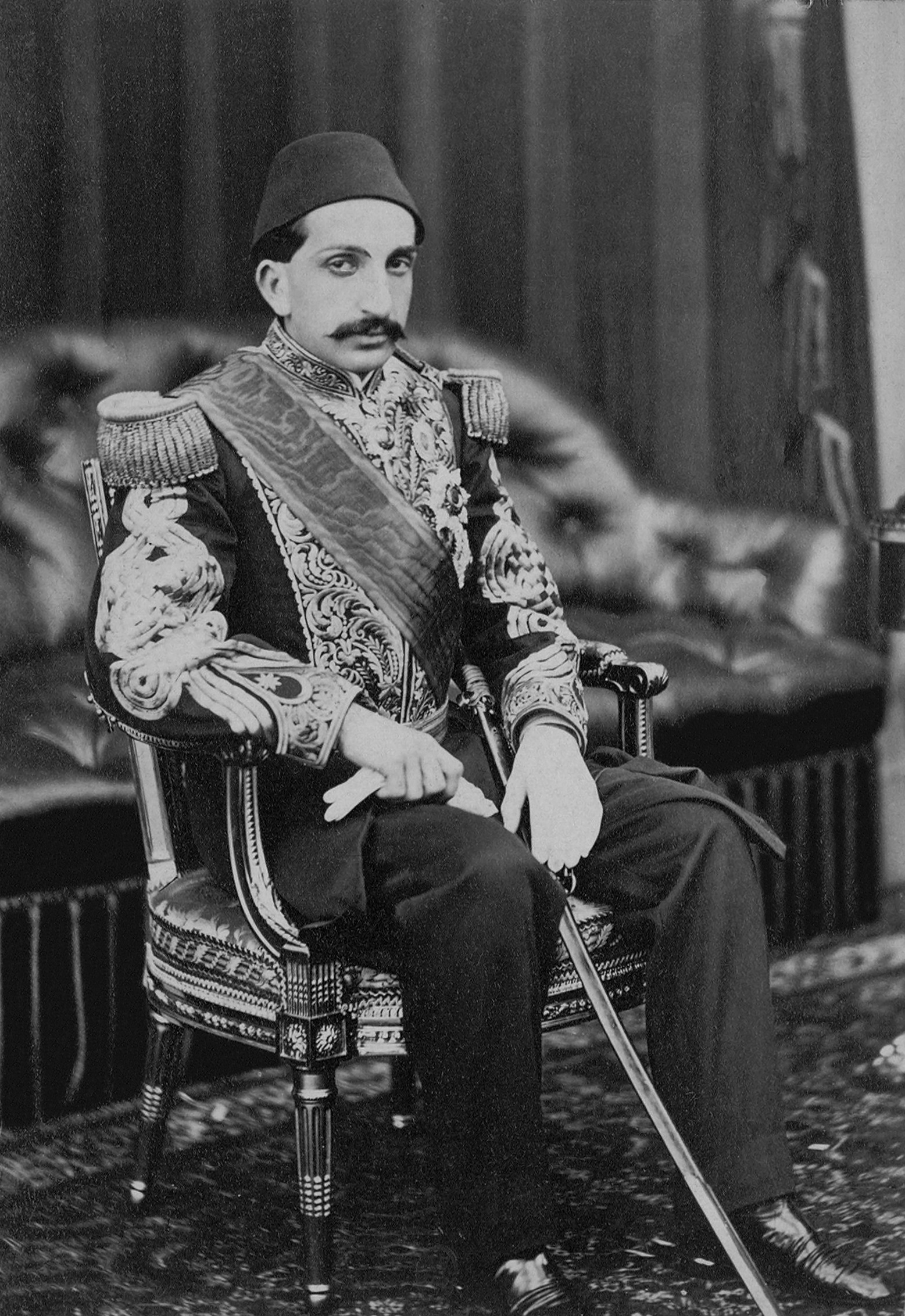
السلطان عبد الحميد الثاني

تزوَّج الحسين في الأستانة مرتين، كانت زوجته الأولى وابنة عمه «عابدية» قد تُوفيت سنة 1887، فتزوج من سيدة شركسية اسمها «مديحة» سنة 1893 أنجبت له ابنته «صالحة» ولكن هذا الزواج لم يستمر طويلًا، فتزوج سنة 1897 من «عادلة خانم» حفيدة «رشيد باشا» فأنجبت له ابنه الرابع زيد وابنتين هما فاطمة وسّرَّةَ.
اهتم الحسين في الأستانة بتربية أولاده علي وعبد الله وفيصل وزيد وتعليمهم العلوم المختلفة على أيدي معلمين متخصصين، فتلقوا تعليمًا شاملًا، وقرّبه السلطان إليه، فأسند إليه رتبة الوزارة وعضوية مجلس الشورى التي أُسندت لوالده من قبل، وأَدخل أبناءه في مدرسة خاصة بأبناء السلاطين والشخصيات على نفقة السلطان.
نال الحسين قدرًا كبيرًا من احترام أهل الأستانة له نظرًا لصفاته الحسنة وقوة شخصيته، وتميّز بالهدوء والتديّن والتأمل، فابتعد عنه جواسيس السلطان عبد الحميد، وأصبح في الأستانة سيدًا للّغة الدبلوماسية الملتوية، ولكنّه ظلّ بالنسبة للأتراك لغزًا لا يُحل. وبسبب منهج الحسين في حياته، كانت له علاقات مع كبار رجال الدولة للتشاور في أوضاعها. استفاد الحسين من تلك العلاقات في فهم الأحداث السياسية التي كانت تمر بها الدولة العثمانية، وعرف ميزاتها وإشكاليتها المختلفة ومبادئ السياسة العثمانية.
ويُذكر عن الحسين آنذاك سعيه للاتصال بالأوروبيين، لكنَّ الدولة العثمانية لم تبدِ اهتمامًا لهذا الأمر بسبب المشكلات الكبرى التي كانت تعانيها. وذُكر أيضًا أنَّ بعض الوزراء أشاروا على السلطان عبد الحميد بتعيين الحسين أميرًا على مكة بدلًا من الشريف عون الرفيق، ولكنَّ السلطان لم يبدِ آنذاك رغبة بتعيينه في هذا المنصب. استمر الحسين شبه سجين لدى السلطان حتى سنة 1908 إلى أنْ عُيّن أميرًا على مكة لاحقًا.

## العودة من المنفى

### تعينه أميرًا على مكة

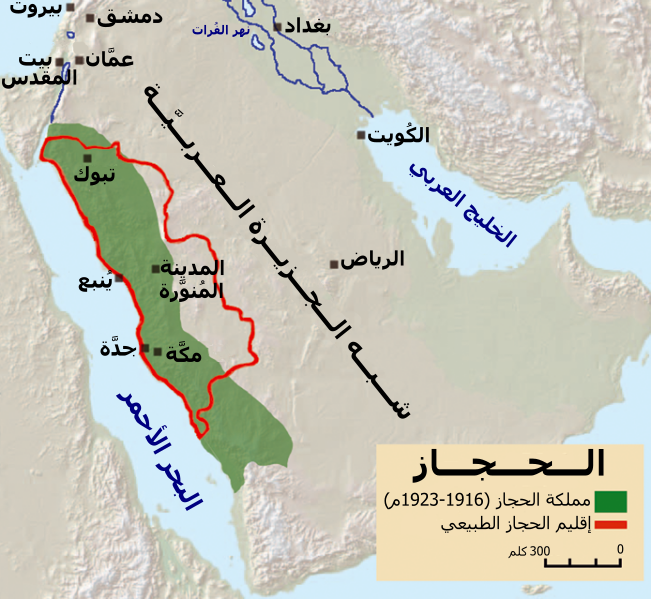
خارطة لمملكة الحجاز باللون الأخضر، تظهر فيها حدود الحجاز الطبيعية باللون الأحمر

بقي الشريف عون الرفيق في الإمارة قرابة ربع قرن (1882- 1905) حتى توفي سنة 1905، وبعد وفاته، تنافس عدد من الأشراف على المنصب، إذْ كان كل منهم يعتقد بأحقّيته بهذا المنصب من الآخر، تأخّر السلطان عبد الحميد في إصدار مرسوم تعيين أمير جديد على مكة، إلى أنْ أصدر مرسومًا بتعيين الشريف علي باشا (ابن عم الشريف الحسين بن علي) أميرًا على مكة في نفس العام.
| فرمان السلطان العثماني بتعيين الشريف الحسين أميرًا على مكة: '... وبناء على ذلك ولوقوع انفصال أمير مكة علي باشا اقتضى الحال ألى إحالة تلك الامارة الشريفة لذات الاشراف ذوي الاحترام... الشريف حسين باشا - فأهَّلنا وفوَّضنا الإمارة الشريفة المذكورة إلى عهدة أهليته... ليستقبل الحجاج ذوي الابتهاج المتوجهين من سائر ممالكنا الشاهانية ويوصلهم إلى مكة المكرمة سالمين مطمئنين. وبعد أدائهم مناسك الحج الشريف على الوجه اللائق أيضًا يشيعهم ويستكمل أسباب عزيمتهم بكل اعتناء ودقة في الشام. وأنْ يكون الناظر على توزيعهم وتقسيم الصرة الهمايونية المرسلة من قبل سلطتنا إلى أربابها بوساطة المأمورين بموجب الدفاتر الموجودة، وأنْ يستجلب الدعوات الخيرية لذاتنا الشاهانية، وأنْ يهتم في توفيق الأمور والمصالح الواقعة والجارية بالعدل والحقانية متحدًا مع وزيرنا والي الحجاز. |
| —الحسين بن علي والثورة، سليمان موسى، ص26-27 |

لم تدم إمارة الشريف علي طويلًا، إذْ عُزل بعد إعلان الدستور سنة 1908، والأرجح أنَّ سبب عزله يعود إلى إبطائه في إعلان الدستور في الحجاز بالاشتراك مع الوالي العثماني، فهرب إلى مصر وبقي فيها حتى توفي سنة 1941. ووُلّي (بعد عزل الشريف علي) الشريف عبد الإله الذي كان يقيم في الأستانة، ولكن المنية عاجلته بعد أيام وقبل رحيله إلى مكة، وقد حامت حول وفاته الشكوك وخاصة من المنافسين له من الأشراف.
كان السلطان عبد الحميد يعرف أنَّ الحسين يحترمه ولا يُحب الاتحادين، فوقع الاختيار حينئذٍ على الحسين بن علي لتولي الإمارة عام 1908، الذي كان قد أرسل نيابة عنه بواسطة ابنه عبد الله مذكرة إلى السلطان العثماني يطالب فيها بتَعْيِينُهُ في المنصب الذي شغُر بوفاة عمه الشريف عبد الإله فيقول فيها: «بناءً على وفاة عمي الشريف عبد الإله ابن محمد أمير مكة، وبعد عزل ابن عمي الشريف علي بن عبد الله بن محمد وخلوٌ مقام الإمارة، ولكوني أسن العائلة الهاشمية وأحقها بمقام الآباء، استرحم جلالة السلطان أن يتكرَّم بإيصالي إلى حقي الذي لا يخفى على جلالته مع صداقتي وإخلاصي».
استُدعي الحسين بن علي في اليوم التالي لمقابلة السلطان عبد الحميد، الذي أصدر فرمان بتعيين «الحسين بن علي» أميرًا على مكة، خاصة أنَّه اكتسب سُمعة حسنة خلال إقامته في الأستانة وكان له جماعة من المعجبين المتنفِّذين لدى الدولة العثمانية، كما أصدر السلطان فرمان آخر منح فيه الحسين رُتبة الوزارة، الأمر الذي أثار جمعية الاتحاد والترقي وكان بداية الخلاف بين الشريف الحسين والاتحاديين (أعضاء الجمعية).
قُبيل عودة الشريف الحسين بن علي إلى الحجاز قابله السلطان عبد الحميد وأبدى له تخوفه من الانقلابيين على الدولة والمَلك، ولكن الشريف الحسين طمأنه قائلًا:«إن لذاتكم الملوكية في البلاد العربية الفئة التي إذا تحيَّزتم لها كان لكم ما تريدون من حفظ الدولة والمُلك، ومتى شعرتم جلالتكم بذلك، فأوَّل بلد من بلاد العرب تقوم بالواجب المفروض هو الحجاز». ثم وضع السلطان وسام الافتخار بيده على صدره وودَّعه.
وعندما حضر الحسين إلى الباخرة متوجهًا إلى الحجاز قابله الصدر الأعظم «كامل باشا» مودعًا وقدَّم إليه مذكرة جاء فيها: «إنَّ الخطة المباركة الحجازية مربوطة رأسًا بمقام الخلافة العظمى، وأنه لا يسري عليها بمناسبة الدستور الجديد ما يخالف الحقوق المقدسة القائمة بين الإمارة الشريفة والسدة السنية السلطانية، وأنَّ اعتماد الحضرة الملوكية والباب العالي على ذاتكم الهاشمية مما لا يحتاج إلى تأكيد، فقوموا بواجباتكم على أساس التعامل القديم، وفقكم الله للخير». وكأنَّما كانت الرسالة الأولى للشريف الحسين هي مقاومة الاتحاديين.
غادر الشريف الحسين الأستانة في نوفمبر سنة 1908 متوجهًا إلى الحجاز على متن الباخرة (طنطا). ولمّا وصل إلى بيروت، أجرت جريدة الاتحاد العثماني لقاءً معه، أعلن فيه عن رغبته في إحلال الأمن في الحجاز وإجراء الإصلاحات المناسبة، وأنه سيعمل على إيصال سكة الحديد ليس فقط إلى مكة بل إلى اليمن. وصل الحسين إلى مدينة جدة يوم الخميس التاسع من ذي القعدة سنة 1326هـ / نوفمبر سنة 1908، واستُقبل في جدة استقبالًا عظيمًا من الحجازيين عامة والأشراف خاصة.
أقام الشريف الحسين في جدة ثلاثة أيام، ثم تابع سيره إلى مكة فوصلها يوم الأحد 12 ذي القعدة 1326هـ الموافق 6 ديسمبر سنة 1908، كانت مظاهر الاستقبال بالغة لم تشهدها مكة من قبل، وحُدّد يوم الخميس السادس عشر من ذي القعدة 1326هـ / 10 ديسمبر 1908 موعدًا للاحتفال بقراءة فرمان إمارة مكة للشريف حسين وكذلك فرمان الوزارة، وجرى ذلك في احتفال رسمي تم الدّعاء في نهايته للسلطان بالنصر.

### بداية الخلاف مع الاتحاديين
عندما وصل الشريف الحسين إلى جدة، انتخب حزب الاتحاد والترقي وفدًا للسلام على الشريف الحسين، وقد استقبله رئيسه عبد الله القاسم قائلًا: «جئنا نُرحب بالأمير الدستوري الذي يؤمل من سيادته أن يضرب صفحًا عن الأحوال الأدارية القديمة، وعن الظلم الذي كان يرتكبه الشريف عون الرفيق والشريف علي، تبعًا للإدارة المستبدة وإرضاء للسلطان. وأنَّ البلاد إذْ تحيي سيادة الأمير فإنها تحيي فيه الأمير الذي عرف روح العصر والتجدد المطلوب للعمل تحت الدستور الذي هو نبراس السلامة».
فردَّ الشريف الحسين على رئيس وفد حزب الاتحاد والترقي عبد الله القاسم قائلًا: «لقد حظيت بمقام أسلافي وآبائي على الشريطة التي بايع بها الشريف أبو نمي السلطان سليم الأول، وأن هذه البلاد لا تقوم فيها غير شريعة الله المشتملة على الأمر بالمعروف والنهي عن المنكر، وهي حريصة على الاحتفاظ بحقها، فليذهب كل منكم يشتغل بما يخصه...، فهذه البلاد ليست بملك لأحد، وأن السلطان الآمر بالدستور الذي تذكره، والذي أمر بأن يُعمل في بلاده، يفتخر هو وأسلافه بأنهم خدام الحرمين الشريفين، دستور بلاد الله، شريعة الله وسنة نبيهم».
كان ردُّ الشريف الحسين على الاتحاديين ردًا مُتسمًا بالجرأة والشجاعة، ويبدو أنه كان مستاءً جدًا من سياسة الاتحاديين في الحجاز، إذْ هددهم من مغبة الاستمرار في سياسة التدخل في شؤون الحجاز الداخلية بقوله: (فليذهب كل منكم ليشتغل بما يخصه)، وأعلَن بوضوح عن سياسته الرامية إلى حقِّه في حكم الحجاز بنفسه، وهكذا أظهرت كلمة الشريف الحسين إصراره على ضرورة المحافظة على استقلال الحجاز الذاتي وحِرصه على المحافظة على حقه التاريخي.
كان هذا الرد من قبل الشريف الحسين دافعًا للاتحاديين لأنْ يكتبوا إلى مسؤوليهم في الأستانة عن الشريف الحسين قائلين: «بعث عبد الحميد برجلٍ جلس على مقام أسلافه، لا يَعبأ بأحد ولا يُقر بدستور ولا بِتجدُّد»، مُعلنين بهذا الجواب بداية الحرب ضد الشريف الحسين والخلاف العلني معه.

### توليه حكم الإمارة
تسلّم الشريف الحسين بن علي إمارة مكة سنة 1908، أي في السنة نفسها التي وصلت فيها سكة حديد الحجاز إلى المدينة المنورة. وأصبحت سلطة الدولة العثمانية في الحجاز بسبب السكة أرسخ من أي فترة مضت. أعلنت الدولة العثمانية عن نيتها في إكمال سكة القطار إلى مكة، وكان ذلك بعد إعلان الدستور في يوليو سنة 1908، وأصبح الشريف الحسين أوّل أمير دستوري على مكة، وكان «كاظم باشا» أوَّل والِ دستوري على الحجاز.
أمِل الحجازيون من الشريف الحسين أنْ يعمل على تخفيف معاناتهم نظرًا لما يتمتع به من سمعة حسنة، وأدّى خبر إعلان إمارة الحسين قُبيل وصوله إلى مكة إلى انتهاء ما عُرف بـ «ثورة القبوري» التي كانت قد أدّت إلى الفوضى واضطراب الأمن. ويُذكر أنَّ الشريف الحسين عامل ابن عمه الشريف المعزول علي بن عبد الله معاملة حسنة، ونقله إلى مصر وليس إلى الأستانة كما طلب الاتحاديون.
أظهر الشريف الحسين في أيامه الأولى في الإمارة إخلاصه للدولة العثمانية وللدستور، وشارك الحجاز باقي أجزاء الدولة العثمانية في الاحتفال بإعادة افتتاح مجلس المبعوثان، وجرى احتفال كبير بهذه المناسبة، حضره الشريف الحسين والوالي «كاظم باشا»، وألقى فيه أعضاء جمعية الاتحاد والترقي الخطب. وذُكر أنَّ الحجاز لم يتغير عليها شيء بمناسبة الدستور الجديد. شكا أهل الحجاز من رجال الوالي «كاظم باشا» الذين كانوا يسلبون أموال الناس، وذكرت صحيفة المؤيد أنَّ التسجيل في المحاكم في الحجاز كان يصدر باللغة التركية، وفي هذا ما يُلحق الظلم بالناس.

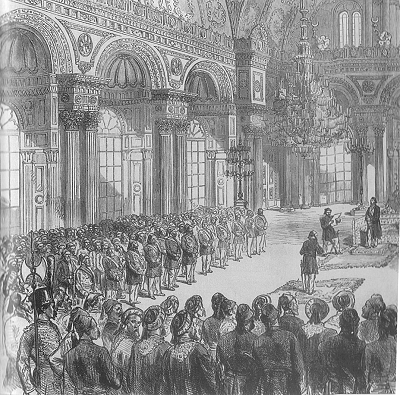
لوحة تمثل حفل إعلان الدستور العثماني وافتتاح البرلمان

تميَّز الحسين منذ بداية إمارته بالعمل الجاد، ونجح في كسب ودّ الحجازيين، وعمل على استعادة مكانة الإمارة الحجازية إلى سابق عهدها، وبذل من أجل ذلك الكثير، الأمر الذي كان يؤدي إلى خلافه مع الولاة العثمانيين، ونجح الحسين في إعادة مكانة الإمارة لدى القبائل الحجازية خاصة، وفيما وراء الحجاز في الجزيرة العربية عامة. تعهَّد الحسين بالتعاون مع الوالي «كاظم باشا» للعمل معًا من أجل حفظ الأمن وسلامة الحُجاج، وسعى الحسين بكل جهده إلى المحافظة على سلامة الحج والحجاج، ليس لأن المحافظة على الحج من أولى مهامه فحسب، بل لأنه كان شديد التديُّن. ويُذكر أنَّ الوالي والشريف الحسين كانا يجلسان في دار الإمارة من الصباح إلى المساء لسماع شكاوى الناس.
كانت أولى المشكلات التي واجهت الشريف الحسين في بداية إمارته هو قيام جمعية الاتحاد والترقي باستغلال مناسبة الحج لمهاجمة الشريف الحسين عن طريق أمير الحج الشامي عبد الرحمن باشا اليوسف، الذي حاول بتوجيه منْ جمعية الاتحاد والترقي إثبات عدم قدرة الشريف الحسين على حفظ الأمن وسلامة الحجاج، فأعلن في عام 1909 أنَّ طريق الحج البري الواصل بين دمشق والمدينة المنورة غير آمن، وأنَّه يخشى اعتداء القبائل لاضطراب الأمن، لذا اقتَرح أنْ تعود قافلة الحجاج عن طريق البحر من جدة إلى سواحل الشام. عارض الشريف الحسين تنفيذ هذا الاقتراح، لأنَّ معناه عَجزه عن حماية الأمن وتوطيده في الحجاز، إذْ كانت مكانة الشريف تعتمد بشكل أساسي على ضمان أمن الحجاج. تعهَّد الشريف الحسين بتأمين وصول الحجاج برًا عن طريق المدينة المنورة - دمشق، تاركًا الأمير عبد الرحمن باشا اليوسف وحاشيته يسافرون بحرًا من جدة إلى دمشق، انتدب الشريف حسين، أخاه الشريف ناصر وابنه عبد الله لإيصال موكب الحجيج من مكة إلى المدينة المنورة فدمشق، فأعطى الشريف بذلك برهانًا واضحًا على كفايته وسيطرته على القبائل وأفشل مخطط الاتحاديين.
أظهرت جمعية الاتحاد والترقي في الحجاز مرة أخرى معارضتهم لأمير مكة الشريف الحسين بن علي، وذلك عندما انتُخب الأمير عبد الله والشيخ حسن الشيبة بصفتهم نائبين عن مكة في البرلمان العثماني الأول، فقد رفعت الجمعية برقيات إلى البرلمان استنكرت فيه انتخابهما، على أساس أنَّ الأمير عبد الله لم يكن راشدًا وأنَّ الشيخ الشيبة لا يُحسن القراءة والكتابة بالعربية والتركية، ولكن ذلك لم يغيِّر من نتيجة الانتخابات.

### محاربة المعارضين للحكومة العثمانية

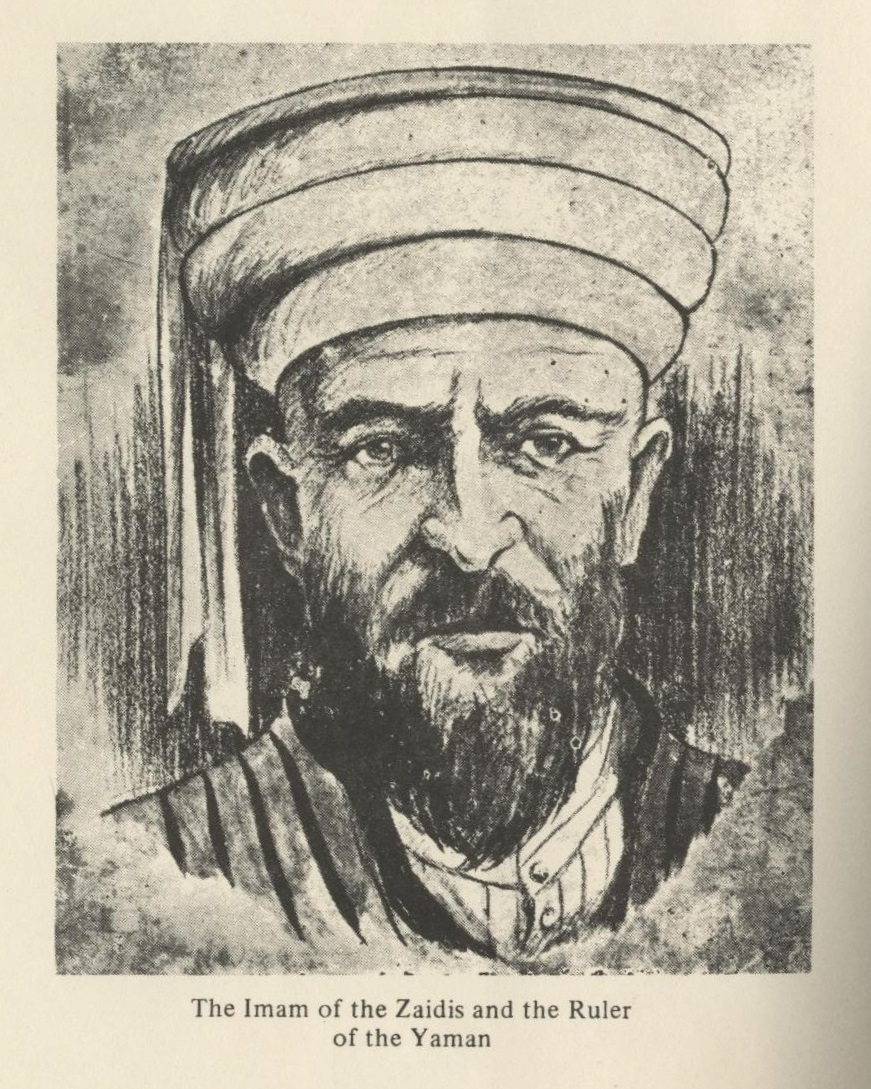
الامام يحيى محمد حميد الدين إمام اليمن

أظهر الشريف الحسين إخلاصه للدولة العثمانية، فلم يترد أبدًا في الاستجابة لطلبات الباب العالي في محاربة كل من حاول القيام على الدولة أو الانفصال عنها، من أجل ذلك قاد الشريف الحسين حملتين عسكريتين الأولى سنة 1910 نحو نجد لمحاربة الملك عبد العزيز آل سعود الذي انتزع أرض عتيبة من العثمانيين، وتمكَّن الشريف الحسين من أسر «سعد» شقيق الأمير عبد العزيز، ويُذكر في هذا الصدد توسط «خالد بن لؤي» بين الشريف الحسين وابن سعود، وكانت النتيجة أنْ أعطى عبد العزيز للشريف الحسين وثيقة خطية تتضمَّن اعترافه بسيادة الدولة العثمانية، واعترافه بتبعية عتيبة للشريف. فأطلق الشريف الحسين «سعد» وعاد معززًا مكرمًا.
وفي عام 1910، استشار العثمانيون الشريف الحسين بشأن الثورة التي قام بها الإمام يحيى في اليمن، فنصحهم الشريف الحسين أنْ يتفقوا مع الإمام يحيى على أية شروط تكون مقبولة لديه، كي لا يضطروا لمواجهة ثورة أخرى في المستقبل، وفي الوقت نفسه كتب الشريف الحسين إلى الإمام يحيى باسم الرابطة الإسلامية على ضرورة الاتفاق مع الدولة العثمانية. عمل العثمانيون بنصيحة الشريف الحسين وعقدوا اتفاقية (اتفاقية دعان) مع الإمام يحيى في أغسطس 1911، اعترفوا فيها برئاسته في صنعاء والجبل، وظلَّ الإمام وفيًا لهذه الاتفاقية حتى انتهاء الحرب العالمية الأولى.
كما استنجدت الدولة العثمانية في عام 1911 بالشريف الحسين للقضاء على الشيخ محمد الإدريسي أمير إمارة الأدارسة في منطقة جازان أو ما يعرف بمنطقة المخلاف السليماني في تهامة، بسبب شقِّه عصا الطاعة وإعلانه عدم الولاء والطاعة للسلطان العثماني وإعلانه انفصال إقليم عسير عن السلطة العثمانية. استطاع الإدريسي أنْ يجمع حوله القبائل وأنْ يتحصَّن في أبها عاصمة إقليم عسير، وأنْ يتزعم للقيام بثورة عسير، فانتهز فرصة وقوع الانقلاب العثماني عام 1908 وإعلان الدستور وما تبع ذلك من انشغال حكومة الانقلاب بالمشكلات الداخلية والخارجية.
تمكَّن الإدريسي من تكبيد القوات العثمانية خسائر جسيمة في أثناء حصاره لقواتها في مدينة أبها بالاشتراك مع آل عائض، الأمر الذي دفع بالدولة العثمانية إلى الاستنجاد بالشريف الحسين، الذي كان هو الآخر يتحسَّب من امتداد خطر الإدريسي إلى الحجاز، فأرسل الشريف الحسين الرسل إلى الإدريسي لغرض التفاهم معه ووعده بتنفيذ مطالبه، إلَّا أنَّ الإدريسي رفض وأصرَّ على مواصلة الحصار ضد القوات العثمانية.
أعدَّ الشريف الحسين حملة على عسير لمحاولة فك الحصار عن القوات العثمانية المحاصرة في مدينة أبها، وأرسل برقية إلى ولديه فيصل وعبد الله لقيادتها إذْ كان الأخير عضوًا في مجلس المبعوثان في إسطنبول. ولا شك أنَّ موقف الشريف الحسين قد زاده احترامًا وتقديرًا من الدولة العثمانية، وهذا ما كان يبغيه من إظهار سمعته ومكانته وإبراز سمعة ولديه عبد الله وفيصل.
وقبل تحرك الحملة، ألقى الشريف الحسين خطابًا في أعيان مكة وأشرافها، وتحركت الحملة في 16 أبريل 1911 بقيادة الأمير فيصل، فوعده العثمانيون بتسليم إقليم عسير له في حالة نجاحه في الحملة والقضاء على الإدريسي، وتقدمت الحملة في تهامة وتمكَّنت في يوليو من فك الحصار عن أبها، ثم استولت على القنفذة وتوقفت فيها بسبب الظروف الطبيعية والمناخية الصعبة وقلة المياه وانتشار أمراض وأوبئة ومنها الحمى التي أصيب بها قائد الحملة الأمير فيصل. عادت بعد ذلك الحملة إلى الحجاز، بينما ظل الإدريسي صامدًا على موقفه ضد الدولة العثمانية ومعتصمًا في المناطق الجبلية في عسير.
انتشرت الأفراح في الدولة العثمانية بمناسبة فك الحصار عن أبها، وبعثت بهذه المناسبة كتاب شكر للشريف الحسين. وأرسل إليه الخليفة العثماني وسام الامتياز المُرصَّع الذي يُعدٌ إعلاءً لمكانة الشريف، وإعلانًا لصداقته للدولة العثمانية، وجرى احتفال كبير في مكّة بمناسبة تقلُّد الشريف الحسين هذا الوسام.

## سقوط الخلافة العثمانية وصعود الاتحاديين

### خلع السلطان عبد الحميد

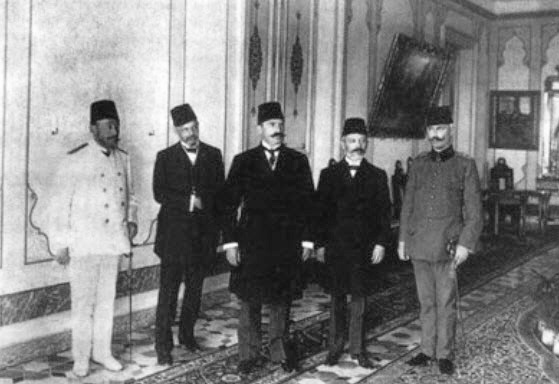
اللجنة التي أبلغت السلطان عبد الحميد الثاني بقرار عزله

كانت الخلافة العثمانية قد فقدت بعضًا من مكانتها خلال العهد الدستوري (قبل خلع السلطان عبد الحميد) إذْ لم يحترمها رجال العهد الدستوري أنفسهم (الاتحاديون)، وبلغ الحال أنْ تجرَّأ سفير الدولة العثمانية في الولايات المتحدة على شتم الخليفة العثماني على مسمع من الناس جميعًا من عثمانيين وأجانب.

وعلى أي حال فإنّ عهد السلطان عبد الحميد لم يطل، فقد تمكَّن الاتحاديون من خلعه في أبريل سنة 1909  بناءً على فتوى أصدرها شيخ الإسلام، بحجة أنه أسرف في أموال المسلمين وأنَّ في بقائه في الحكم فيه ضرر على المسلمين، فتولى ولي عهده محمد رشاد بن عبد المجيد (محمد الخامس) العرش، وكان السلطان الجديد محمد الخامس مغلوبًا على أمره، وما لبث أن أصبح غير قادر على مُقارعة الاتحاديين (الذين عيَّنوه في المنصب) بعد أن أحاطوه من كُل الجوانب، خاصّة وأنَّ الاتحاديين بادروا بتطهير القصر وتعيين رجالهم في مناصب رئيسة، ومنذ ذلك التاريخ (أبريل 1909) أصبح الاتحاديون هم سادة الأمور في الدولة. كما ساد أيضًا مبدأ التسلط التركي بحجة الحفاظ على وحدة الدولة العثمانية والخلافة. وبرزت الدعوة إلى إعادة مجد العثمانيين على حساب العناصر غير التركية في الدولة كالعرب، وبدأوا التصريح بأنَّ الدولة دولة تركية. ويُذكر أنَّ سياسة السلطان عبد الحميد كانت سببًا في إضعاف فكرة إحياء الخلافة الإسلامية وبزواله ازدادت ضعفًا.

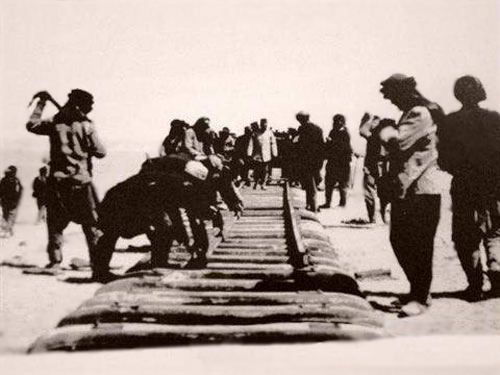
جانب من أعمال إنشاء خط سكة حديد الحجاز، حوالي سنة 1905.

كان من نتائج خلع السلطان عبد الحميد إعلان وجود حزب الاتحاد والترقي بصورة رسمية، وانتشار فروعه في الحجاز، فأصبح الحزب يتدخل في أمور الولاية فيخضع لهم الولاة، لكن الشريف الحسين لم يكنْ يسمح لهم بالتدخل في شؤونه، فتصدّى لهم بما عُرف عنه من صلابة ولم يهتم بمسايرتهم، فأخذوا يستغلون الفرص للقضاء على نفوذه، فلم يأبه بهم فضعفت مكانتهم في الحجاز. ويُذكر أن سبب تأزّم العلاقات بين الحسين والاتحاديين إلى هذا الحد أنهم خلعوا السلطان عبد الحميد الذي كان الحسين معجبًا به، فأصبح الحسين في تصادم مباشرة مع جمعية الاتحاد والترقي، وأخذ الخلاف يتطور بينهم الأمر الذي أدَّى إلى عزل الوالي العثماني في الحجاز «كاظم باشا» وتولية آخر، وكان قد أشيع في الصحف قبل ذلك أن الوالي «كاظم باشا» سوف يستقيل لأسباب صحية.
أدت سياسة الحسين المتمثلة بمباشرة الأمور بنفسه، ومحاولة تقليص نفوذ الوالي «كاظم باشا» إلى الخلاف بينهما، الأمر الذي أدّى إلى استقالة الوالي. وبعد أنْ استقرت الأمور بالدولة العثمانية بعد خلع السلطان عبد الحميد، أرسلت الدولة «فؤاد باشا» واليًا على الحجاز، وهو رجل عسكري برتبة فريق  لكنه عُزل لاحقًا بعد خلافه مع الشريف الحسين وافتراءه الأكاذيب عليه، فشكاه الحسين إلى الباب العالي بسبب سوء إدارته فعُيِّن «أمين بك» مكانه.

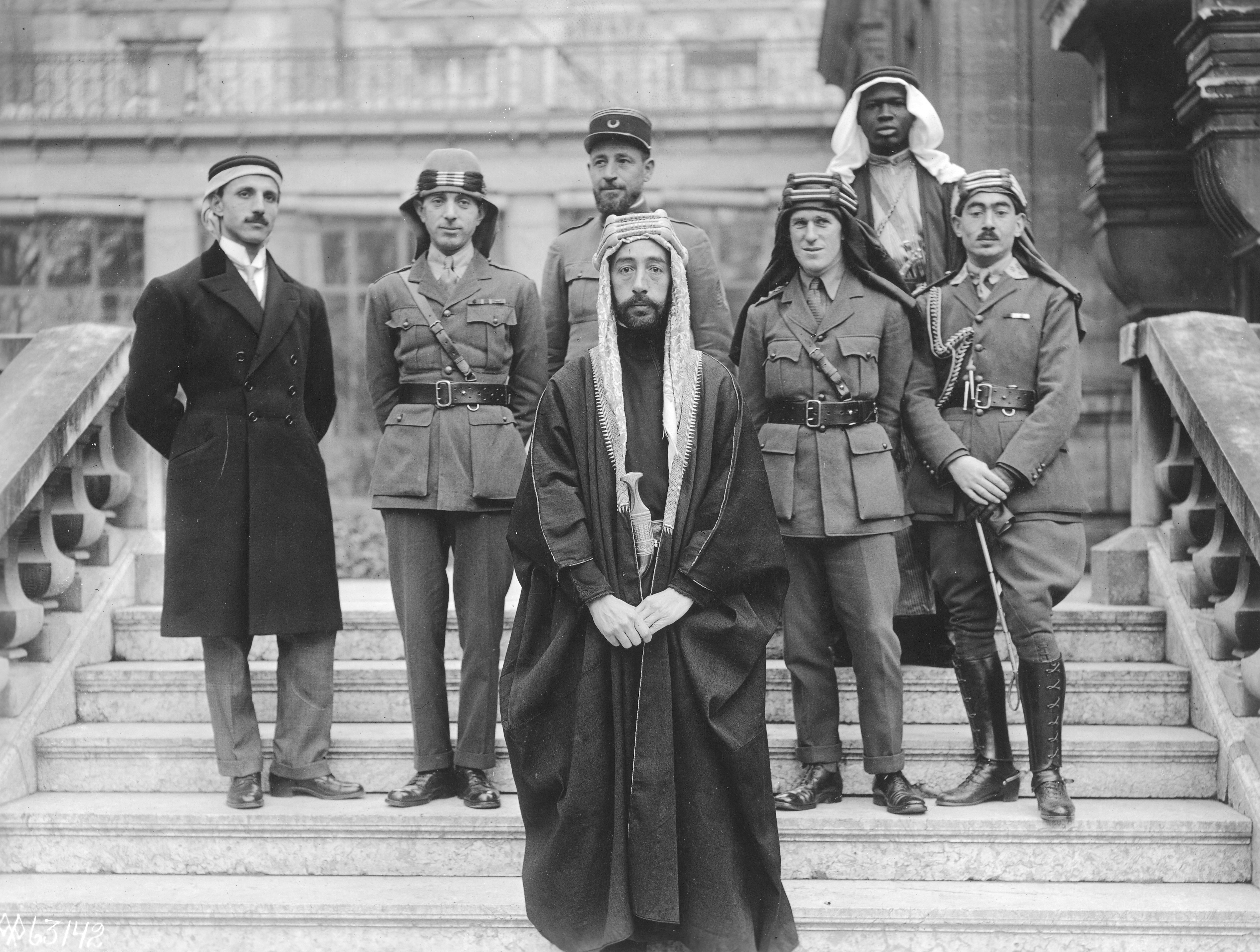
صورة للأمير فيصل بن الحُسين (في الوسط) في مؤتمر باريس للسلام سنة 1919.

وفي وقت لاحق، نقلت الدولة العثمانية «أمين بك» وعيَّنت مكانه «عبد الله باشا الشركسي» قائد القوة العثمانية في الحجاز، لكنه كان غيرُ مرغوبٍ فيه من أفراد الجيش في الحجاز بسبب استئثاره برأيه، ومات بعد تسلمه الولاية بفترة وجيزة، فخلفه «كامل بك» ولكن ولايته لم تطل فقد استقال بسبب اعتراضه على قيام الحكومة العثمانية بفصل المدينة المنورة عن ولاية الحجاز وجعلها مربوطة رأسًا بالأستانة دون أخذ رأيه، وكان الشريف الحسين وقتها في نجد. ثم تولى «حازم بك» منصب والي الحجاز  الذي توترت علاقته مع الشريف الحسين ووصلت إلى حد القطيعة بسبب قيام الوالي «حازم بك» بإشاعة أنَّ الجيش العثماني قد هُزم وأنَّ الشريف الحسين قد قُتل، فقامت الدولة العثمانية عندما تولى «سعيد باشا» الصدارة العظمى بعزل الوالي «حازم بك» وتعيين «منيف باشا» بدلًا منه واليًا وقائدًا عامًا على الحجاز.
استعاد الاتحاديون سيطرتهم على الدولة بعد حرب البلقان الثانية سنة 1913 فنقلوا «منيف باشا» الذي عُين سابقًا كوالي وقائد عام على الحجاز وعينوا بدلًا منه «وهيب باشا» واليًا وقائدًا على الحجاز، وهو ضابط ألباني معروف بصرامته وتحمسه لمبادئ جمعية الاتحاد والترقي، زوَّد الاتحاديون «وهيب باشا» بقوة عسكرية تتألف من سبع كتائب مشاة وكتيبة من المدفعية مع تعليمات بإضعاف ما للشريف الحسين من نفوذ، والقبض عليه إذا استوجب الأمر وإلغاء امتيازات الحجاز المحلية التي يتمتع بها، وكان الوالي السابق «منيف باشا» رجلًا مستقيمًا، ولكنه عُزل لأنه ليس اتحاديًا. وأصبحت العلاقة بين الشريف الحسين والاتحاديين سيئة، وبدأوا يخططون لمقاومة الحركة العربية عامة، ولذلك سعوا إلى إلغاء شرافة مكة كقوة عربية يخافونها، وسعوا إلى التخلص من الشريف الحسين، وأخذ النُفور يزداد تدريجيًا بين الطرفين، وتنكَّر الاتحاديون لجهود الشريف الحسين في سبيل توطيد سلطان الدولة في نجد وعسير، وعزوها لأسباب خاصّة به.

### الصدام بين الشريف الحسين والاتحاديين

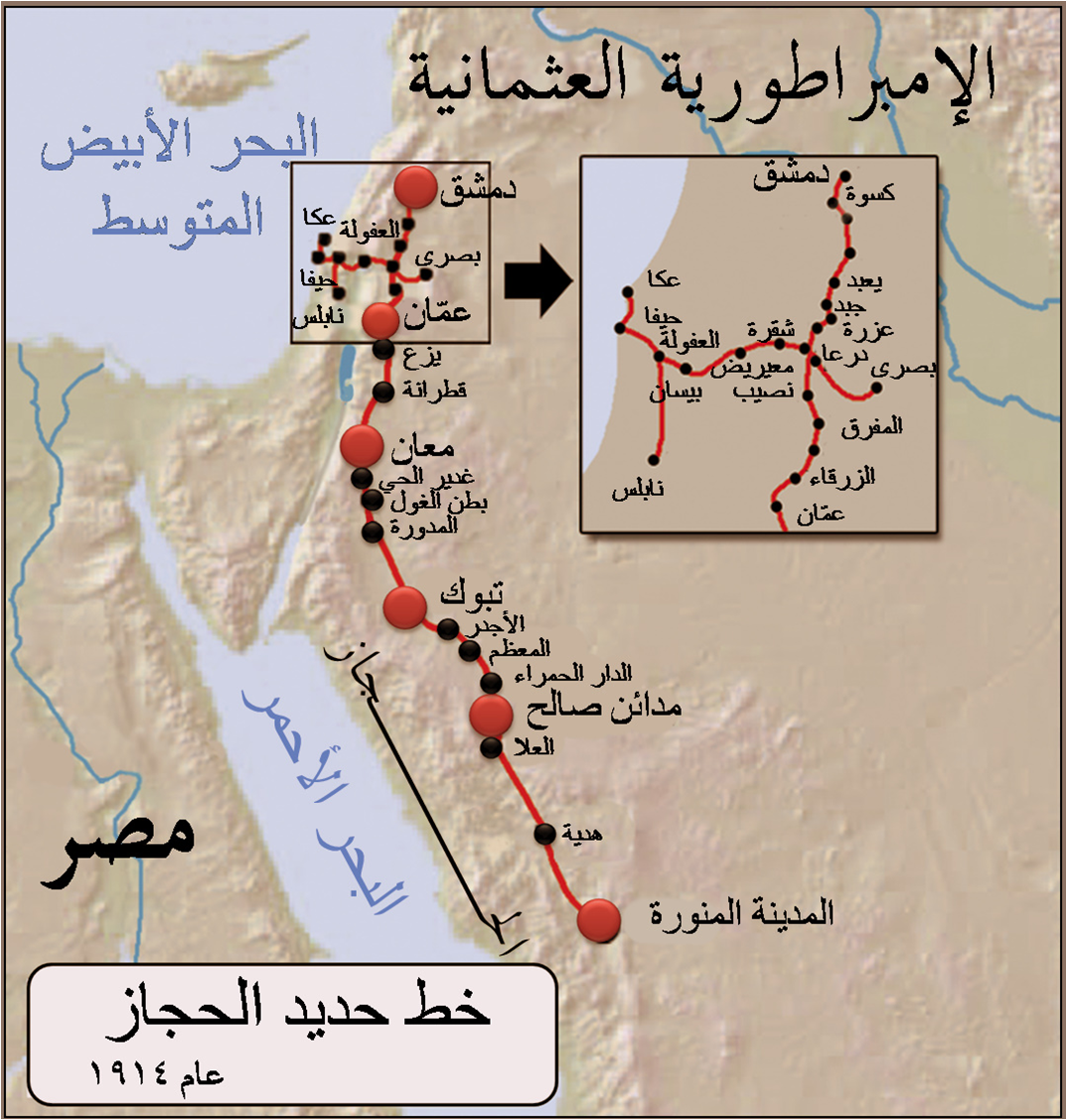
خارطة تبين مسار الخط الحديدي الحجازي من المدينة المنورة إلى دمشق

أدّت سياسة الاتحاديين المركزية سنة 1913 وتقليص نفوذ الشرافة بالإضافة إلى رغبتهم بإكمال السكة الحجازية من المدينة حتى مكة، أدى كل هذا إلى قلق الشريف الحسين الذي أصبح يرى قرب موعد اصطدامه مع الدولة، فسعى إلى مقاومة السكة الحجازية ومنع إيصالها إلى مكة، لأنّ ذلك المشروع يؤدي إلى قطع معيشة عدد كبير من الحجازيين الذين يعملون لخدمة الحجاج، ويدفعهم مد الخط إلى الخروج على الحكومة والإخلال بالأمن. وسعى الاتحاديون إلى تطبيق قانون الولايات في الحجاز، الذي ينص على أنْ يدفع أهالي الحجاز الضرائب كغيرهم من سكان الولايات الأخرى بعد أنْ كانوا معفيين منها منذ أمدٍ طويل، وتنفيذ التجنيد الإجباري على أبناء الحجاز فضلًا على المباشرة في مد سكة خط الحديد من المدينة إلى مكة.
عارض الشريف الحسين ذلك بحجة أن للحجاز وضعًا خاصًا، هذا بالإضافة إلى أنَّ قانون الولايات بمجمله يقلل من نفوذ الشرافة، وهذا ما لا يريده الحسين، فلجأ إلى المماطلة في تنفيذه على الحجاز. وتجدر الإشارة إلى أنَّ الحجاز لم تشملها في الأصل الخدمة العسكرية والقوانين الإدارية التي تسري على الدولة، بل كان لها نظامها الخاص، وبالإجمال رأى الشريف الحسين في إصلاحات الاتحاديين المتمثلة بإكمال مشروع السكة وتطبيق قانون الولايات في الحجاز محاولة لتقليص نفوذه فعارضها.

أدى توتر العلاقات بين الشريف الحسين والاتحاديين خاصة وبين الاتحاديين والعرب عامة خاصة بعد فشل مؤتمر باريس سنة 1913 في تحسين العلاقات العربية التركية، مما دفع بالنواب العرب في مجلس المبعوثان برفع برقية إلى الشريف الحسين يعترفون له فيها بإمارته على مكة، وبالرئاسة الدينية على العرب جميعًا وأنهم مستعدون إلى إعلان هذه البيعة في الوقت المناسب. أُرسلت هذه الوثيقة إلى الشريف الحسين بوساطة «طالب النقيب» نائب البصرة في مجلس المبعوثان، والذي أرفقها بكتاب إلى الشريف الحسين أكد محتوى الوثيقة، بالإضافة إلى اتساع شقة الخلاف بين العرب والاتحاديين. جاءت تلك البرقية في الوقت الذي أُشيع فيه أنَّ الشريف الحسين لا يسعى للانفصال فحسب، بل يسعى لاستعادة الخلافة من العثمانيين. وفكر الاتحاديون (بعد مؤتمر باريس) بتعيين علي حيدر وهو من آل زيد أميرًا على مكة.

الشريف الحسين بن علي في القدس سنة 1921.

جاء الوالي الجديد «وهيب باشا» إلى الحجاز سنة 1914 يجمع في يده السلطتين المدنية والعسكرية، ليسعى إلى القضاء على الشرافة. خاصة بعد فشل محاولات الاتحاديين المتكررة لعزل الشريف الحسين. وزوِّد الوالي الجديد بالقوات العسكرية اللازمة لتنفيذ مخططاتهم في الحجاز التي تشمل السكة والشرافة وقانون الولايات، وكان إرسال «وهيب باشا» واليًا على الحجاز بمثابة إعلان بداية سياسة عثمانية جديدة في الحجاز، وأعلن الوالي الجديد عزمه على تطبيق قانون الولايات في الحجاز. واعترض أهالي الحجاز على ذلك وحدثت أزمة هناك، انتشرت على أثرها المجاعة وعمَّت الفوضى. زار الشريف الحسين الوالي وحدّثه بتمسك الشعب الحجازي بحقوقه القديمة، وأخذ الشريف يستعد لمقاومة الوالي، واهتمت الحكومة العثمانية بتلك الأزمة بعدما تعددت الاشتباكات بين رجال الوالي وأنصار الشريف الحسين.
أظهر الصدام بين الشريف الحسين والوالي مطامح الشريف الحسين، فكان ذلك إيذانًا بعزله من منصبه، وزالت الأزمة بعد وصول برقية من الصدر الأعظم إلى الشريف الحسين يقول فيها: (أنه لا إخلال بحقوق الإمارة وبامتيازات الحجاز، وأنَّ الدولة في الوقت الحاضر لا تلح في مد الخط الحديدي)، وقد تُليت البرقية في المسجد الحرام وعادت المياه إلى مجاريها. توترت العلاقة مجددًا بين الشريف الحسين والوالي «وهيب باشا» الذي سعى إلى إقناع الحكومة بتوجيه حملة للقضاء على الشريف الحسين، ولكن محاولته باءت بالفشل، وسعى الشريف الحسين في المقابل بالتفاوض مع الحكومة العثمانية من أجل عزل «وهيب باشا» إلا أنه لم ينجح أيضًا، وكان ذلك بداية للشك في موقف الحكومة منه وأنها تُدبر له أمرًا. اعتُبرت نهاية الأزمة على هذا الشكل نجاحًا للشريف الحسين لم يستطع أسلافه تحقيقه وفرح الحجازيون، وبدأ العثمانيون يخشون عرب الحجاز وبدأ الوالي بالتقرب إلى الشريف الحسين.

### المفاوضات حول قانون الولايات

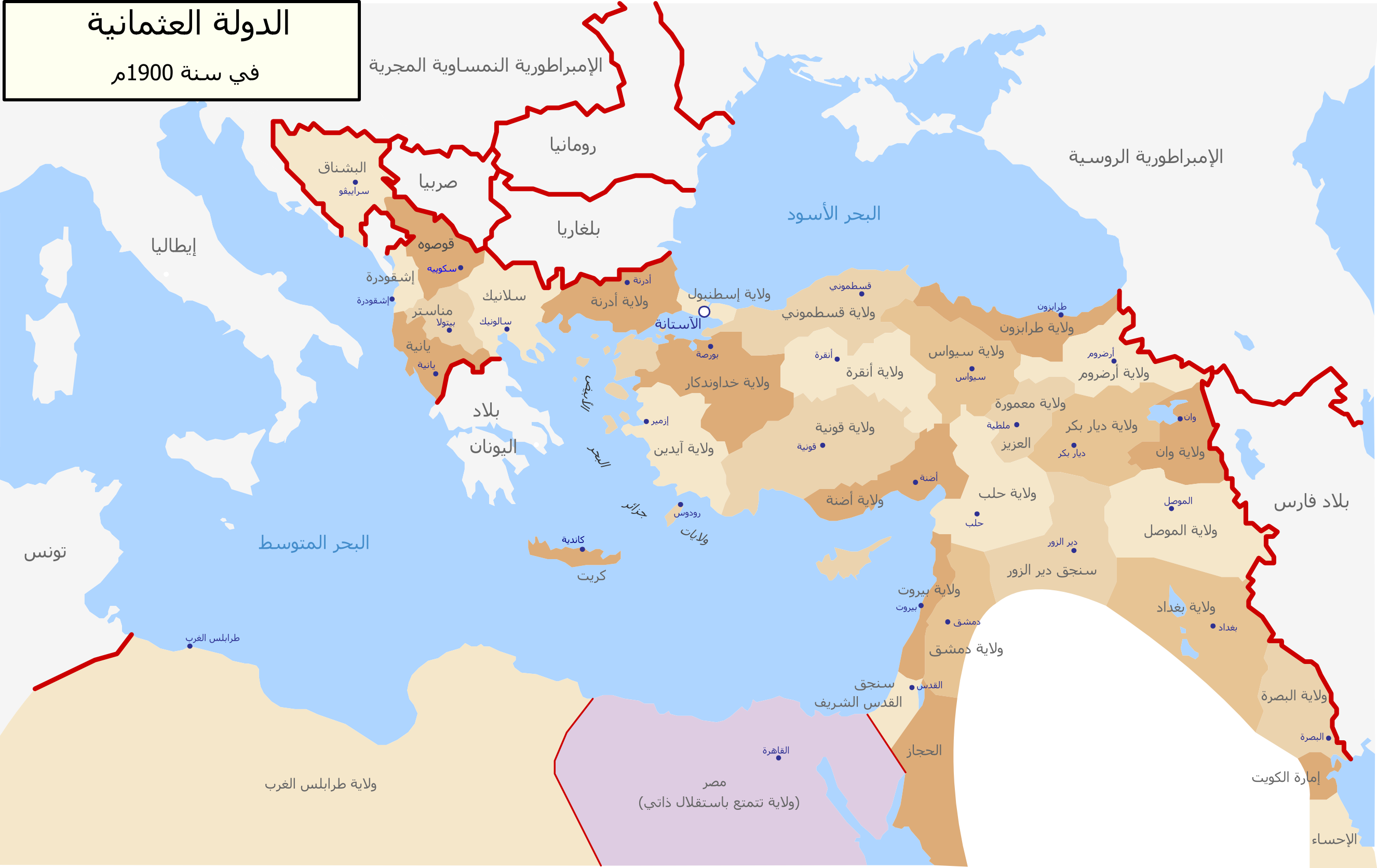
الولايات العثمانية سنة 1900.

كان عبد الله ابن الشريف الحسين في القاهرة في طريقه إلى الأستانة لحضور جلسات مجلس النواب العثماني وللتباحث مع الحكومة العثمانية حول السكة الحجازية. قابل الشريف عبد الله في الأستانة الصدر الأعظم «سعيد باشا» وتحدثا عما جرى في الحجاز بين والده الشريف الحسين وبين الوالي العثماني «وهيب باشا»، فقال له الصدر الأعظم: «إنَّ رضا الخليفة الأعظم عن الشريف حسين لا يتزلزل». قابل الأمير عبد الله أيضًا «أنور باشا» وزير الحربية و«طلعت باشا» وزير الداخلية، وجرى بين الشريف عبد الله وكلُّ منهما حديث ودي، شرح فيه عبد الله موقف والده من تطبيق قانون الولايات على الحجاز، ومد السكة الحجازية حتى مكة وجدّة.
لكن لهجة الحكومة العثمانية تغيرت مع الأمير عبد الله في اليوم التالي، إذ أخبره «طلعت باشا» وزير الداخلية بضرورة إنشاء الخط الحديدي من المدينة إلى مكة ومن جدة إلى مكة، وأنًّ على أمير مكة القيام بمسؤولياته تجاه السكة. كانت اللهجة تحمل الترغيب والترهيب، وأرسلت الدولة العثمانية مع الأمير عبد الله شروطًا مغرية للشريف الحسين لضمان إكمال السكة وهي: أنْ يكون ثلث دخل الخط للشريف الحسين يصرفه كيف يشاء، وأن تكون له الإمارة مدى الحياة ومن بعده لأولاده، وستوضع تحت إمرته القوة الكافية لتأمين التنفيذ، وستصغي الدولة إلى مشاريعه في هذا الباب، وستضع تحت يده ربع مليون ليرة ذهبًا ينفقها على العربان (أهل البادية).
عاد الأمير عبد الله إلى الحجاز حاملًا تلك الشروط إلى والده الذي اعتبرها رشوة وأرسل إلى الدولة العثمانية البرقية التالية: «وصل إبني عبد الله، ونقل إلي التنسيبات والمقررات العلية من الصدر الأعظم، بخصوص تمديد الخط الحديدي الحجازي إلى مكة المكرمة. ليس هنالك ما يستحق التفكير في ما يخصني، وأنا متنعم بنعم الخلافة. وأنني سأبعث إليكم مع إبني وفي أول فرصة مما يلوح لي عن إمكان إتمام هذا الغرض السامي دون أن يمس ذلك مدار العشائر وسكان البلاد المقدسة».
عاد عبد الله مرة أخرى إلى الأستانة، وشرح للحكومة موقف والده من مد الخط، وأبدت الدولة العثمانية رضاها عن ذلك، ولكن إعلان الحرب العالمية الأولى وتوقع اشتراك الدولة العثمانية فيها أدَّى إلى تأجيل البحث بموضوع السكة، واستبدلته الدولة بالحديث عن المُتطَوّعون في الحرب من الحجاز.

## اندلاع الحرب العالمية الأولى

### موقف الشريف الحسين من الحرب

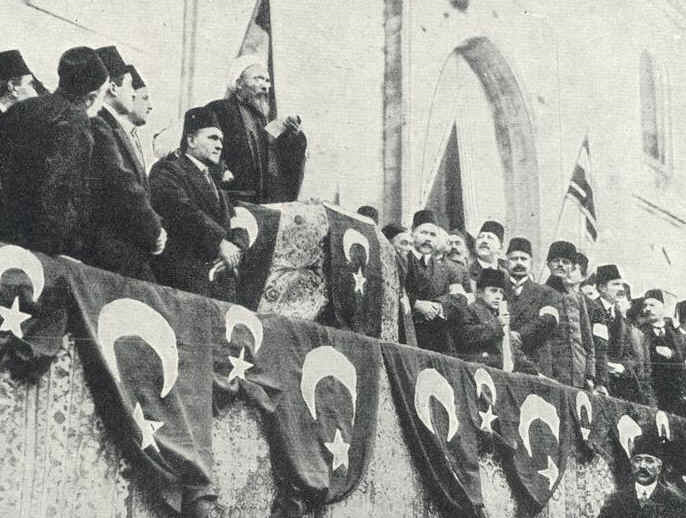
شيخ الإسلام في الدولة العثمانية يعلن بدأ الحرب المقدسة ضد قوات الحلفاء في الحرب العالمية الأولى

في أوائل شهر أغسطس من عام 1914، اندلعت الحرب العالمية الأولى، أُبلغ الشريف الحسين بوساطة ولديه عبد الله وفيصل أنَّ الاتحاديين يعتزمون دخول الحرب إلى جانب ألمانيا، فبعث الشريف الحسين إلى السلطان محمد رشاد برقية يحذِّره فيها من مغبة الدخول في الحرب ضد دول الحلفاء القوية والتي تحيط بأراضي الدولة العثمانية، مشيرًا إلى ضعف الدولة العثمانية بعد الحرب البلقانية ومستعرضًا فيها حالة أوروبا والاتفاقيات القائمة بين دولها، إذ قال في برقيته:
| الحسين بن علي شريف مكة | تعلمون جلالتكم أنَّ الحرب البلقانية قد انتهت على ما انتهت عليه، وأنَّ الدولة الآن في حاجة إلى تجهيزات واستكمالات حربية لم تتم إلى الآن وأنَّ في الدخول إلى جانب ألمانيا الخطر العظيم، حيث اسلحة الدولة كلها من ألمانيا وكذلك عتاد هذه الأسلحة، وأن العامل بالطوبخانه العثمانية لا تكفي إمداد الجيوش بالعتاد اللازم، ولا تستطيع إمداد الجيوش بما يمكن أن تخسره من مدافع وأنواع الأسلحة الأخرى. عدا هذا فالأقطار المترامية إلى الجنوب من جسم الدولة كالبصرة واليمن والحجاز، هذه البلاد المحاطة من كل ناحية بقوات مستعدة من الدول المعادية البحرية ستصبح في أحرج المواقف، وربما اتكلت الدولة في الدفاع عن حمية أهلها وهم ليسوا منظمين ولا مسلحين بالشكل الذي يستطيعون معه مقابلة جيوش أوروبا المنظمة. وأنني استحلف جلالتكم بالله أنْ لا تدخلوا الحرب وأنْ تعلموا بأنني أعتقد في كل من يرى الحرب إلى جانب الألمان عدم التمييز أو الخيانة الكبرى | الحسين بن علي شريف مكة |

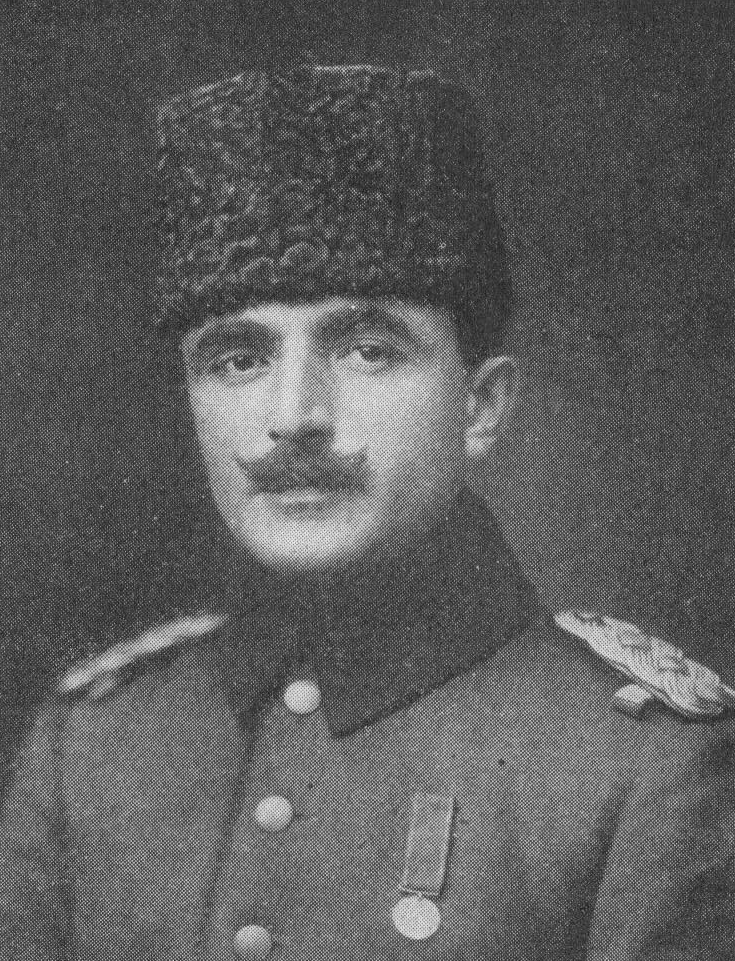
أنور باشا، وزير الحرب العثماني خلال الحرب العالمية الأولى

وجَّه الشريف الحسين التحذير نفسه إلى الوالي «وهيب باشا» وإلى الصدر الأعظم وإلى وزير الحربية أنور باشا، وأبدى رأيه بصراحة بأنَّ الدولة العثمانية لا تستطيع المحافظة على بلاد العرب ما دامت البحرية الإنجليزية قوية وفي حالة عداء مع الدولة العثمانية، وأكَّد له وجهه نظره بأنَّ هذه الحرب تهُم الألمان وحدهم دون العثمانيين.
ويبدو أنَّ موقف الشريف الحسين الرافض لفكرة دخول الدولة العثمانية الحرب بجانب الألمان قد أزعج الاتحاديين، إذ وصفوا الشريف الحسين بأنه (لا يعبر فيما قاله عن الرأي العام في البلاد)، وعندئذٍ التجأوا إلى مجلس المبعوثان والنواب الذي يضم أكثرية مُؤيده للاتحاديين، فأعلنوا موافقتهم على الحرب وأعربوا عن ثقتهم بالحكومة، اعتبر الاتحاديون أنَّ الأمة بأسرها تُؤيد الحكومة في سياستها الخارجية.
وفي 2 نوفمبر سنة 1914، اشتركت الدولة العثمانية في الحرب، ووقفت إلى جانب ألمانيا، الأمر الذي أثار سخط الإنجليز ودفعهم إلى ضرورة فتح باب المفاوضات مع الشريف الحسين واستغلال التوتر القائم بينه وبين الدولة العثمانية، فقد أصدر كتشنر في أكتوبر سنة 1914 الذي عُين وزيرًا للحربية عند اندلاع الحرب أوامره في الاستفسار عن موقف الشريف الحسين إثر دخول الدولة العثمانية الحرب إلى جانب ألمانيا، فأبدى الشريف الحسين على لسان نجله عبد الله رغبته في التعاون مع بريطانيا، شريطة حمايتها مصالح العائلة مع تعهد خطي بذلك، فلم تمانع بريطانيا وأبلغت القاهرة موافقتها على هذا التعهد ودعمها للعرب ضد أي اعتداء خارجي، وعدم التدخل في شؤون الحجاز الداخلية، واستعدادها للوقوف إلى جانب الحسين عند مُبايعته بالخلافة. ولا شك أنَّ هذه المراسلات بقيت سرية على الجانب العثماني حتى إعلان الثورة عام 1916، على الرغم من مراقبتهم على ما يبدو لمقابلات الأمير عبد الله - كتشنر في القاهرة، الذين أبدوا شكوكهم وأعلنوا عدم ارتياحهم منها، بل وأبلغوا ذلك للأمير عبد الله.

### الدعوة إلى الجهاد الديني

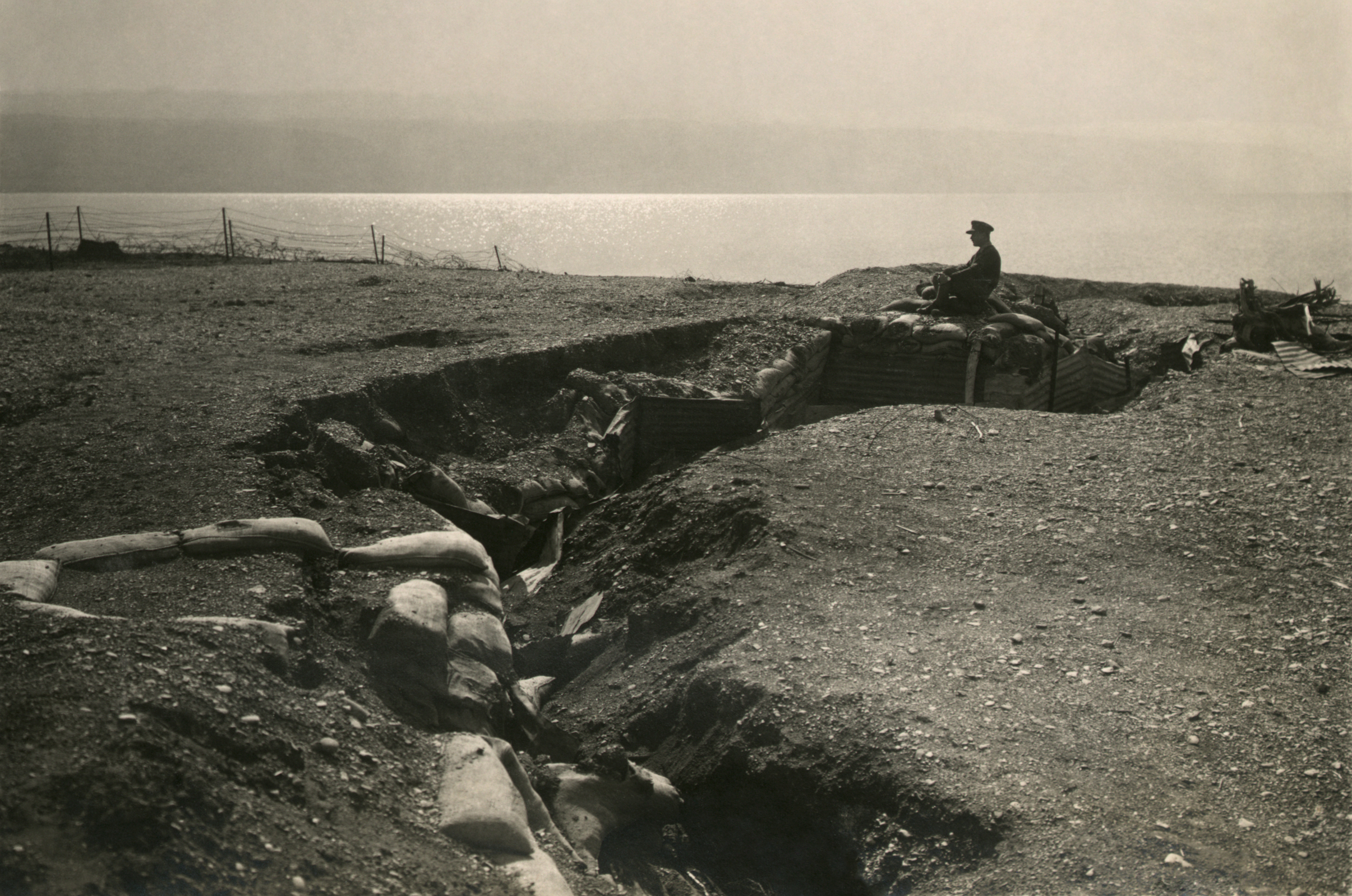
صورة تعود لعام 1917، يظهر فيها أحد الجنود العثمانيين في خندق بالقرب من البحر الميت

أعلنت الحكومة العثمانية، وقبل أنْ ينقضي الشهر الأول على دخولها الحرب الدعوة إلى الجهاد الديني ضد بريطانيا وحلفائها. إذ أصدر شيخ الإسلام (صاحب أرفع منصب ديني في الدولة) الفتوى بذلك. وطلبت الحكومة العثمانية من الشريف الحسين أنْ يصدر اعلانًا بالجهاد الديني والسياسي في أرجاء العالم الإسلامي، نظرًا لما للشريف من مكانة دينية فريدة مستمدة من نسبه ومنصبه معًا، فهو من حفدة النبي محمد، لذا فان سلطة الشريف الحسين لا تقتصر بحدود الحجاز فحسب، بل تمتد تأثيراتها في أرجاء العالم الإسلامي.
أخذت حكومة الأستانة تمطر الشريف الحسين بسيل من البرقيات والرسائل حملت تواقيع كبار شخصياتها، من الصدر الأعظم وأنور باشا وطلعت باشا يطلبون منه وبإلحاح أنْ يُصدر إعلانًا بالجهاد الديني والإسهام فعليًا في الحرب. كما أرسل جمال باشا الذي عُين قائد للجيش العثماني الرابع في بلاد الشام عند اندلاع الحرب، رسالة يطلب فيها من الشريف الحسين أنْ يصدر أعلانًا صريحًا بالدعوة إلى الجهاد الديني ضد بريطانيا وحليفاتها على غرار ما سبق أنْ صدر عن السلطان العثماني وعن شيخ الإسلام وكبار العلماء، ويطلب فيها أيضًا إرسال راية النبي محمد إلى دمشق ليأخذها الجيش الرابع من قبيل التبرك في زحفه المرتقب على مصر عبر شبه جزيرة سيناء وقناة السويس. كما تضمَّنت رسالة «جمال باشا» مطلبًا ثالثًا، وهو أنْ يحشد الشريف الحسين جيشاً من القبائل الحجازية وضمِّه إلى الجيش الرابع المرابط في سورية والموكلة اليه مهمة الهجوم على قناة السويس. تردد الشريف الحسين في الرد على مطالب الحكومة العثمانية بتأييد الدعوة إلى الجهاد، فعمِد إلى تغليف ردوده بالحماس الديني والغموض في العبارات بهدف التهرُّب من إصدار الإعلان، وحاول أنْ يسوق للدولة أعذارًا من أجل ألا يندفع في تحديد موقف مُؤيد للاتحاديين من جهة، ولا يَسمح لهم باستدراجه إلى تحقيق هدفهم المنشود في إصدار الجهاد الديني من جهة أخرى.

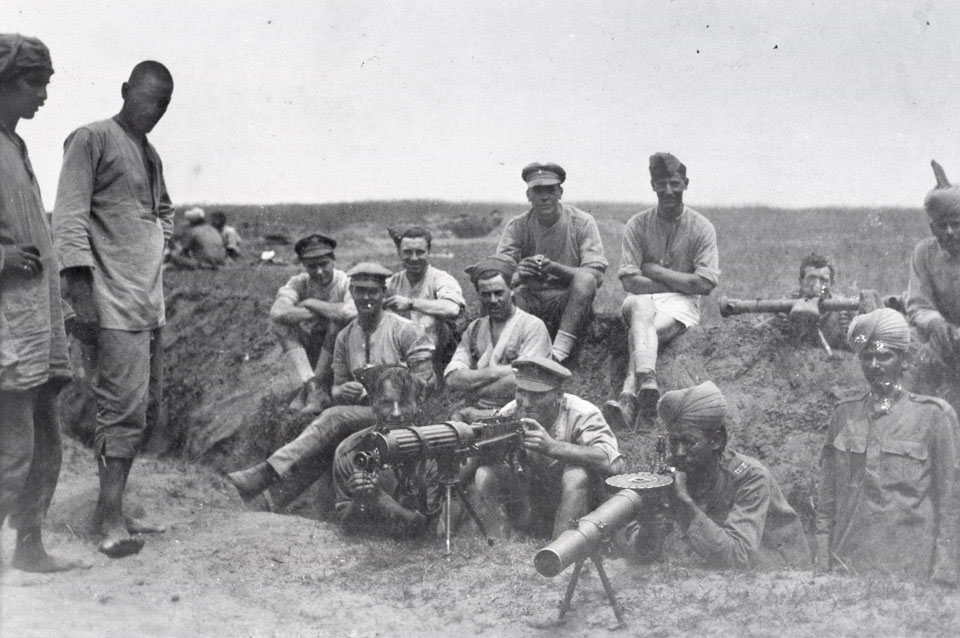
صورة لجنود هنود وبريطانيين مشاركين فيما يعرف بـ حملة بلاد الرافدين ضد الدولة العثمانية

امتنع الشريف الحسين عن تأييد الجهاد المقدس، وحاول الاتحاديون أنْ يُغطُّوا امتناع الشريف عن إعلان الجهاد بحملات إعلامية عريضة ونشيطة مضللة، فصدر عن حكومة الأستانة أنَّ الشريف الحسين قد بارك الدعوة إلى الجهاد التي أصدرها جلالة السلطان الخليفة، كما طلبت حكومة الأستانة من خطباء المساجد والوعاظ أنْ يعلنوا هذا النبأ بدون تحفظ في خطبة الجمعة في جميع مساجد الشام والعراق، وقد تكرر إعلان هذا النبأ في ثنايا خطب الجمعة أسبوعًا بعد أسبوع وشهرًا بعد شهر، في محاولة لإقناع الناس بأنَّ شريف مكة وأميرها الحسين بن علي مؤيد للدولة العثمانية قلبًا وقالبًا في استنفار المسلمين للجهاد الديني ضد بريطانيا وحليفاتها دفاعًا عن الإسلام والأماكن المقدسة، بل أنَّ الصحف العثمانية لعبت دوراً مؤثراً في هذه الحملة الإعلامية المضللة، ففي بيروت صدرت صحيفة «الاتحاد العثماني» والتي جاء فيها: (لقد نشرنا أحسن نقلًا عن مصادر رسمية أنَّ الأمير عبد الله أبن شريف مكة قد تطوع للعمل في سبيل الجهاد، ومعه فرقة كبيرة من رجال القبائل الحجازية، وبوسعنا الآن أنَّ نؤكد أنَّ شريف مكة قد أعلن الجهاد في جميع أنحاء الحجاز ملبيًا في ذلك رغبة الخليفة، وأنَّ القبائل يستجيبون من كل ناحية لهذه الدعاية بأسلحتهم الكاملة)، وفي بغداد نشرت صحيفة موالية للاتحاديين تدعى «صدر الإسلام» مثل هذه البيانات الإعلامية.
ومع ذلك فإنَّ موقف الشريف الحسين قد أثار غضب واستياء الاتحاديين، فشرعوا يسعون لعزله وليخلفه أميرًا آخر لمكة يكون مواليًا لهم، وصدرت الأوامر إلى «وهيب باشا» والي الحجاز سرًا لاعتقال الشريف الحسين بحيث لا يثير اعتقاله ثائرة القبائل، واذا تعذر ذلك فسيتم عزله عن طريق استدعائه إلى سورية، وبالفعل وجَّه الاتحاديون دعوة للشريف الحسين لزيارة دمشق بحجة إجراء مباحثات مع «جمال باشا»، كما صدرت الأوامر إلى الصحافة بأنْ تنشر أنَّ الشريف الحسين وافق على تلبية دعوة «جمال باشا» وأنه ينوي السفر إلى دمشق تعبيرًا عن ولائه وإخلاصه للدولة، ولكنَّ الشريف الحسين الذي عاش في الأستانة أكثر من خمس عشرة سنة كان يعرف تمامًا معنى هذه الدعوة، وما يمكن أنْ تُسفر عنه من نتائج قد تودي بحياته أو بأحسن الأحوال تنتهي باعتقاله عدَّة سنين.

### الهجوم على قناة السويس

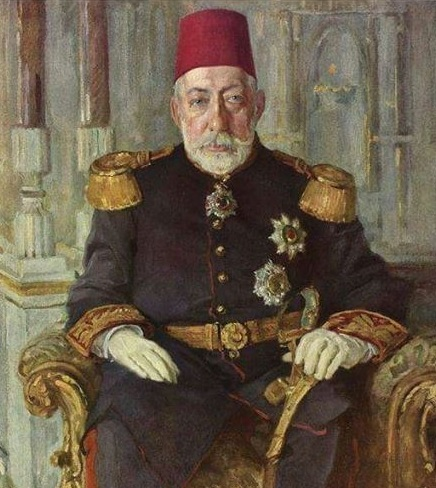
السلطان العثماني محمد الخامس. تولى الحكم بعد خلع السلطان عبد الحميد

من جهة أخرى، أعلن الشريف الحسين عن موافقته على الاشتراك في الحملة العثمانية على قناة السويس، فقد طلب «جمال باشا» من الشريف الحسين أن يُعزز فرقة الحجاز بقوة مساعدة بقيادة أحد أبنائه أو أنْ يتولى هو قيادة الحملة القادمة من الحجاز من نظاميين ومتطوعين، فأجاب الشريف الحسين بأنه سيرسل نجله الأكبر الأمير علي على رأس المتطوعين ليرافق «وهيب باشا» والقوات النظامية.
رأى الاتحاديون من جانبهم أنْ يتجاوزوا الشكوك التي كانت تساورهم في درجة إخلاص الشريف الحسين، ولا شك أنَّ ردَّ الحسين قد أحدث ارتياحًا كبيرًا لدى السلطات العثمانية، فأصدرت أوامرها في الحال بإرسال كميات كبيرة من الأسلحة إلى الحجاز، كما أرسل السلطان مبلغًا من المال إلى الشريف الحسين لإنفاقه على هذا الجيش، وعندئذٍ بادر الحسين إلى تجنيد المتطوعين. وقد تم الاتفاق على أنْ يتولى الأمير علي ابن الشريف الحسين قيادة هؤلاء المتطوعين، بينما يقود «وهيب باشا» الجنود العثمانيين المرابطين في الحجاز، وينضم هؤلاء وأولئك إلى الحملة التي قررت الدولة العثمانية تنفيذها بقيادة «جمال باشا» إلى مصر للهجوم على قناة السويس، غادرت هذه القوات الحجاز في يناير سنة 1915.

### انكشاف المؤامرة ضد الشريف الحسين
وقع في ذلك الوقت حادث أدَّى إلى تدهور العلاقات بين أمير مكة المكرمة وشريفها الحسين بن علي وبين الدولة العثمانية، إذ سقطت محفظة الأوراق السرية الخاصة بالوالي العثماني «وهيب باشا» أثناء الطريق من مكة إلى المدينة المنورة، والتي كان قد ائتمنها عند «السيد محمد» نائب الحرم لثقته به.
لا يُعرف بالضبط كيف فُقدت الحقيبة، فهناك من يرى بأنها سقطت سهوًا ولم ينتبه مؤتمنها لسقوطها، في حين يرى البعض الآخر بأنَّ الحادث كان نتيجة تدبير مسبق، مبررِّين ذلك بأنَّ الشريف الحسين قد لاحظ تغييرًا ملموسًا في موقف «وهيب باشا» منه، إذ اعتقد الشريف الحسين بأنَّ هذا التغيير جاء نتيجة تعليمات سرية أرسلتها حكومة الأستانة إلى وهيب، فعندئذٍ بعث الشريف الحسين العيون لرصد تحركات الوالي العثماني، وبينما كان هذا الأخير في طريقه إلى المدينة المنورة، قام العيون الذين كلَّفهم الحسين بالأمر بأخذ الحقيبة من بين الأمتعة بعد أنْ تيقَّنوا من أهمية ما تحويه.
اطلع الأمير علي على ما في الحقيبة من مراسلات سرية كانت تدور بين حكومة الأستانة وبين والي الحجاز «وهيب باشا»، وكانت هذه المراسلات تحتوي على تعليمات تستهدف الفتك بالشريف وأنجاله والقضاء على ما كان يتمتع به إقليم الحجاز من استقلال ذاتي، كما اطلع الأمير علي على وثائق تتضمن الخطط والتدابير لتنفيذ هذه المؤامرة، ولكنَّ الذي حال دون تنفيذها هو نشوب الحرب العالمية الأولى وانشغال الدولة العثمانية فيها.

خارطة تُبيِّن أقصى اتساع بلغته الدولة العُثمانيَّة أواخر القرن السادس عشر الميلادي

وقد انفردت جريدة الاستقلال البغدادية بنشر هذه الوثائق، والتي تؤكد ارتكاز الاتحاديين على الوالي «وهيب باشا» لتنفيذ سياستهم ضد الشريف الحسين، بجانب المراقبة الدقيقة للأخير من قبل الاتحاديين وواليهم، فقد كان وهيب يمطر المسؤولين في الأستانة بالرسائل المتعلقة بتحركات الشريف الحسين، ومما جاء في رسائله إلى «طلعت باشا» قوله: «بسبب زيادة قوة الحكومة فالأمير اليوم في مركز دقيق، وقد بدأ يحرض القبائل على سفك الدماء بين مكة وجدة، قبل أن تقع الحوادث، أرجو أن تخبروا الصدارة العظمى أن فرمان تعيين الشريف يفرض عليه تأمين الطرق والمحافظة عليها». وكان «أنور باشا» يُؤكد في رسائله إلى «وهيب باشا» ضرورة المراقبة الدقيقة في الحجاز.
ولم يلبث الأمير علي أنْ أمر رجاله بالتوقف عن السفر والاشتراك في حرب السويس بعد اطلاعه على تلك الوثائق، وانتحل الأعذار للبقاء في المدينة المنورة للدفاع عنها، ولم تحاول القيادة العثمانية إرغامه تجنبًا للاحتكاك المباشر، وسارت القوات العثمانية وحدها إلى معان، وعندئذٍ عاد الأمير علي إلى مكة وسلم الأوراق إلى والده، وما أنْ القى الشريف الحسين نظره عليها حتى عرف الحقيقة بكاملها، فأبرق إلى الصدر الأعظم «طلعت باشا» يقول أنه عثر بأُناس يحفرون له ضريحًا، ويسأله السماح لأحد أبنائه بالسفر إلى الأستانة ليطلعه على المكيدة، فأجابه الصدر الأعظم إلى ذلك، واختار الشريف الحسين نجله فيصل لهذه المهمة وكان معروفًا بالميل إلى مصادقة العثمانيين والتعاون معهم. كان في سفر الأمير فيصل غاية ظاهرة وهي عرض الوثائق التي عُثر عليها مع «وهيب باشا» على الصدر الأعظم، وغاية مُبطَّنة تتمثل في الاتصال بزعماء دمشق واستشارتهم في ما تعرِضه بريطانيا على العرب بواسطة الشريف الحسين.
الجدير بالذكر أن الحملة العثمانية على قناة السويس قد فشلت في مهمتها أمام قوات الحلفاء، إذ أنَّ بريطانيا كانت قد استعدت لذلك بحشدها قواتٍ كبيرة، نظرًا لما لمصر وقناة السويس من أهمية في الاستراتيجية البريطانية، وقد برَّر «جمال باشا» هزيمته هذه بخيانة الشريف الحسين، فكتب في مذكراته: «أننا كنا نستولي على مصر، غير أنَّ خيانة الشريف حسين منعتنا من ذلك».

### مراسلات الحسين - مكماهون

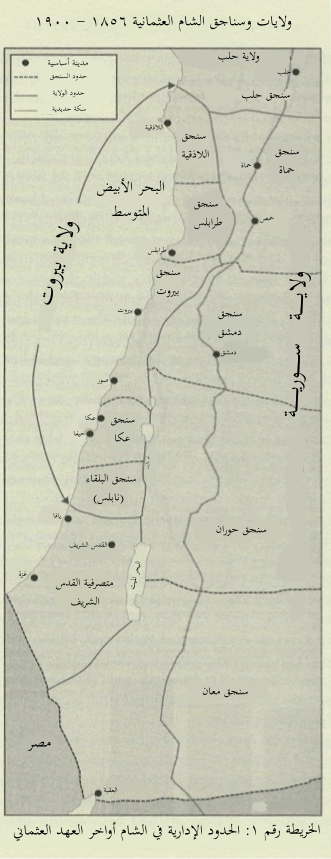
التقسيم الإداري العثماني لجنوب غرب سورية من عام 1856 حتى عام 1900

لقيت التطلعات العربية تأييدًا من قبل بريطانيا، خاصة بعد نشوب الحرب العالمية الأولى ووقوف الدولة العثمانية فيها إلى جانب ألمانيا بالرغم من نصيحة الشريف الحسين للسلطان محمد رشاد بعدم دخول الحرب. لم يكن التأييد البريطاني نابعًا من إيمانها بحق العرب بالاستقلال والتحرر والوحدة، ولكنه كان رغبة من بريطانيا في إلحاق الهزيمة بالدولة العثمانية وحليفتها ألمانيا من خلال عرقلة دعوى الجهاد المقدس التي كان من المتوقع إعلانها من قبل الخليفة العثماني بتحريض من ألمانيا، وذلك لكسب ولاء رعاياها ورعايا حلفائه الفرنسيين والروس من المسلمين في الهند وإفريقيا ووسط آسيا.
وكان الشريف الحسين بن علي الشخص المؤهل لإبطال دعوى الجهاد المقدس في نظر بريطانيا، نظرًا لمنصبه الديني كأمير على الحجاز ونسبه الهاشمي الذي ينحدر من الرسول محمد، وتبادل الشريف الحسين مع مكماهون (الممثل الأعلى لملك بريطانيا في مصر) عشر رسائل في الفترة ما بين يوليو 1915 - مارس 1916 عُرفت باسم مراسلات الحسين - مكماهون.
ووفقا للرسالة الأولى بتاريخ 14 يوليو 1915، حاول الشريف الحسين أنْ يستغل حاجة الإنكليز إليه وإلى العرب للحصول منهم على اعتراف باستقلال ووحدة الأقطار العربية في قارة آسيا، وجاءت هذه الرسالة مماثلة لمطالب الجمعيات العربية في سورية، والتي أُطلق عليها اسم ميثاق دمشق 1915.
كان الشريف الحسين قد انتدب ابنه الأمير فيصل للذهاب للأستانة ليقابل الصدر الأعظم ويخبره بأمورٍ خطيرة بعد انكشاف المؤامرة ضد الشريف الحسين وأنجاله، وخلال وجود الأمير فيصل في الاستانة التقى بقادة الحركة العربية وأعضاء الجمعيتين العربية الفتاة التي أصبح عضوًا فيها، حيث أطلعوه على نص الميثاق، الذي تضمن شروط العرب لعقد اتفاق مع بريطانيا والوقوف إلى جانبها في الحرب، وطلبوا منه أنْ يُقدم الميثاق إلى والده كي يجعله أساسًا لمفاوضاته مع بريطانيا. كان الميثاق ينص على اعتراف بريطانيا العظمى بالاستقلال للبلاد العربية الواقعة ضمن الحدود التالية:
- شمالًا: خط مرسين – أضنة إلى حدود إيران.
- شرقًا: على امتداد حدود إيران إلى الخليج العربي جنوبًا.
- جنوبا: المحيط الهندي باستثناء عدن.
- غربًا: على امتداد البحر الأحمر ثم البحر المتوسط إلى مرسين.

كما نص الميثاق على إلغاء جميع الامتيازات الاستثنائية التي مُنحت للأجانب بمقتضى الامتيازات الأجنبية، وعقد معاهدة دفاعية بين بريطانيا وبين الدول العربية المستقلة، وتقديم بريطانيا وتفضيلها على غيرها في المشروعات الاقتصادية.
استجابت بريطانيا إلى مطالب الشريف الحسين وفقًا لمذكرة مكماهون الثانية بتاريخ 24 أكتوبر 1915، مع بعض التحفظات بخصوص الساحل السوري والعراق وسواحل شبه الجزيرة العربية، إلا أن الشريف الحسين لم يُقرها أو يعترف بها، ولكنه أجَّل البحث فيها إلى نهاية الحرب، مع تأكيده على عدم إمكانية التنازل عن شبر واحد لفرنسا، وكان يؤكد دائمًا على أنه لا فرق بين عربي مسلم وعربي مسيحي، فالعرب عرب قبل أنْ يكونوا مسلمين أو مسيحيين.

## الثورة العربية الكبرى

### استبداد الاتحاديين في الحكم

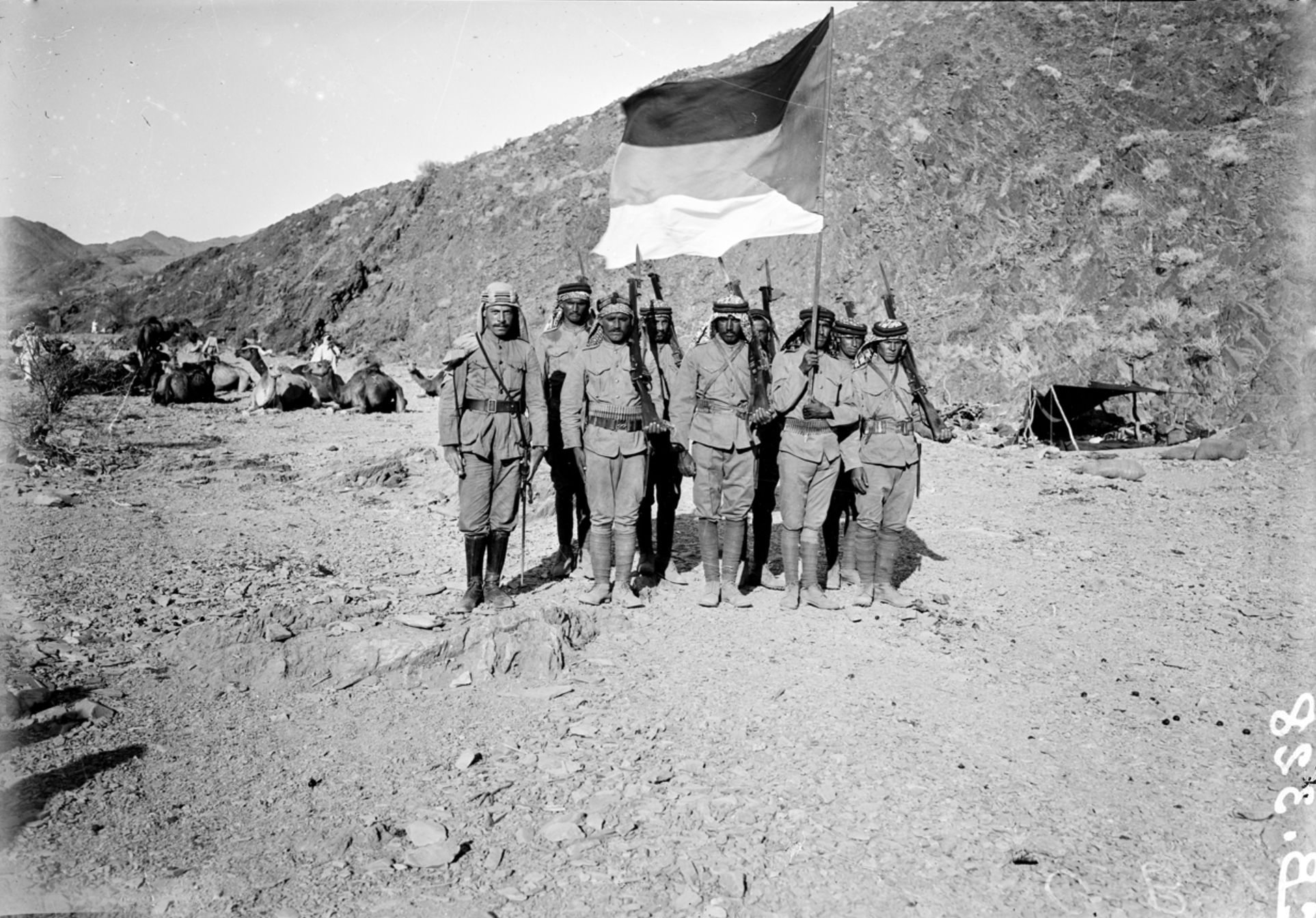
عدد من أفراد جيش الشريف الحسين بن علي، يرفعون علم الثورة العربية الكبرى

كانت لسياسة الاتحاديين الدور الأساسي في إشعال الثورة، التي بدأت بإقصاء السلطان عبد الحميد الثاني واغتصاب السلطة، وقيام «جمال باشا» بإعدام نخبة من المثقفين العرب من مختلف مدن الشام، وفشل وساطة الأمير فيصل بوقفها والإفراج عن المعتقلين، فقد ساق «جمال باشا» الملقب بالسفاح مختلف التُهم لهم التي تراوحت بين التخابر مع الاستخبارات البريطانية والفرنسية للتخلص من الحكم العثماني، إلى العمل على الانفصال عن الدولة العثمانية، وهو ما قيل أنه كان يسعى بنفسه إليه.
عادت الدولة العثمانية في مارس 1916 بمطالبة الشريف الحسين بإعلان الجهاد المقدس باسم الخليفة العثماني وإرسال المجاهدين، فاشترط الشريف الحسين عدة شروط للقيام بذلك ولضمان وقوفه والعرب عامة إلى جانب الدولة العثمانية في الحرب. وتمثلت مطالب الحسين: بالعفو عن المجرمين السياسيين، ومنح سورية والعراق إدارة لا مركزية، والاعتراف بشرافة مكة وصِبغتها القديمة الوراثية، وجاء في نهاية برقية الحسين التي عرض بها مطالبه: «وأنه بدون هذا لا يستطيع التقدم بالأمة العربية في حرب نَصَحَ أنْ لا تُثار وأن لا تُشهر بل سيكتفي بوظيفة الدعاء للدولة بالنصر والظفر».
أجاب «أنور باشا» الشريف الحسين مهددًا إياه بأنه لنْ يرى ابنه فيصل ثانية (الموجود لدى جمال باشا في سورية) إذا لم يرسل المجاهدين، وحذّره من التكلم باسم العرب، ولم يصغ «أنور باشا» إلى مطالب الحسين. وبعث أنور ببرقية الشريف الحسين إلى «جمال باشا» في سورية، الذي عرضها بدوره على فيصل، الذي اعتذر عما ورد في برقية والده وعزا ذلك إلى سوء ترجمتها.
تجاهل الشريف الحسين في جوابه لأنور باشا أثر وجود فيصل كرهينة على تغيير موقفه ولم يبالِ بتهديدات أنور، فلجأت الدولة إلى مهادنته، ووعده أنور بأنَّ «جمال باشا» سيبحث مع الأمير فيصل ما يتعلق بالمعتقلين السياسيين، وأصرّ الشريف الحسين على عدم إرسال المتطوعين إلا إذا حضر فيصل ليأخذهم، فسمحت الدولة لفيصل بالسفر إلى المدينة لقيادة المجاهدين.

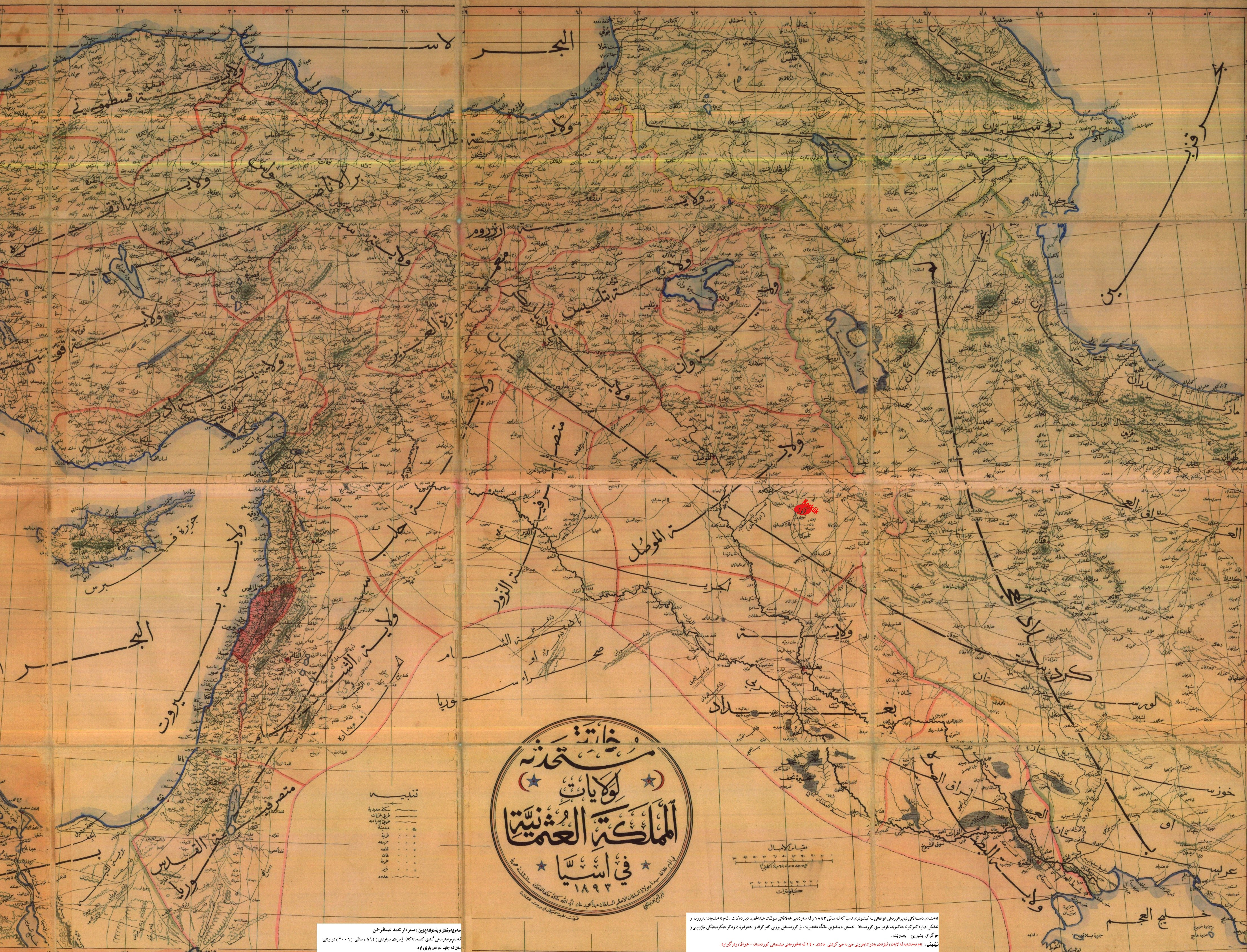
خريطة لولايات بلاد الشام و‌العراق العثمانية أواخر القرن التاسع عشر

من جهة أخرى ؛ ازدادت العلاقات توترًا بين الأمير علي وبين والي المدينة المنورة العثماني، الذي شكاه إلى «جمال باشا»، فطلبت الدولة من الشريف الحسين أنْ يطلب من ابنه مغادرة المدينة إلى مكة، ووعد الشريف الحسين بذلك عند وصول فيصل إليها. وبعد وصول فيصل إلى المدينة ونجاته من قبضة «جمال باشا»، بعث الشريف الحسين إنذارًا إلى «جمال باشا» في 9 يونيو 1916 بواسطة ابنه علي أصرٌ فيه على مطالبه الأولى، فإذا لم تنفّذ الشروط المعروضة من شريف مكّة حالًا فلا لزوم لبيان قطع أي علاقة بين الأمة العربية والأمة التركية، وأنّه بعد وصول هذا الكتاب بأربعٍ وعشرين ساعة ستكون حالة الحرب قائمة بين الأمتين.
ويُذكر أن الأمير فيصل كان قد اتفق مع نسيب بك البكري على نص خفي لبرقيتين إحداهما ترمز إلى إعلان الثورة وضرورة هروب الثوار من دمشق، والأخرى ترمز إلى تأجيل ذلك، ولم يكد الوفد المتقدم ذكره يصل عائدًا إلى دمشق حتى تلقى نسيب بك برقية من الأمير فيصل يقول فيها:
دمشق - نسيب البكري
أرسلوا الفرس الشقراء.
كانت هذه البرقية إشعارًا ببدء الثورة حسب الاتفاق، ومن حسن الحظ أنَّ «جمال باشا» لم يكن حينئذٍ في دمشق بل كان في القدس، وبذلك تمكن آل البكري وبعض رجال الأمير فيصل من الهروب، وفي ذلك اليوم أطلق أمير مكة المكرمة وشريفها الحسين بن علي الرصاصة الأولى إيذانًا بالثورة، معلنة بداية مرحلة جديدة من العلاقات العربية التركية عامة، والحجازية التركية خاصة.

### قيام الثورة العربية الكبرى
| بلاغ السلطات العثمانية في دمشق عن اندلاع الثورة العربية في الحجاز (أُذيع هذا البلاغ في 15 يونيو 1916): اعتدت بعض العصابات المؤلفة من ذوي الطمع والفساد، ومن بعض جماعة العربان وقد استميلوا بالمال على بعض المخافر المجاورة للمدينة المنورة بالسلاح، وخربوا التلغراف وسكة الحديد، فبادرت القوى العسكرية إلى التنكيل بتلك العصابات الواقفة في الطريق، وتمكَّنت من دخول المدينة وشرعت في إصلاح السكة، كما أنشأت دارًا للمخابرات اللاسلكية في المدينة تجرى المخابرات بواسطتها. وفي الليلة البارحة زحفت قواتنا العسكرية على العصاة المجتمعين والمتحصنين في موقع الحسا (اول مرحلة للحاج السائر من المدينة إلى مكة وتبعد عن الأولى ثلاث ساعات وتسمى بير علي ايضًا بجوار المدينة؛ واستولت على المواقع التي كان ممتنعًا بها العصاة المذكورون وطردتهم منها بعد تبديد شملهم. وقد تبلغنا برقية من محافظ المدينة المنورة تشعر بأن أهل المدينة سروا سروًا عظيمًا بما وقع وهذا نصها: ولقد سر اهل البلدة الطيبة قلبًا وقالبًا بمحو القبائل الباغية والتنكيل بها في المعركة الشديدة التي دارت أمس وعادت الراحة إلى ربوعها كما أنَّ هذه الحادثة قد اثَّرت تأثيرًا عظيمًا في العربان المجاورة ونبتهل إلى الله بتوالي توفيقات دولتكم. |
| —المراسلات المتبادلة بين الشريف حسين والعثمانيين، كليب سعود الفواز، ص 250 |

بعد عودة الأمير فيصل إلى الحجاز بأسبوعين، وقف الشريف الحسين بن علي على شرفة قصره في مكة في 10 يونيو 1916 معلنًا ثورة العرب على الظلم والاستعباد، مفتتحًا الجهاد في سبيل الحرية والاستقلال بإطلاق الرصاصة الأولى من بندقيته على «قلعة جياد» مقر الجيش العثماني. ثم دقت طبول الحرب وأُوقدت النيران على شعاب الجبال، وشرع العرب بمهاجمة العثمانيين في جميع ثكناتهم بالحجاز، وقد ردَّ العثمانيون من القلعة بإطلاق النار على قصر الإمارة، فتهدم جانب من القصر وكان الشريف الحسين واقفًا على الشرفة، يحث رجاله ويثير حماسهم، وكان الرجال وهم يقاتلون من حوله يُلحّون عليه بمغادرة القصر خوفًا على حياته.
أصيبت الحكومة الاتحادية بالذهول عند إبلاغها نبأ قيام الثورة العربية الكبرى، وكان «جمال باشا» أشد الاتحاديين حسرة وتألمًا لأنه كان مخدوعًا، وأدرك أنه لم يحسن التصرف مع الحسين وأبناءه الذين أفلتوا من يده بعد أنْ أخذوا المال والسلاح. وأخذ يندد بالشريف الحسين لأنه عطًّل الجهاد المقدس مهددًا بالقضاء على تمرده وشنقه على أحد أبواب دمشق.
وقام «جمال باشا» بحركة انتقامية واسعة في سورية، فزجَّ في المعتقلات عددًا من شخصيات البلاد وساق إلى المنفى عددًا آخر، ولا ريب أنَّ معظم هؤلاء كانوا سيحكمون بالموت لولا أنَّ الأمير فيصل قد أنذر السفاح بأنه سيُعْدَم مقابل كل عربي عشرة ضباط من أسرى العثمانيين فكان لهذا الوعيد أثرُه الفعال.
وبلغ ما أطلقته المدفعية التركية في مكة في ذلك اليوم وحده ما يقارب مائتين وثلاثين قنبلة، واستمرت مقاومة القلعة حتى 25 يونيو، وبسقوطها قُضي على الجيش العثماني في مكة، واستولى جنود الشريف الحسين على مراكز الجند والمخافر ودور الحكومة كافة بما فيها من سلاح وعتاد، أمّا حامية جدة فقد استسلمت في 16 يونيو أي بعد 6 أيام من هجوم العرب عليها.
وظلت نيران المدافع والبنادق التركية تتساقط على القصر الهاشمي خمسة وعشرون يوما والشريف الحسين (كما يروي الزركلي) يثابر على عادته الجلوس به ولم يغير مجلسه ولا اختار غير غرفته الخاصة المعروفة باسم (المخلوان) يمكُث فيها طوال النهار والربع الأول من الليل.
انتهج الشريف الحسين الأسلوب الثوري لتخليص البلاد العربية من الحكم العثماني، فأصدر منشور الثورة الأول بتاريخ 26 يونيو 1916 والذي بدأه بقوله: «هذا منشورنا العام إلى أخواننا المسلمين، ربنا افتح بيننا وبين قومنا بالحق وأنت خير الفاتحين». وانتقل الشريف الحسين في منشوره إلى ذكر الخدمات العسكرية التي أسداها للدولة العثمانية، ثم هاجم هجومًا عنيفًا سياسة جمعية الاتحاد والترقي في حكم الدولة، وكان من بين المآخذ التي سجلها الشريف الحسين على الاتحاديين:
- قيام الجمعية بسلب سلطة السلطان العثماني وسلب حقوقه في اختيار المرشحين لشغل المناصب الكبرى في الدولة مثل منصب الصدر الأعظم وشيخ الإسلام.[175]
- تلاعبهم بأموال الدولة وإثقالها بالقروض.[175]
- زجوا الدولة العثمانية في حروب أوروبية عقيمة خرجت منها خاسرة، واتخذوا من هذه الحروب وسيلة لاستنزاف ثروة الأمة كما استنزفوا من قبل ثروة الدولة، ثم اتخذوا من هذه الحروب ذريعة للتنكيل بجميع المخالفين لرأيهم في سياستهم وادارتهم.[175]
- أضاعوا على الدولة الكثير من ولاياتها التي كانت خاضعة لها مثل البوسنة والهرسك وألبانيا ومقدونيا وطرابلس الغرب وبرقة.[175]
- اثاروا الأحقاد بانتهاجهم سياسة تتريك شعوب الدولة العثمانية وإيجاد هوة سحيقة بين العرب والعثمانيين والأرمن والعثمانيين. وكان من نتائج إثارة هذه النعرات أنَّ الدولة فقدت الشعب الألباني الذي كان سياجًا أمام الشعوب البلقانية ثم الفتك بالأرمن رجالًا ونساءً وأطفالًا، وهو أمر يتنافى مع قواعد الشريعة الإسلامية ويتعارض مع تعاليم النبي محمد في عدم قتل النساء والأطفال والرجال غير المحاربين أثناء المعارك.[175]
- اضطهدوا العرب وحاولوا قتل اللغة العربية في جميع الولايات العربية بإلغاء استخدامها في المدارس والدواوين والمحاكم، إذْ كانت محاولة قتل اللغة العربية من أكبر المفاسد التي ارتكبوها في حق الدولة والعرب، وهو ما اعتُبر قتلًا للإسلام نفسه والقرآن المنزل باللغة العربية.[175]
- لم يسلم من شرهم الحرم المكي والحرم المدني في الحجاز فقد عرَّضوهما للخوف والجوع والخراب.[175]
- انحرفوا عن الدين وأسهب المنشور في شرح مظاهر ابتعاد رجال الاتحاد والترقي عن طريق الدين وتشجيعهم الفئة التي تهاجم الإسلام ورسول الإسلام.[175]
- انتهزوا فرصة إعلان الأحكام العُرفية، فمضوا يشنقون ويعدمون كبار رجالات العرب في الفكر والعلم والعسكرية. وذكر الشريف في منشوره أنَّ رجال جمعية الاتحاد والترقي شنقوا في يوم واحد 21 رجلًا في إحدى المرات وذكر أسماؤهم، وقال أنَّ الدافع لإزهاق هذا العدد الكبير في الأنفس هو إشاعة الرهبة في نفوس العرب حتى لا يطالبوا بالمحافظة على اللغة العربية أو يطالبوا بحقوق العرب السياسية.[175]
- صادروا ممتلكات وأموال عدد كبير من العائلات العربية المغضوب على أفرادها لأسباب سياسية وأخرجوهم من ديارهم مع النساء والأطفال إلى بلاد الأناضول بلا كافل شرعي، وعرَّضوهم إلى الهلاك من الجوع والبرد والحر، وقال الشريف الحسين أنَّ الهدف من كل هذا الاضطهاد البشع هو أنْ من ينجو من الهلاك من هؤلاء النساء والأطفال يكون كالإماء والعبيد للترك في الأناضول.[175]

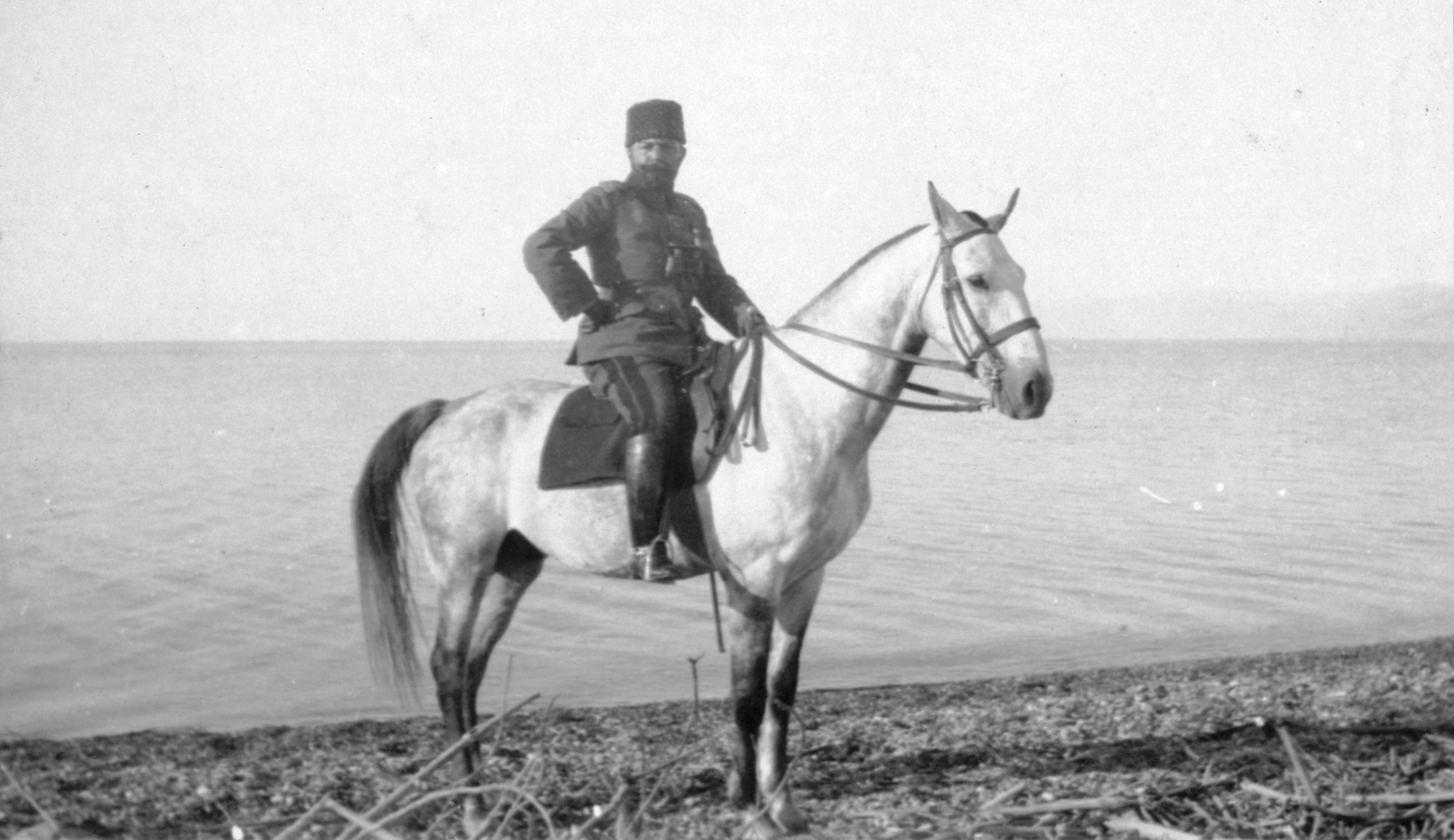
جمال باشا، والي سورية المُلقب بالسفّاح، على شاطئ البحر الميت سنة 1915.

ثم أتبع الشريف الحسين منشوره الأول بمنشور ثانٍ مؤرخ في أغسطس 1916، انتقد فيه الدولة لدخولها في الحرب العالمية الأولى وهي منهكة عسكريًا واقتصاديًا وماليًا. ثم نشر الشريف الحسين منشورًا ثالثًا جعل عنوانه الآية القرآنية:﴿قُلْ هَذِهِ سَبِيلِي أَدْعُو إِلَى اللَّهِ عَلَى بَصِيرَةٍ أَنَا وَمَنِ اتَّبَعَنِي وَسُبْحَانَ اللَّهِ وَمَا أَنَا مِنَ الْمُشْرِكِينَ ۝١٠٨﴾ [يوسف:108] هاجم فيه سياسة الاتحاديين وبيَّن فيه حقائق الأمور التي كانوا فيها والتي صاروا إليها من الدين والقومية، ثم شرح ما قام به لدفع الأذى عن المسلمين وديارهم بعد أنْ بذل النُصح لرجالهم في الأستانة بمكاتبات محفوظة لديه صورها، واختتم منشوره بقوله: وإنه لم يبقَ لأحد عذر في التقصير بشيء من أسباب الارتقاء واستشهد بالآية القرآنية: ﴿وَقُلِ اعْمَلُوا فَسَيَرَى اللَّهُ عَمَلَكُمْ وَرَسُولُهُ وَالْمُؤْمِنُونَ وَسَتُرَدُّونَ إِلَى عَالِمِ الْغَيْبِ وَالشَّهَادَةِ فَيُنَبِّئُكُمْ بِمَا كُنْتُمْ تَعْمَلُونَ ۝١٠٥﴾ [التوبة:105].

كانت القوات التركية في الحجاز في بداية الثورة العربية الكبرى تتألف من ما يقارب 23,300 جندي يقودهم 600 ضابط، وكان للأتراك أيضًا قوات عسكرية كبيرة ترابط على طول سكة الحديد من المدينة المنورة إلى معان، وكانت تُؤازر هذه القوات الطائرات الألمانية فتغير على القبائل محاولة تحطيم معنويات المحاربين.

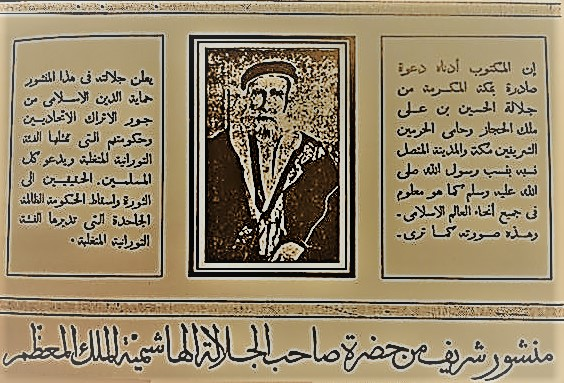
إحدى الجرائد تنشر بلاغ الشريف حُسين بن علي الهاشمي الذي أعلن فيه الثورة على الحُكومة الاتحاديَّة

أما الجيش العربي فقد تألَّف من ثلاثة أقسام: قسم يقوده الأمير فيصل ومكوَّن من نحو عشر آلاف مقاتل من قبائل المدينة المنورة، وكان متمركزا في منطقة الخيف بوادي الصفراء بين المدينة المنورة وينبع، وقسم يقوده الأمير علي ومكون من ثلاثة عشر ألف مقاتل بينهم ألف من الهجانة وعشرة آلاف جندي من عرب الشام والعراق الذين انفصلوا عن الجيش العثماني والتحقوا بالقوى العربية والباقي من عرب البادية وكان مقره في رابغ، وقسم يقوده الأمير عبد الله وكان مؤلفُا من أربعة آلاف مقاتل من البدو وفيهم بعض العرب وكان مقره في ضواحي الطائف، وتألَّف فيما بعد جيش بقيادة الأمير زيد وكان بمثابة احتياطي للجيوش الثلاثة.
تولَّى الأمير علي الهجوم على القوات العثمانية في المدينة المنورة ولم يستطع العرب تشديد الهجوم مخافة أنْ يصاب مسجد النبي محمد بالضرر، وكان الأمير علي يقطع خطوط سكة الحديد التي تستخدمها القوات العثمانية لتموين الجيش في المدينة، بينما كان الأمير عبد الله يحاصر الطائف فما لبثت أنْ سقطت واستسلم الوالي وجنده للقوات العربية.
في ذلك الوقت كان الأمير فيصل يزحف بجيشه على ساحل البحر الأحمر، متقدمًا إلى الشمال ويحقق الانتصارات الواحد تلو الآخر، حتى احتل منطقة الوجه واتخذها قاعدة للعمليات العسكرية في الشمال، فلم تقم للعثمانيين بعد ذلك قائمة في الحجاز. وفي يوليو سنة 1917 أي بعد أحد عشر شهرًا على إعلان الثورة، حررت قوات الأمير فيصل العقبة وبمعاونة عودة أبو تايه ورجال قبيلة الحويطات، وكان استيلاء العرب على العقبة نهاية معارك الثورة العربية في الحجاز وابتدائُها في بلاد الشام. ثم توجَّه العرب إلى معان مركز تجمع العثمانيين لوقوعها على خط سكة الحديد فاحتلوا جرف الدراويش والطفيلة ووادي موسى.

### عزل الشريف الحسين من منصب الإمارة
| نص فرمان السلطان العثماني بتعيين علي حيدر أميرًا على مكة: حسب الايجاب وبناء على وقوع إنفصال الشريف حسين باشا أمير مكة المكرمة، ولتأمين خدمة الحرمين الشريفين هذه الوظيفة المقدسة التي هي أسمى الوظائف الأساسية لدينا، وقد وجهنا إمارة مكة المكرمة مع رتبة الوزارة السامية إلى عهده الشريف علي حيدر بك الوكيل الأول لرئاسة مجلس الاعيان، وبذلك لما توفْرّ فيه من اللياقة والكمال الذاتي واتصافه بحسن السلوك والسيرة والتجارب، وكفابته لهذه الوظيفة المقدسة |
| —المراسلات المتبادلة بين الشريف حسين والعثمانيين - ص 174 كليب سعود الفواز |

في 18 يونيو 1916، عمِد رجال جمعية الاتحاد والترقي إلى استصدار فرمان من السلطان محمد رشاد بتعيين علي حيدر أميًرا على مكة خلفًا للشريف الحسين. فأبرق الشريف الحسين إلى السلطان محمد رشاد في 12 يوليو 1916 قائلًا: «إنَّ هذه البلاد بإعلان الثورة والاستقلال لا تتنكر للأعمال العظيمة والعناية الخامسة التي خصتها بها البلاد الاسلامية والتي قام بها أسلافكم من عظماء السلاطين، ولكن هذه البلاد ترغب في الجهر بعدائها ضد الاتحاديين المتآمرين الذين حاولوا استغلال العلاقة الدينية المذكورة في المنشور العام، وأيضًا إلغاء الامتيازات والحقوق التي أعلنها أسلافكم العظماء منذ ستمائة سنة، والله يعلم مدى احترامنا وعظيم تقديرنا لشخصكم السامي وللسلطنة العثمانية».
كان من البديهي أنْ يُقدم الاتحاديون على عزل الشريف الحسين وتوليه أمير من أسرة زيد عملًا على ما يبدو بسياسة ضرب القبائل الحجازية بعضها البعض وهي سياسة تنبثق من المبدأ السياسي المعروف باسم (فرِّق تَسد). لا سيما أنَّ الشريف الجديد علي حيدر كان معروفًا بتأييده للاتحاديين وموالاتهم في جميع أدوار حياته، فقد سبق له أنْ تقلَّد منصب وزير الأوقاف في الأستانة. وقد أضفى عليه رجال الحكم في الأستانة الكثير من مظاهر التكريم، فسافر من الأستانة في قطار خاص إلى دمشق، ثم قصد المدينة المنورة التي كانت في يد الدولة العثمانية، والتي أتخذها مقرًا لولايته، وقد بلغها في شهر سبتمبر عام 1916 مع حاشية كثيرة وأكياس من الذهب وكان معه شقيقه الشريف جعفر باشا، وكانت مهمة علي حيدر بث دعاية واسعة للأتراك بين أوساط القبائل الحجازية، عن طريق إنفاق الأموال لاستمالتهم وإغرائهم على الانفضاض عن الشريف الحسين.

### محاولات القضاء على الثورة
عمل الشريف علي حيدر على تشويه صورة الشريف الحسين مدعيًا بأنه ضلَّ بتحالفه مع الإنجليز. فقد وجَّه الشريف علي حيدر منشورًا إلى أهالي الحجاز، يُبين فيه قيمة الحجاز التاريخية منذ ظهور الإسلام وحتى مُضي 12 قرنًا من الزمان عليه، وما مرَّت به من أحوال كثيرة وأدوارٍ مختلفة من بسط وقبض ورفع وخفض وزلزال وتمكين الأرض، ورغم ذلك كله بقي الحجاز بكرًا من الممالك لم يطمثها فاتح. وبيَّن بعد ذلك الشريف علي حيدر ما لحق بمصر والسودان والهند وبعض البلاد الإسلامية الأخرى من الاستعمار البريطاني الذي نجا منه الحجاز وذلك حُرْمه من الله تعالى لبيته المُعظّم ومعجزة للنبي محمد.

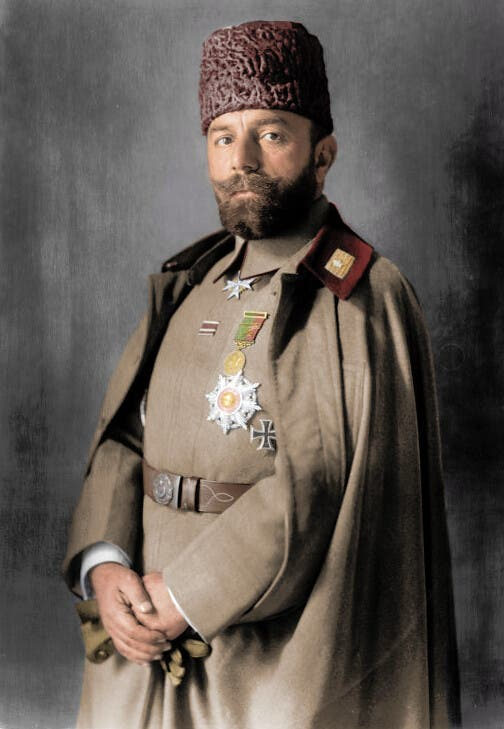
جمال باشا. وزير البحرية سنة 1914 وحاكم سورية العثمانية في الحرب العالمية الأولى.

وخلص الشريف حيدر من ذلك بأن الشريف الحسين قد أضاع حرمة الحجاز ومجده في الاستقلال بتحالفه مع دولة مسيحية تفرض حمايتها على بيت الله ومسجد الرسول، وهي في ذات الوقت محاربة لدولة الإسلام الدولة العثمانية. ثم بيّن الشريف حيدر في منشوره مساوئ الإنجليز ومعاملتهم الدنيئة مع حلفائهم ونقضهم العهود، وأوضح الفرق بين اتفاق الدولة العثمانية وألمانيا وما استهدفت من ضرب الأعداء المسيحين ببعضهم والفرق بين حلف الشريف الحسين وبريطانيا والذي يُخوّل للمسيحيين ضرب الدولة العثمانية المسلمة، وبعد ذلك أوضح الأسباب التي جعلته يقبل إمارة مكة المكرمة وهو إشفاقه على الحرمين الشريفين من لوث مداخلة الأعداء. ثم أهاب بأهالي الحجاز أن يُلبوا دعوة القرآن ودعوة السلطان ودعوة أجداده آل زيد بأنْ ينفردوا لقتال العساكر المنفذة لأوامر النصارى الإنجليز، واختتم منشوره بآيات من القرآن الكريم.
حاولت الدولة العثمانية القضاء على الثورة عسكريًا، وشكّل «جمال باشا» وفدًا من عرب الشام، سافر إلى المدينة لإقناع شيوخ القبائل بموالاة الدولة. وقصد «جمال باشا» من إرسال هذا الوفد ضرب العرب ببعضهم، لكن جميع محاولاته باءت بالفشل. واعتُبر إرسال وفد من أعيان دمشق إلى الحسين حملة دبلوماسية اتحادية لكسب الرأي العام الإسلامي، ولكن الشريف الحسين رفض استقبال الوفد. وقام الاتحاديون بحملة إعلامية واسعة ضد الشريف الحسين في العالم الإسلامي.
بعث الشريف حيدر بكتاب إلى الشريف علي بن الحسين يلومه ووالده لخروجهم على الدولة، فأجابه الشريف الحسين بكتاب في محرم سنة 1335 هـ قال فيه إنّ خروج العرب على الاتحاديين أصبح فرضًا على العرب والمسلمين، وأضاف أنَّ أسباب خروج العرب هي أعمال الاتحادين ضدّ الإسلام والعرب، وأنَّ هدف الثورة حفظ استقلال البلاد العربية بعد سقوط الدولة العثمانية الذي أصبح وشيكًا. عجزت الدولة العثمانية عن إمداد الشريف حيدر بالسلاح والمُون، مما دفعه إلى الانسحاب في مايو سنة 1917 إلى دمشق ثم إلى لبنان حيث بقي حتى نهاية الحرب، وتوفي سنة 1935 في بيروت.

## ما بعد الثورة العربية الكبرى

### مبايعة الشريف الحسين ملكًا
| نص بلاغ خارجية حكومة الحجاز: بملء السرور؛ أُبلغ سعادتكم أنَّ أفاضل البلاد ووجهائها وعلمائها وكافة طبقاتها قد أجمعوا صباح هذا اليوم واقروا باتفاق الآراء مبايعة حضرة صاحب الجلالة والسيادة مولاي الشريف الأعظم حسين بن علي بالملك على الأمة العربية، فهو اليوم ملك العرب الأعظم. بناءً على ما تُحققته البلاد من كفاءته وإخلاصه الحقيقي للوطن ورغبته الصادقة في نشر ألوية العلم والعدل في جميع أرجاء هذه البلاد العربية التي غدرتها عصبة الاتحاد والترقي المعروفة لدى العالم بأسرة بالمساعي والمقاصد المخالفة لكل شريعة ونظام، ولتعمدها استئصال كيان البلاد المادي والمعنوي المنشودة آثاره في طائفة غير قليلة من مسلمين ومسيحيين ودروز ممن لا ذنب لهم غير وطينتهم الصادقة ولجابتهم العلمية، وإنَّ الأمة العربية لتود من سعادتكم اعتبارها عضوًا عاملًا في الهيئة الاجتماعية كما شيَّدت ذلك بعناية الله |
| —المراسلات المتبادلة بين الشريف حسين والعثمانيين - ص 179 كليب سعود الفواز |

ردًا على قرار الاتحاديين القاضي بعزل الشريف الحسين عن إمارة مكة وشرافتها وبعد أنْ ثبَّتت الثورة العربية أقدامها بسقوط الطائف، قرَّر علماء مكة وزُعماؤها والسوريون الموجودون في الحجاز في 29 أكتوبر سنة 1916 إنشاء دولة عربية رسميًا والمناداة بالشريف الحسين ملكًا عليها بلقب «ملك البلاد العربية»، بعد أنْ وجَّهوا خطابًا إلى العالم الإسلامي يحملون فيه على مظالم حكومة رجال الاتحاد والترقي، وبيَّنوا في خطابهم قيمة العلم والعلماء في خدمة الشرع والغيرة على الدين الإسلامي وخلصوا من ذلك بإظهار قيمتهم الدينية الخالصة التي تُؤهلهم لتقديم النُصح والإرشاد للمسلمين عامة، واطلاعهم على أعمال الفئة المُتغلبة على مملكة آل عثمان، وما تفعله من المنكرات في بلادهم وما جرَّته من المصائب على أوطانهم، ثم ختموا خطابهم بقولهم: «إننا ندين الله تعالى يوم الوقفة الكبرى بين يديه بأننا لا نعلم اليوم ملكًا من ملوك المسلمين اتقى الله من ابن رسوله المتبوء عرش المُلك على البلاد العربية ولا أشد خوفًا من الله وتمسكًا بأوامره وإقامة لشعائره قولًا وعملًا، ما قدر على النظر في أمورنا بما يرضي الله عز وجل. والعرب إنما بايعوه ملكًا عليهم لمّا رأوا في ذلك من صلاح دينهم ودنياهم».
وفي 2 نوفمبر 1916، حضر جماعة من الأشراف والعلماء ومشايخ ورؤساء البدو والزعماء إلى مجلس الشريف الحسين الخاص الملاصق للكعبة وبايعوه ملكًا على العرب، واتبعوا في هذه البيعة قواعد الشريعة الإسلامية، إذْ سلَّم الشيخ عبد الله سراج مفتي الحنفية في مكة إلى الشيخ فؤاد الخطيب كتاب البيعة للملك، فتلاه على الجماهير المحتشدة، ثم نهض الشيخ عبد الله سراج فبايع الحسين بالمُلك ولقَّبه بملك البلاد العربية وتبِعه الناس بالمبايعة. وخطب الملك الحسين بالمبايعة خطابًا وجيزًا قال فيه:«إنني اقسم بالله العظيم أنني لم أرد هذا الأمر الذي تكلفونني به، ولم يخطر على بالي عندما قمت معكم بنهضتنا السعيدة، ولكني رأيت كما رأيتم أننا أمام خطرٍ عظيم وخطب جسيم، ربما قضى علينا القضاء المبرم اذا لم نبادر إلى ازالته».
وما إن تمَّت المبايعة حتى تقدَّم الشيخ فؤاد الخطيب بصفته نائبًا عن أهل سورية، فبسط لدى الملك الحسين آمال سورية العربية... من أجل الوحدة العربية، وقال إنَّ سُكان تلك الديار جديرون بأنْ يكونوا من جملة العرب المستقلين المتمتعين برعاية جلالة سيد العرب وملِكها. وبايعه بعد ذلك أُسوة بسائر العرب على كتاب الله وسنة رسوله، وهذا يعني أنَّ المبايعة لم تكن مقصورة على الحجاز فحسب وإنما شملت أيضًا سورية العربية، التي مثَّلها في حفل المبايعة الشيخ فؤاد الخطيب. ولعل منظمي هذا الحفل قد استهدفوا من إشراك الشيخ الخطيب تأكيد لقب ملك البلاد العربية بأنه يمتد فيشمل في مرحلته الأولى الحجاز وسورية.

### تشكيل الوزارة العربية
في اليوم التالي، اتخذ الشريف الحسين الإجراء التنفيذي بإنشاء وزارة أُطلق على كل وزير لقب «وكيل» باعتبار الوزراء وكلاء عنه في إدارة مصالحهم، تألَّفت الوزارة العربية في الحجاز من كل من:
- علي بن الحسين رئيسًا للوكلاء (أي بمثابة رئيس الوزراء)
- عبد الله بن الحسين وكيلًا للخارجية.
- فيصل بن الحسين وكيلًا للداخلية ويُعيَّن أخوه عبد الله وكيلًا عنه.
- عبد العزيز بن علي رئيس أركان حرب ووكيل رئيس الجند.
- الشيخ علي المالكي وكيلًا للمعارف.
- الشيخ يوسف بن سالم وكيلًا للمنافع العمومية.
- الشيخ محمد أمين وكيلًا للأوقاف.
- الشيخ أحمد باناجة وكيلًا للمالية.
- الشيخ عبد الله سراج قاضي القضاة ووكيلًا عن رئيس الوكلاء.

وفي اليوم نفسه سارع الأمير عبد الله بن الحسين بصفته وزيرًا للخارجية بإبلاغ لقب «ملك البلاد العربية» الذي اتخذه والده إلى وزارات خارجية دول الحلفاء والدول المحايدة عن طريق البرق طالبًا منها الاعتراف باللقب الجديد.

### المنتقدين للثورة
كان لأنباء الثورة العربية تأثير سيئ في الدولة العثمانية، وعزا بعضهم قيامها إلى سوء إدارة الاتحاديين وسلوك «جمال باشا»، واعتبروا الثورة قاضية على الدولة والخلافة الإسلامية، إلا أنّ أصحاب هذا الرأي كانوا غير متنفذين في الدولة. وهاجم الإتحاديون الشريف الحسين في جرائدهم وأنكروا قيام ثورة في الحجاز، واعتبروها عصيانًا من بعض القبائل وقالوا: إنَّ الشريف مجرد موظف حاد عن أداء واجبه بهدف الحصول على الإمارة أو الخلافة، واعتبروا ثورة الشريف الحسين ضِد الخلافة، ولقّبوه بقاطع طريق مبتذل وخائن، وأصدروا الفتاوى بتكفيره. وسعوا إلى الدفاع عن مركز الدولة في الحجاز حيث المدن المقدسة، حتى لا يُعتبر الشريف الحسين ممثلًا للمسلمين، واستمروا يعلنون تبعية الحجاز للدولة كسابق عهدها، وأنّ المظاهر الرسمية في عاصمة الدولة وفي الحجاز تجري على هذا الأساس.
عارض المسلمون في الهند الثورة العربية، واعتبروها ضد الخلافة واعتبروا الشريف الحسين خارجًا على طاعة الخليفة، وأنه بخروجه عرض الأماكن المقدسة للخطر. وعارض الهنود المسلمون فكرة قيام خليفة عربي، لذلك برَّروا إطلاق العثمانيين النار على الكعبة بسبب ثورة الحسين، ولذلك فالحسين هو المسؤول عن هذا العمل. وربما يعود ذلك إلى ولاء المسلمين الهنود إلى الخليفة العثماني بسبب خضوعهم المبكر للاستعمار البريطاني سنة 1857، على أمل أن يُخلصهم الخليفة العثماني من الاستعمار.
أصدر العلماء المسلمون في الشام فتوى ضد ثورة الحسين، ودعوا في نص فتواهم إلى نصرة الدولة العلية العثمانية بقلوب نقية ونفوس أبية، إذ جاء في الفتوى:«هذا وإنَّ ما فعله الشريف حسين أمير مكة السابق من الخروج على أمير المؤمنين وإمام المسلمين (محمد رشاد خان)...، مخالف للقرآن العظيم ولسنة النبي الكريم صلى الله عليه وسلم، كما أن التجاءه للإنجليز ألدّ أعداء الدولة والملة ورفعه أعلام ذلك العدو على أرجاء البلد الأمين موجب لسخط الله تعالى ورسوله عليه الصلاة والسلام ونفرة عموم المسلمين وهو مخدوع بالمواعيد الكاذبة، والأضاليل الباطلة، فلا حول ولا قوة إلا بالله العلي العظيم». ووقَّع على الفتوى علماء دمشق، منهم: محمود أبو الشامات وإبراهيم خليل الأيوبي الأنصاري، ومحمد عطا الله الكسم ومحمد توفيق السيوطي وأبو الخير عابدين ومحمد صالح قطنا وبلغ عددهم تسعةٌ وعشرين عالمًا. ووقَّع عليها علماء بيروت وحلب وبقية الألوية في الشام، وبلغ عددهم إثنين وخمسين عالما منهم: محمد توفيق خالد ومصطفى الغلاييني وعبد الرحمن الحوت، وعبد المجيد فاخوري من علماء بيروت. وعلي العالم وعبد الرحمن الحجار، وعبد السميع الكردي، ومحمد الزرقاء من علماء حلب. ومحمود اللبابيدي، وعبد الله الجزار وبدر الدين الكيلاني وعبد الحميد كرامة، وطاهر أبو السعود، وكامل الحسيني من علماء الألوية، والفتوى غير مؤرخة، وطبعت في مطبعة الشرق في الشام.
وعارض المسلمون السنيون في أنحاء العالم الثورة، كما عارضها العرب في أقطار المغرب العربي، وحملت الصحافة المغربية على الشريف الحسين حملة قويّة، واعتبروا ثورته على الخلافة العثمانية، بهدف حصوله على منصب الخلافة وأنكروا على الحسين هذا السعي للخلافة (من وجهة نظرهم) وأعلنوا رفضها.
ويُذكر أنَّ موقف الألمان قد تغير من الدولة العثمانية بعد الثورة العربية، وصرّح أحد قادة الألمان العسكريين في دمشق قائلًا: «وإننا لم نستمل الترك ولم نبذل لهم ما بذلناه ولم نتحمّل ما تحمّلناه إلا لأنّ الخلافة الإسلامية فيهم، ولأنهم موضع احترام مسلمي العالم بسببها، أمّا وقد أضاعوا وفقدوا هذه المزية بخروج الشريف عليهم وهو أكبر زعيم مسلم وسليل أعظم بيوت في الإسلام فالألمان سيعيدون النظر في موقفهم ويسعون للتخلص من الترك». كان مركز الحسين في الجزيرة العربية ضعيفًا عند الثورة بسبب ولائه الطويل للدولة العثمانية ضِدّ زعماء الجزيرة، على الرغم من ذلك بارك ابن سعود وشيخ الكويت وشيخ المحمرة «خزعل الكعبي» ثورة الحسين في نوفمبر 1916.

## نهاية المملكة الحجازية الهاشمية

### الحرب النجدية - الحجازية
أثَّرت خلافة الحسين في علاقته مع ابن سعود وظهرت استعداداته للحرب، وأغار بعض رجاله على الحدود العراقية، وهاجمت نجد خلافة الحسين التي اعتبرتها تحديًا لمشاعر المسلمين الدينية ولإبن سعود. وكانت أول ردة فعل رسمية لحكومة نجد على خلافة الحسين إصدار بيان إلى العالم الإسلامي والشعب العربي في 1 يونيو 1924 حمل توقيع فيصل بن عبد العزيز آل سعود، ودعا البيان العرب إلى النهضة من أجل استقلالهم ومنع الوصاية عليهم.

الخرمة وتربة وقراهما - مثار الخلاف بين نجد والشريف الحسين

وعقد عبد الرحمن آل سعود والد عبد العزيز اجتماعًا في الرياض حضره العلماء والأعيان ورؤساء الأجناد. تحدَّث عبد الرحمن في الاجتماع عن الكتب التي وصلته من أهل نجد يطلبون فيها الغزو والحج، فأرسلها بدوره إلى ولده السلطان عبد العزيز الذي كان حاضرًا الاجتماع، وطلب عبد الرحمن من الحاضرين توضيح مطالبهم لعبد العزيز فطلب الحاضرون السماح لهم بالحج، لأن ملك الحجاز يمنعهم منه فلا بد من غزو الحجاز وتأخير فريضة الحج لهذه السنة. أعاد السلطان عبد العزيز البحث في مسألة الحج، وتحدث عن الحسين وأنكر عليه ادعاءه الزعامة على العرب مع أنّه أضعفهم، بل قام بتلقيب نفسه بإمارة المؤمنين مع أنه يعلم أنَّ الاقطار الإسلامية كلها تبغضه، وأنَّ العلماء قد أرسلوا البرقيات إلى مصر والهند ينكرون عليه هذه الدعوى التي لا يرونه كفؤًا لها، ولا بد من وضع حد لأكاذييه وافساداته. ونصح عبد العزيز الحاضرين بالعدول عن الحج لهذه السنة خشية حدوث فتنة، وقال: أنّ البلاد المقدسة ملك لكل المسلمين، وما دمنا لم نضع خطة بالاشتراك مع المسلمين، فأنا لا أجيز لكم الاستيلاء على إحدى المدن المقدسة.
ونُشر خطاب عبد العزيز في 8 أغسطس 1924 في صحيفة الأخبار المصرية، وأحدث أثرًا كبيرا في الهند. فأرسلت جميعة الخلافة الهندية كتابًا إلى السلطان عبد العزيز حمدت فيه موقفه من العرب والمسلمين وتمنَّوا لأعماله النجاح، لينقذ البلاد من جهل الحسين وأولاده. جاء في كتاب جمعية الخلافة عن موقفها من العلاقات النجدية الحجازية: «والهند ترى التريُّث ضروريًا ريثما يرُد الحسين على الجواب الذي أرسلته إليه قبل تاريخه بعشرة أيام، فإذا انقاد للانضمام إلى الحلف العربي، ووقع معكم ومع جيرانه محالفات دفاعية هجومية ضد كل عدو أجنبي فلا حاجة لسفك الدماء ولا ضرورة تُسيغ احتلال بلاده، وإذا رفض الحسين اقتراحاتنا جميعها فنرى مهاجمته واحتلال بلاده لازمين».

وقد بدأ الحسين منذ عام 1919 بعد معركة تربة بعدم السماح لأهل نجد بالحج، وسعت بريطانيا لإقناع الحسين بالعدول عن ذلك، فكان الحسين يسمح لأهل نجد بالحج في بعض السنوات مع تحديد العدد المسموح له بالحج.

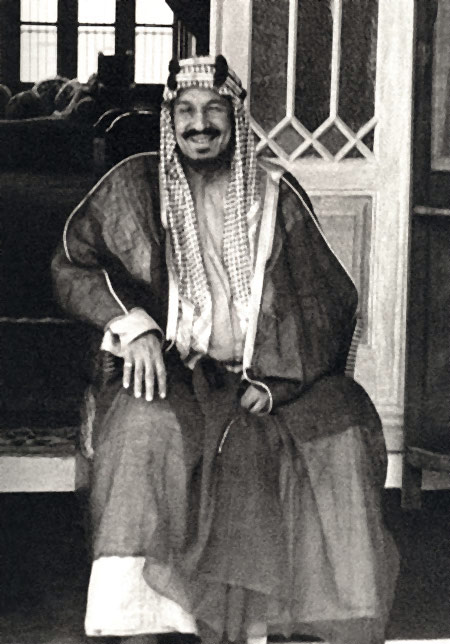
الملك عبد العزيز آل سعود مؤسس المملكة العربية السعودية. خاض حروبًا مع الشريف الحسين وابنه علي وأنهى حكم الهاشميين للحجاز.

وذكر حافظ وهبة أنه هو الذي أقنع عبد العزيز بغزو الحجاز، وذلك استغلالًا للوضع السياسي الملائم والذي تمثل بخلافة الحسين التي أغضبت المسلمين في الهند ومصر وأكثرية العالم الإسلامي، وعدم رضى بريطانيا عن الحسين بسبب موقفه من فلسطين، ويضيف وهبة: «كان ابن سعود يخشى تدخل بريطانيا وكان متهيبًا أكثر منه مترددًا وأنا أستحثه على انتهاز هذه الفرصة، والفرص لا يجود بها الزمن أكثر من مرة، إنّه لم يكن يصدق أنه سيستولي على الحجاز ولم يكن يصدق أنَّ الملك الحسين ضعيف بالدرجة التي كنت أصوّرها له، ولكنه اقتنع أخيرًا بأن يهجم على الطائف، فإذا استولى عليها جعلها نقطة مساومة بينه وبين الملك الحسين». وكان وهبة يكتب المنشورات التي كانت تصدر باسم فيصل بن عبد العزيز آل سعود والتي حمل فيها على الحسين لإعلانه الخلافة، وحثَّ المسلمين على القيام بوجه الحسين لأنَّ الخلافة لكل المسلمين.
في 14 أغسطس 1924؛ هاجمت القوات السعودية شرقي الأردن،  وكان الأمير عبد الله في العقبة قادمًا من الحجاز، فتصدّى الجيش النظامي وقبائل شرق الأردن للقوات السعودية وشاركت المصفحات والطائرات البريطانية، ونجحت جميعها في صِدٌ القوات السعودية وقتل منهم ما يقارب ثلاثمائة شخص بالإضافة إلى العديد من الأسرى. وذكرت صحيفة المقتبس أنه عُثر مع الأسرى السعوديين على منشورات تتهم الحسين بإعلان نفسه خليفة بوجود أمراء عرب أحقّ منه.
وفي أول سبتمبر 1924؛ سارت الحملة النجدية على الحجاز بقيادة سلطان بن بجاد (الشهير بلقب سلطان الدين) والشريف خالد بن منصور أمير الخُرمة، ووصلت إلى قرية الحوية  ونجحت في الاستيلاء على مخفري كلاخ والأخيضر وهي من المخافر الأمامية الحجازية من جهة نجد، وتقدمت القوات السعودية باتجاه الطائف، ويذكر البعض أنَّ أوَّل صدام بين القوات النجدية والحجازية كان في قرية الحوية مفتاح الطريق إلى الطائف، وذلك لأنَّ الحكومة الحجازية علمت بتقدم القوات النجدية، فأرسل وزير الحربية «صبري باشا العزّواي» أربعمائة جندي مُزودين بالمدافع والرشاشات إلى الحوية، وانتصرت القوات النجدية وانسحب الجنود الحجازيون إلى الطائف. وقال الزركلي: إنَّ تلك القوة الحجازية كانت بقيادة الغراوي.
وصلت أنباء تقدم القوات النجدية نحو الحجاز إلى الحسين في مكة، فأمر الحسين ابنه علي بالتوجه على رأس قوة إلى الطائف. وكان علي قد قدِم من المدينة إلى مكة حاجًا مع قواته. وأمر الحسين ولده بسلوك طريق (ريع الثنية) وهو أقرب من الطريق السلطاني (كرى) ولكنه أوعر، أدّى ذلك إلى تأخر وصول القوات الحجازية عن موعدها لأنَّ المدافع والرشاشات كانت محملة على الإبل التي يصعب سيرها في الجبال، وتأخَّر جزء من قوة الأمير علي مع ذخائرها عن الوصول.

غادر علي مكة يوم 2 سبتمبر. ووصل الطائف ليلة 4 سبتمبر وكان لوصوله أثر على تراجع القوات النجدية، وفرح به أهل الطائف وما حولها. شدّد النجديون الحصار فسقطت الطائف. وقيل أنَّ علي وصل الطائف وخرج منها في اليوم التالي إلى الهدا، تاركًا امر الدفاع عن الطائف إلى حامية صغيرة، فدخلتها القوات النجدية ليلة 7 سبتمبر، فكان انسحاب علي من الطائف قبل سقوطها.

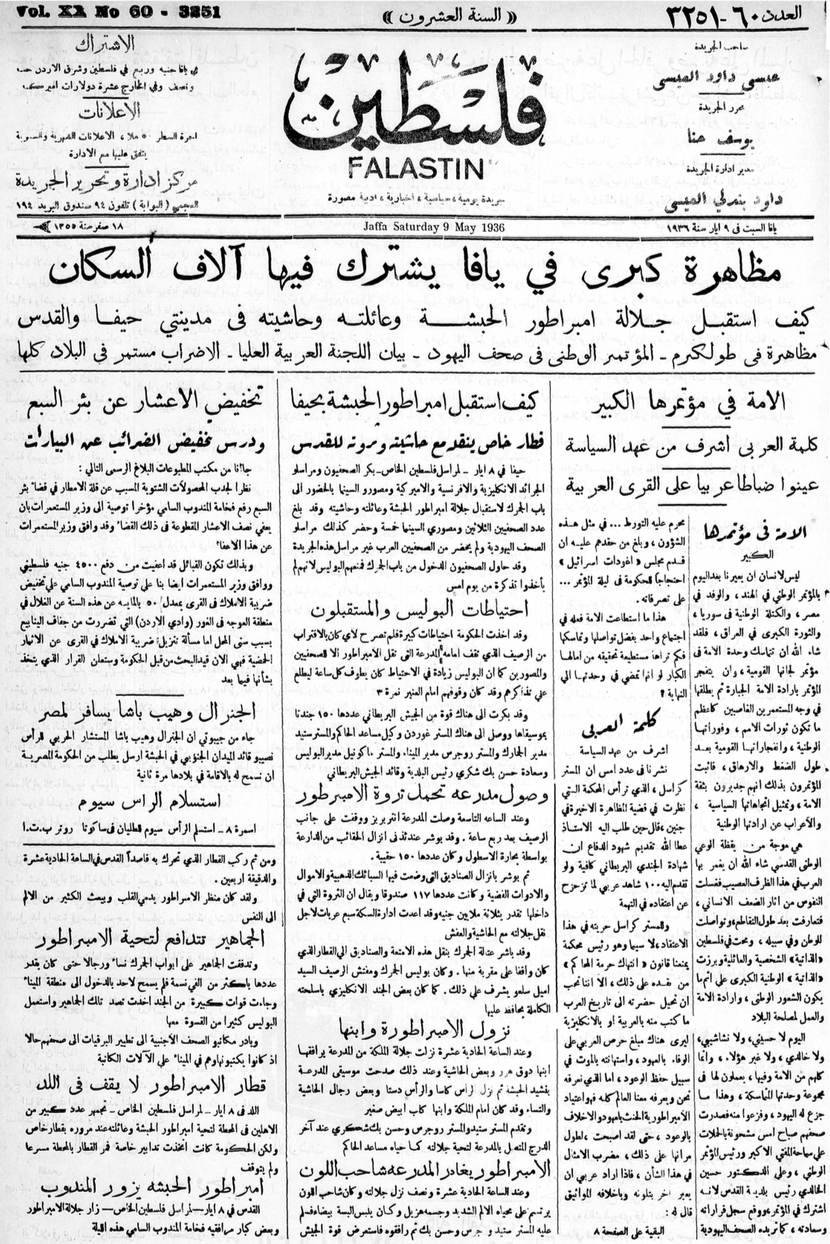
صورة للصفحة الأولى من صحيفة فلسطين. واحدة من الصحف التي نقلت أخبار الثورة العربية الكبرى وأخبار الحكومة العثمانية.

احتل السعوديون الطائف وأُحرقت منازلها، وأصدر المسلمون في مكة بيانًا إلى العالم الإسلامي أعربوا فيه عن سخطهم على أعمال السعوديين في الطائف. ودعا البيان عصبة الأمم باسم الإنسانية والمدنية والعدل إلى التدّخل، لوضع حدٍ لهذه الأعمال ورفعوا احتجاجهم هذا إلى نائب رئيس الوكلاء حجة الإسلام قاضي القضاة عبد الله سراج، وأبلغوه قرارهم برفع احتجاجهٍ إلى قناصل الدول في جدة وعصبة الأمم ووزراء خارجيات دول أوروبا وأميركا وآسيا وإفريقيا وإلى ملوك المسلمين وأمرائهم وزعمائهم، وإلى الهيئات الإسلامية الكبرى وإلى جرائد العالم. ووضع البيان ووقَّعه لجنة خاصة من المسلمين المقيمين في مكة، بلغ عددها تسعة وعشرين شخصًا منهم: عبد الغفار المدني، والطيب المراكشي، ومحمد المختار، ومحمد شيخ، وعباس نظام الدولة. ورفعت اللجنة احتجاجها إلى قناصل الدول بجدة. وأجاب القناصل إجابة موحدة، أعربوا فيها عن أسفهم لما يقع في البلاد المقدسة، وقالوا: إنَّ مبادئهم لا تبيح لهم التدخل في مسألة تخص المسلمين وحدهم ووعدوا في جوابهم بإبلاغ حكوماتهم بما يجري في الحجاز.
أعادت صحيفة القبلة توضيح موقف الحسين من الحجاز القائم على استعداده للتنازل عن العرش لأجل راحة البلاد وإذا بدا منه أي تقصير. وبعثت جمعية العلماء في مومباي في الهند برقية إلى جريدة القبلة، جاء فيها: «إِنَّ ما يحدث من القتال بين نجد والحجاز في الأراضي المقدسة منافٍ للإسلام ويجب وقف القتال»، فأجابت صحيفة القبلة بأن الحجاز يُدافع عن أراضيه ويهدف منع حدوث كوارث فيها. وأرسلت جمعية الخلافة في الهند في الوقت نفسه إلى سلطان نجد برقية تؤيد فيها أعماله وتُطالبه بإخضاع الحجاز وتهجًّمت في برقيتها على الحسين.
انسحب الأمير علي بقواته إلى الهدا، وانضم الكثير من العربان وبعض أشراف الحرث إلى السعوديين مما كان لذلك تأثير سيئ على الحجازيين، وأخذ أشراف الحرث يُهددون طريق جدّة - مكة. وذكرت صحيفة القبلة أنَّ القوات الحجازية بقيادة الأمير علي قامت بزحف عام على الطائف من الهدا، وتقدمت طلائعه بقيادة الشريف هزاع إلى وادي محرم على بعد ساعة من الطائف. وبدأت المناوشات بين الفريقين وتجمعت القبائل الحجازية والأشراف للاشتراك في القتال. تمكَّنت القوات النجدية من الانتصار على قوات الأمير علي في الهَدَا، وكانت المعركة الفاصلة يوم 25-26 سبتمبر، حيث استولى السعوديون على معسكر الأمير علي وانهزم الحجازيون.

جمع الحسين الأشراف بعد هزيمة الهَدَا وقرروا بعد التشاور الانسحاب إلى جدة، وبدأوا بإرسال النساء والأطفال وبينهم عائلة الحسين. وأعلن الحسين عن عزمه البقاء في مكة، واستمرٌ يستنهض حماس من حوله، ولم يكن يتوقَّع بقاء السعوديين في الحجاز. أصدر ابن سعود أوامره إلى قادة جيشه بالتوقف في الطائف وعدم دخول المدن المقدسة، وأعلن بأنه لا ينوي مهاجمتها.

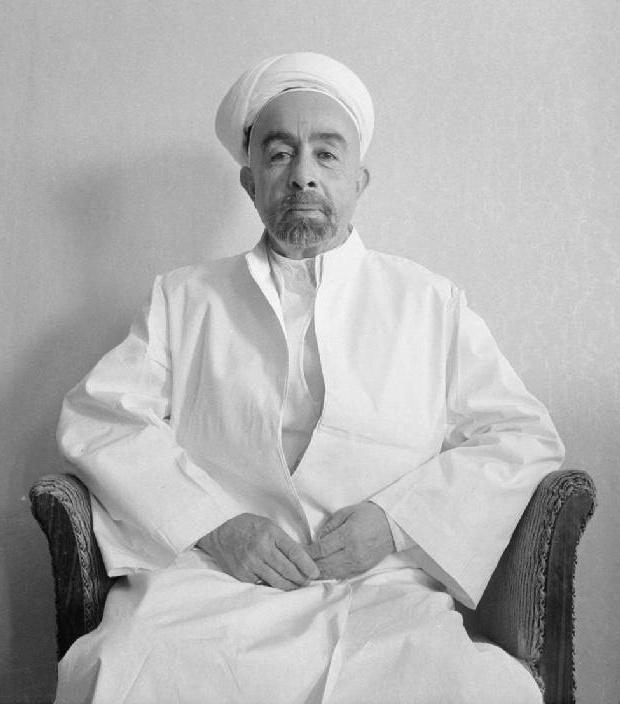
الملك عبد الله الأول بن حسين بن علي الهاشمي، ملك ومؤسس المملكة الأردنية الهاشمية

سعت الكثير من الهيئات الإسلامية في عددٍ من الأقطار خاصة في الهند وفلسطين للتوسط في الصلح بين نجد والحجاز ونصحت بحل الخلافات بالمفاوضات، وناشدت الجرائد العربية الزعماء والهيئات ببذل الجهود لوقف القتال في الحجاز. فبعث المجلس الإسلامي الأعلى في فلسطين إلى كثير من الشخصيات الإسلامية طالبًا منها السعي للصلح بين المتحاريين في الحجاز وأبرق لأجل ذلك إلى زعماء الجزيرة العربية مما فيهم الحسين وابن سعود. وتحدّث البعض عن تفوق القوة النجدية على الحجازية، ولذلك أصبحت مكة محاصرة من السعوديين. ونُسب ضعف القوة الحجازية إلى سياسة الحسين وعدم اهتمامه بتسليح الحجاز وانفاق الأموال الكافية لهذه الغاية.
أبدت بريطانيا وفرنسا حيادها تجاه الحرب النجدية الحجازية، وأعلنت بريطانيا رغبتها فقط بحماية رعاياها في الحجاز. ويذكر المؤرخ عبد الله الخطيب: أنه بعد هزيمة الجيش الحجازي في الهدا اتصل به الحسين للاستنجاد ببريطانيا التي أعلنت حيادها. وكانت باخرة بريطانية وصلت إلى جدة لحماية مصالحها هناك. جاء هذا التصريح على أثر طلب الحسين المساعدة من بريطانيا. وقيل على لسان ناجي الأصيل مندوب الحسين في لندن إنَّ توقيع المعاهدة العربية البريطانية أصبح قربيًا، وأن اعتراض الحسين على المعاهدة قد زال. وتوقعت صحيفة فلسطين أنًّ الحرب في الحجاز نتيجة لذلك ستتوقف وستكون فلسطين هي الضحية، وقالت: يعتمد أمر الحرب على موقف بريطانيا، فإذا استمرت على حيادها فيحتل ابن سعود الحجاز وإذا تدخلت لصالح الحسين فيبقى الحسين في الحجاز ويوقّع على المعاهدة.
كانت بريطانيا غير راضية عن الحسين فلم تتدخل في الحرب، واصفة النزاع بأنه: قضية مذهبية غايتها تسوية بعض الخلافات الناجمة عن انتقال الخلافة، وأنهم عملًا بالتقاليد البريطانية لن يتدخلوا في نزاع من هذا النوع إلا بطلب الفريقين. ولم يكن ابن سعود يطلب ذلك وهو متأكد من النصر. وذُكر أنَّ الحسين طلب مساعدة بريطانيا ولكن بريطانيا أعلنت حيادها. وبعث قناصل الدول الأجنبية في جدة إلى أميري جيش ابن سعود معلنين حياد حكوماتهم تجاه الحرب النجدية الحجازية، وأنَّ ما يهمهم فقط سلامة رعاياهم في الحجاز. كانت المفاوضات حول المعاهدة البريطانية الحجازية على حالها منذ أربع سنوات، ويبدو ذلك سببًا في إعلان الحياد البريطاني.

### تنازل الحسين عن الملك لابنه علي
اجتمع أعيان الحجاز المقيمين في جدّة، وتباحثوا في الوضع القائم في الحجاز. ورأوا أنَّ الوسيلة لجعل ابن سعود يرجع عن الحجاز هي حمل الحسين على التنازل عن العرش، فيُرضوا بذلك ابن سعود الذي كان ينادي بأنَّه جاء لقتال الحسين وإنقاذ الحجاز، ويتخلصون بذلك من حكم الحسين، ويُرضون المسلمين الناقمين على الحسين لإعلانه الخلافة الإسلامية.
دعا المجتمعون الأمير علي للحضور إليهم من مكة، فوصل علي إلى جدة في 3 أكتوبر 1924، وأبلغوه قرارهم بخلع والده، ومبايعته بالملك حقنًا للدماء، فأرسلوا برقية إلى الحسين في اليوم نفسه، شرحوا في مقدمتها الفوضى التي تسود الحجاز وعدم قدرة الجيش على الدفاع عن أهل الحجاز.
وعليه قررت الأمة نهائيًا تنازل الشريف الحسين، وتنصيب ابنه الأمير علي ملكًا على الحجاز فقط مقيدًا بالدستور، شريطة أنه ينزل على رأي المسلمين وأهل الحجاز في تحقيق آمالهم ورغائبهم في إصلاح شؤون البلاد المادية والمعنوية، وأنْ يكون للبلاد مجلسان: أحدهما نيابي وطني لإدارة الأمور الداخلية والآخر شوري. ولم تشر البرقية ما إذا كان التنازل شمل الخلافة إلى جانب الملك، ووقّع البرقية مئة وأربعون شخصًا يمثلون الأعيان والتجار والعلماء الموجودين في جدة وكان منهم: عبد الله علي رضا، سليمان قابل، محمد الطويل، مصطفى سلام، الشريف ناصر بن شكر البركاتي، والشريف شرف بن راجح.

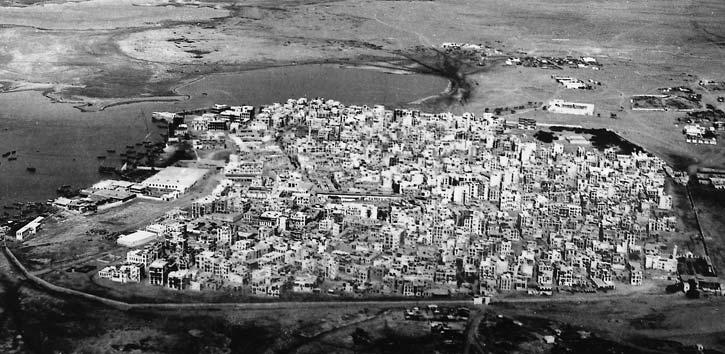
صورة لمدينة جدة التي جرى تسليمها في صورة التقطت عام 1938.

أجاب الحسين بالموافقة على رغبة الحجازيين، ولكنه طلب تنصيب رجل غير ابنه علي. ثم جرت بعد ذلك اتصالات هاتفية بين أعضاء الهيئة والحسين. وجاء في حديث الحسين لمحمد الدباغ: «أنا وابني واحد... لا يهمني في أمر المُلك في أيّ شخصٍ كان، ولكن لا أتنازل لولدي علي أبدًا». وأصّر الحسين على رأيه مقترحًا بدلًا من علي: الشريف علي بن عبد الله بن عبد المعين أمير مكة السابق، أو شقيقه الشريف ناصر بن علي، أو خديوي مصر عباس حلمي، أو أحد الأشراف وجميعهم موجودون في جدة المهم أنْ لا يكون علي، فاستأذنه الدباغ إبلاغ الهيئة رغبته.
وأجابت الهيئة الحسين بحراجة الوضع وقالت: (نسترحم بلسان الإنسانية أنْ تنازلوا جلالتكم حتى تتمكن الأمة من تشكيل حكومة مؤقتة وذلك حفظًا لدماء المسلمين)، وألقت الهيئة مسؤولية ما يحدث على الحسين إذا ما تأخر عن التنازل. وكانت هيئة جدة تُرسل نتائج مباحثاتها مع الحسين أولًا بأول إلى قناصل الدول الموجودين في جدة، وجاء في أول رسالة من الهيئة قرار الأمة بتنازل الحسين ورفض الحسين ذلك وعليه يتحمل الحسين مسؤولية الأحداث، وكانت تلك الرسالة في يوم الاجتماع 3 أكتوبر، ووقَّعها باسم الهيئة: هاشم بن سلطان، سليمان قابل، بكري قزاز، محمود شلهوب، صالح بن بكر شطّا.

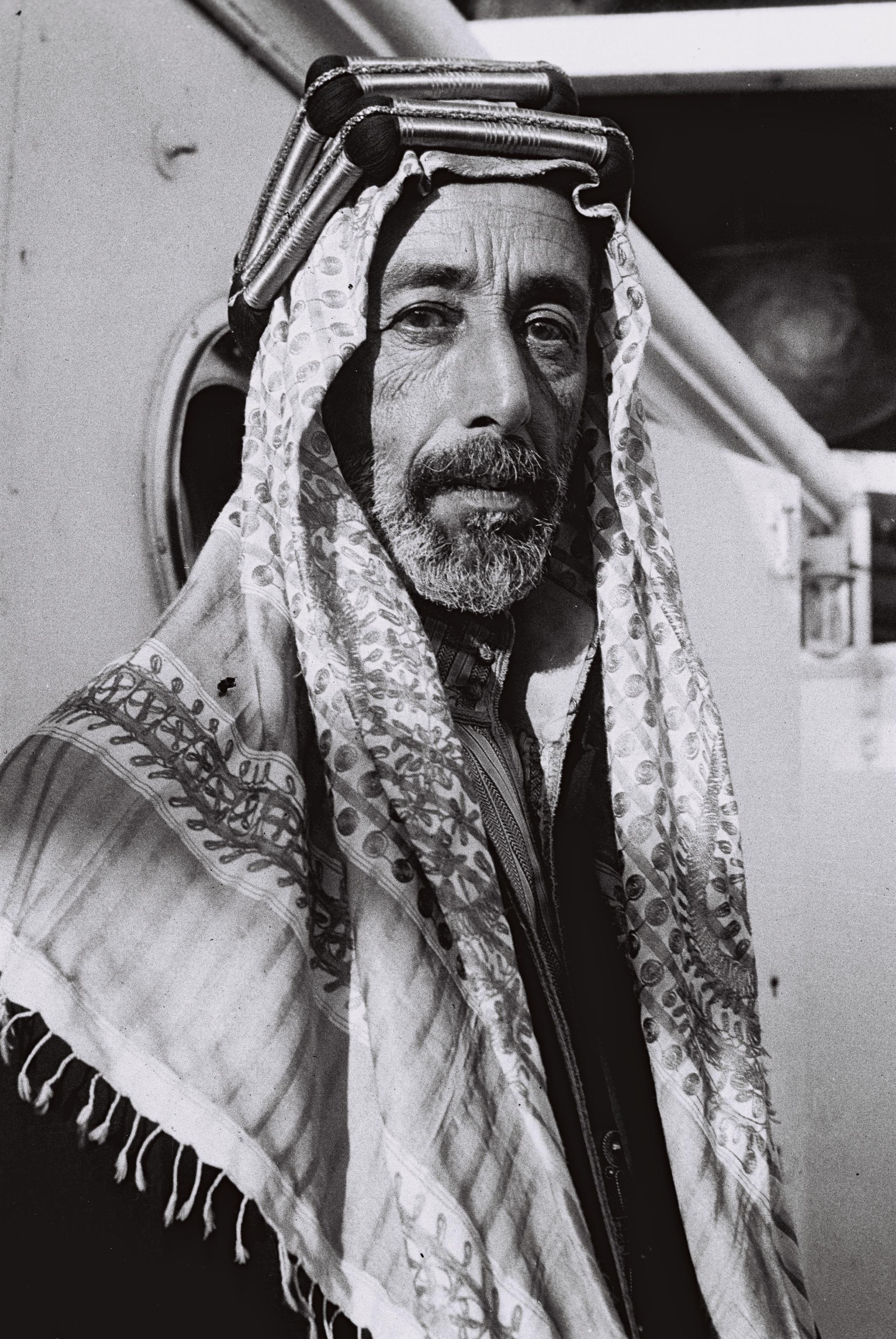
الملك عليّ بن الحُسين الهاشمي، الابن البكر للشريف الحسين بن علي. ثاني وآخر مُلُوك الحجاز

ثم وافق الحسين على التنازل بعد تردُّد، وطلب إرسال من يستلم البلاد منه بسرعة، وقال: إذا قبل الأمير علي الأمر فعيّنوه وأرسلوه. وأرسلت الهيئة موافقة الحسين إلى القناصل، واعتبر تنازل الحسين تنازلًا شاملًا الخلافة والملك معًا.
قامت هيئة جدة (قبل بيعة علي بالمُلك) بتأسيس الحزب الوطني الحجازي، الذي جاء نتيجة اجتماع انعقد في بيت محمد نصيف بجدة، دُعي الأهالي إلى الاجتماع لينتخبوا حزبًا يمثلهم. وتم انتخاب إثني عشر شخصًا بالأغلبية منهم حسب ترتيب الأصوات: محمد الطويل (ناظر الجمارك) رئيسًا، محمد طاهر الدباغ (رئيس المالية) سكرتيرًا عامًا، سليمان قابل، قاسم زينل، محمد نصيف، صالح شطا. أخبر رئيس الحزب الحجازي أعضاء الحزب بقبول علي المُلك، وذهب أعضاء الحزب خشية للفوضى إلى دار الحكومة بجدة وبايعوا الملك علي.
اجتمع الناس في دار الحكومة بجدة بحضور الأمير علي وجرت مبايعته بالمُلك يوم 4 أكتوبر 1924، وألقى محمد طاهر الدباغ خُطبة جاء فيها تنازل الحسين عن المُلك بناءً على طلب الأمة يوم 3 أكتوبر، وقرار الأمة البيعة لعلي ملكًا دستوريًا على الحجاز فقط، وأنْ يكون للبلاد مجلس نيابي وطني، ولضيق الوقت عن تشكيل المجلس شكلت هيئة لمراقبة أعمال الحكومة، ولا يمكن اتخاذ أي إجراء بدون موافقة الهيئة وتصديقها عليه.
ثم أرسل الدباغ برقية إلى الحسين بعد إعلان مبايعة الملك علي، أخبره فيها ببيعة ولده بالمُلك، وعيَّن الملك الجديد من يستلم مكة من الحسين، فالمنتظر من مولاي مبارحة البلاد بكل احترام تهدئة للأحوال. أجاب الحسين بالموافقة، واحتجَّ على كتاب البيعة لعلي، وحصْر البيعة فيه بالحجاز، وجعل حكومة الحجاز دستورية، وإبدال العمل بكتاب الله وسنة رسوله. وسجَّل الحسين الاحتجاج رسميًا بعد وصوله إلى جدة، ونشرته الجرائد، وأثَّر خبر تنازل الحسين على أهالي الحجاز فاضطرب الناس، يقول المؤرخ أحمد عبد الغفور عطار: إن الحزب الوطني أخطًا في طلب التنازل من الحسين.

### الحسين يغادر مكة إلى جدة إلى العقبة
عاد الملك علي إلى مكة في 6 أكتوبر، وبقي إلى جانب والده حتى غادر الحسين مكة يوم الخميس 9 أكتوبر قاصدًا جدة ومعه عائلته ومدير الشرطة عثمان بك التركي. وصل الحسين جدة في نفس اليوم ورفض خلال إقامته فيها أنْ يقابل أحدًا، ولم يُقابله أحد من الأشراف، ولم يحتفل أو يهتم بحضوره أحد. وذُكر أنه لم يلتقِ إلّا بوزير ماليته السابق محمد الطويل الذي قيل إنه كان العامل الرئيسي في قلب عرش الحسين. ورفضت البلدان المجاورة استقبال الحسين، وقيل إنه سيذهب إلى شرقي الأردن، وقد يضطر إلى الذهاب إلى سويسرا. وكان اليخت الملكي في جدة جاهزًا للإبحار إلى العقبة.

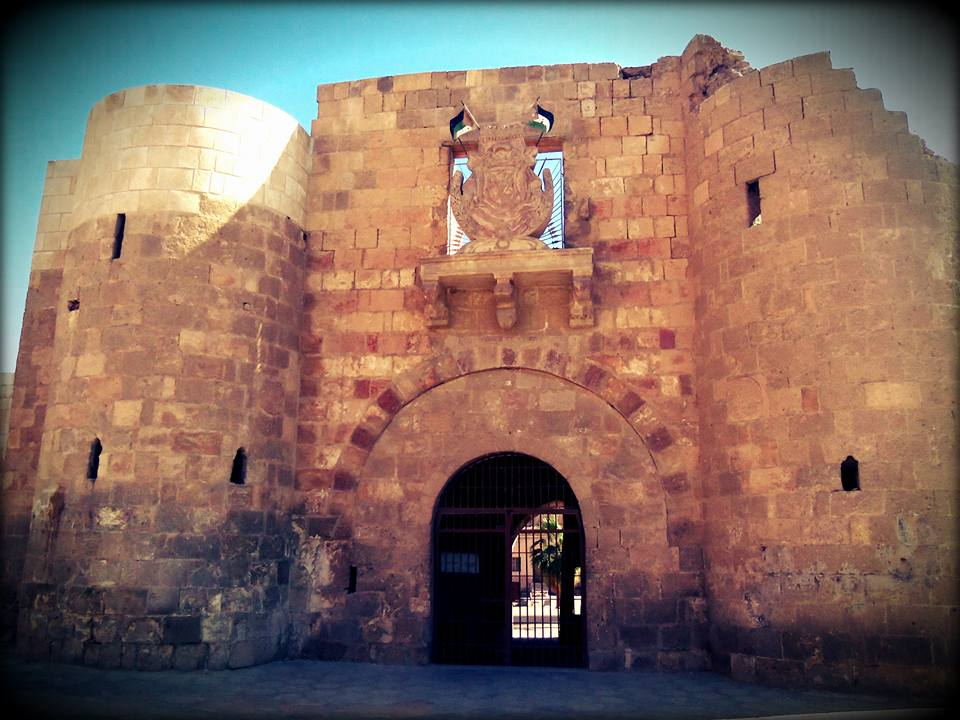
قلعة العقبة، إحدى معاقل الثورة الرئيسية ضد العثمانيين

بقي الحسين في جدة معتزلًا عن الناس حتى صباح يوم الثلاثاء 14 أكتوبر، وقبل مغادرته جدة أصدر بلاغًا (احتجاجًا) بعث به إلى رئيس وكلاء الحجاز عبد الله سراج، جاء هذا الاحتجاج بعد اطلاع الحسين على بلاغ الحكومة الحجازية، الصادر بتاريخ 4 أكتوبر 1924 والمتضمن رغبة هيئة جدة باعتزال الحسين، وتوجيه أمر الحكومة الجديدة إلى الملك علي بن الحسين بشرطين: حصر نفوذ الحجاز بالحجاز فقط، وتكوين حكومة دستورية في الحجاز، فاحتج الحسين على هذين الشرطين، وذلك لأن النهضة العربية أُسِّست على استقلال البلاد العربية بحدودها وليس الحجازية فقط، ويجب أن يكون العمل في الحجاز بالكتاب والسنة لا بالدستور.
وتعرَّض الحسين في احتجاجه إلى جهود ابن سعود بالتوسع في الجزيرة العربية على حساب جيرانه، وقال الحسين في ختام احتجاجه: «وعليه تُبلغوا هيئة الجمعية الموقرة المذكورة وكل من يقتضي إبلاغه احتجاجي القطعي، أولًا على تحديد نفوذ الحجاز كما ذُكر لما ينشأ من قطيعة العرب وحرمانهم من حقوقهم الحياتية الأساسية، الثاني: ما في إبدال العمل بكتاب الله والشريعة، ولذا فإني أحفظ حقوق اعتراضي وانكاري بالمادة والمعنى بكل ما ذُكر ولذا تحرر». وقيل إنَّ الحسين اتصل بولده عبد الله من جدة، فوعده عبد الله بتقديم كل ما يستطيع من الدعم لأخيه علي.
غادر الحسين جدة يوم 15 أكتوبر 1924 قاصدًا العقبة، وكان في وداعه أحمد السقاف رئيس ديوانه السابق، والشيخ محمد الطويل ناظر الجمارك. وذُكر آنذاك سعي رشدي باشا لدى الملك فؤاد ملك مصر ورئيس وزرائها سعد زغلول للسماح للحسين بالإقامة في مصر، فرفضا خشية حدوث ما لا تحمد عقباه، ولم يودِّع الملك علي والده ربما لوجوده آنذاك في مكة.

### المواجهة بن عبد العزيز آل سعود والملك علي
تضاربت الآراء حول مصير الحجاز بعد تنازل الملك الحسين، واستحْسن البعض إعلان ملكية علي على الحجاز دون الخلافة، لأن المُلك حق خاص والخلافة حق عام، وكان الملك علي قد أكّد نزوله على رأي العالم الإسلامي في الخلافة، جاء ذلك في الخطبة التي ألقاها قبل مغادرته جدة إلى مكة.
أخذ أعضاء حكومة الملك علي يسعون للصلح مع ابن سعود وأرسلوا الرسل لهذه الغاية، وطلبت لجنة الخلافة المصرية من ابن سعود، عدم دخول الأراضي المقدسة بجيشه، وأبدت بريطانيا وفرنسا ارتياحها لتسلم الملك علي مقاليد الحكم في الحجاز. ولم ترضَ جمعية الخلافة الهندية بملكية علي، وطالبت أن تكون الحجاز جمهورية، ولم يصرح ابن سعود بأي موقف من الحكومة الجديدة، واعتمدت الحكومة المصرية خطة الحياد. وقيل إنّ الملك علي غير مرغوب فيه من ابن سعود الذي سيواصل الضغط عليه حتى يُلحقه بوالده.
اضطربت الأوضاع في مكة أثر خروج الحسين منها وأخذت قوات ابن سعود تتقدم باتجاه مكة، ولم تكن القوة الحجازية فيها قادرة على الدفاع، فارتأى الحزب الوطني الحجازي سحب الجيش من مكة حتى لا تُراق بها الدماء ووافق الملك علي على ذلك وانسحب بقواته إلى جدة. وقبل أن تتأكد المفاوضات بين علي وابن سعود، حاصرت قوّات ابن سعود مكة ودخلتها في 13 أكتوبر 1924 دون قتال.
وكان الحزب الوطني الحجازي قد أرسل كتابًا إلى ابن سعود يطلب فيه الصلح، ووقف الزحف النجدي باتجاه الحجاز، معلنًا استعداد الأمة لقبول شروط ابن سعود، فأجابهم ابن سعود وقال: لا يمكن أن يعُم السلام الجزيرة العربية ما دام الحسين وأولاده حُكَّام الحجاز، وأعلَن ترك أمر الحجاز للعالم الإسلامي، فأحرج جواب ابن سعود موقف الملك علي، الذي أصبح أمام أحد أمرين: إما محاربة ابن سعود أو التنازل عن العرش، جاء هذا في وقت كثُر فيه وسطاء الصلح أمثال أمين الريحاني وجون فيلبي وغيرهم. وأصدر الملك علي منشورًا إلى أهالي مكة في ديسمبر 1924 اعتذر فيه عن سقوط عاصمته، وطلب منهم الصبر والثبات، وعدم مؤاخذته لقطع الأرزاق عنهم لأسباب حربية ووعدهم بقرب ساعة الخلاص.
لم تنجح نداءات الحزب الحجازي في جدة للعالم الإسلامي ولا محاولاته المتكررة في عقد الصلح مع ابن سعود، على الرغم من محاولات أطراف خارجية كثيرة التوسط بين الفريقين خاصة من المجلس الإسلامي الأعلى في فلسطين وإيران. ودخل ابن سعود مكة في 4 ديسمبر 1924 وكان في انتظاره هناك وسطاء الصلح ومنهم: طالب النقيب، وفيلبي وأمين الريحاني، ولم تُفلح جهودهم أيضًا. وأصبحت جدة في نهاية سنة 1924 في حالة دفاعية، وكان الملك علي ينتظر وصول النجدات العسكرية من العقبة.
ثم عادت القوات النجدية إلى القتال في بداية سنة 1925، وأخذت تحاصر جدة والمدينة واحتلت القنفذة والليث ورابغ من موانئ الحجاز. وأصدر الملك علي منشورًا دعا فيه أهالي جدة إلى مواصلة الجهود في الدفاع عن الحجاز، ونشر ابن سعود نداءً عامًا إلى جميع المسلمين، أعلن فيه محاصرته للملك علي في جدة، وأنَّ جميع الطرق سالكة لتأدية فريضة الحج لهذه السنة، وتُرحب بقدوم الحجاج ويعد بحمايتهم وتسهيل سفرهم.
سعى الملك فؤاد ملك مصر للتوسط بين الطرفين، وأرسل محمد المراغي رئيس المحكمة الشرعية بمصر لهذه الغاية، فغادر المراغي مصر ومعه «عبد الوهاب طلعت» من موظفي ديوان الملك فؤاد ولكن جهودهم لم تُفلح مع ابن سعود. وسعى الإمام يحيى إمام اليمن إلى التوسط بين الطرفين وكان ذلك بعد مرور أكثر من سنة على بداية الحرب النجدية الحجازية، وأرسل الإمام كتابين إلى كل من الملك علي وابن سعود، واقترح الإمام في كتبه إرسال وفد من طرفه لغاية الصلح، فوافق الملك علي بينما رفض ابن سعود وطلب من الإمام عدم إرسال الوفد.
فشل الملك علي في الدفاع عن مُلكه في الحجاز، ولم تكن الحجاز قادرة على الصمود أمام ابن سعود، وتوقَّع الملك علي مساعدة الشعوب العربية التي ضحَّى والده من أجلها، ولكن الأحوال كانت قد ساءت إلى حد كبير، فقد جاء توقيت الهجوم السعودي موافقًا لقيام الثورة السورية. وبقي الملك علي يُدافع عن الحجاز من جدة حتى تنازل عن المُلك في ديسمبر 1925 وغادر الحجاز إلى بغداد، ونودي بالملك عبد العزيز آل سعود رسميًا ملكًا على الحجاز بإجماع سكان المدن الكبرى في 8 يناير 1926.

## خروج الحسين من الحجاز

### ارتحال الحسين إلى العقبة
وصل الحسين إلى العقبة في 17 أكتوبر 1924 وبقي فيها حتى 18 يونيو 1925، واتخذ الحسين خلال تلك الفترة العقبة مقرًا له، وأخذ يُقدم ما يستطيع من مساعدة إلى ولده علي في جدة، وأنفق في سبيل ذلك الأموال، خاصة على تجنيد المتطوعين وإرسالهم إلى جدة.
وكان الحسين خلال إقامته في العقبة على اتصال بولده عبد الله الذي كان يزور والده باستمرار، وأخذا يبذلان كل مساعدة ممكنة للملك علي في جدة. وحضر الأمير عبد الله على رأس وفد في أكتوبر 1924 إلى العقبة للسلام على الحسين، وعرض ضيافة شرق الأردن عليه. وقيل أنَّ هناك فريقًا كان يُعارض إقامة الحسين في شرقي الأردن ومنهم علي رضا باشا الركابي رئيس النظار، لأنَّ إقامة الحسين تُشكّل خطرًا على المنطقة، لذلك رُجَّح سفر الحسين إلى البصرة في العراق على أنْ لا يتدخل بالسياسة. وذُكر أنَّ العراق ينوي تجهيز قصري آل قرطاس في البصرة إذا قرَّر الحسين الإقامة في العراق.
أعلَن الحسين أثناء اقامته في العقبة أنَّ ما أصابه كان بسبب عدم مصادقته على المعاهدة البريطانية، وأكَّد الحسين أنه: «دافع عن قضية فلسطين دفاعًا مجيدًا، وكان يعمل لحمل بريطانيا على إلغاء وعد بلفور وإنشاء حكومة عربية مستقلة في فلسطين ولكنه لم يصل إلى نتيجة في مساعيه». ووُصِف الحسين بأنه صابر واثق بقوة ولده، وصرَّح الحسين بتفضيله للحكم السعودي على الحجاز على أي احتلال أجنبي وقال: «ابن سعود منّا فلا جناح عليه إذا أقام في مكة، وإني لأفضِّل ألف مرة أنْ تكون العرب جمعاء تحت سيطرته على أنْ يكونوا صنائع للأجانب».
وقد أدَّت مساعدة الحسين لولده علي إلى إطالة مدة حصار جدة، وبالتالي إطالة الحرب النجدية - الحجازية، الأمر الذي لم يكن يُرضي عبد العزيز بن سعود، ولمَّا كانت شرقي الأردن تحت الحماية البريطانية، طلب عبد العزيز من بريطانيا (التي أعلنت حيادها من الحرب في الحجاز) منع الأمير عبد الله من التَّدخل في النزاع، وطلب أيضًا إخراج الحسين من العقبة وعدم اتخاذها قاعدة لمقاومته وهدد بمهاجمة العقبة، فرأت بريطانيا في طلب عبد العزيز فرصة لإخراج الحسين من العقبة.
ثم انعقدت المعاهدة المتضمنة تنازل الملك علي عن العقبة ومعان (اللتان كانتا مناطق تابعة للحجاز) إلى أخيه عبد الله في جدة بتاريخ 5 يونيو 1925، وجاء في أحد بنودها: (عدم ازعاج الخليفة الأعظم نظرًا لمقامه في العالم العربي والإسلامي، أي أنه لا يجري التسليم إلَّا بعد تشريف جلالته لجدة). وأُلحقت هذه المنطقة رسميًا بشرق الأردن في 16 يوليو 1925 في احتفال رسمي حضره الأمير عبد الله.

### نفيه إلى قبرص

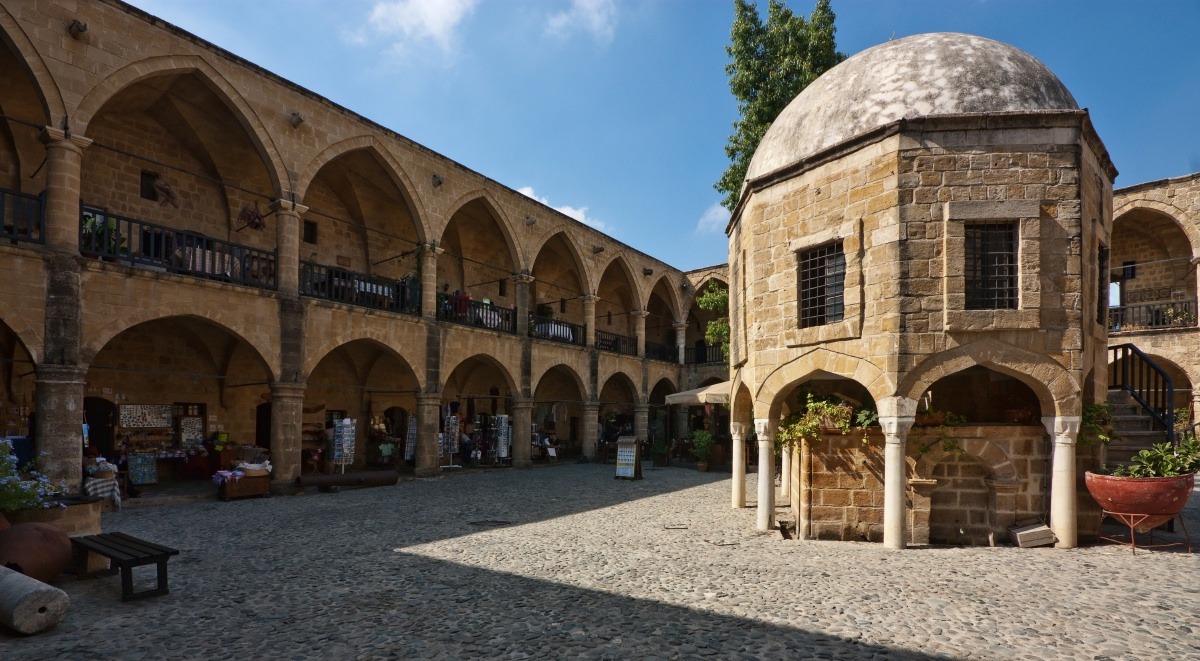
الخان العظيم، أحد أهم الأثار العثمانية الباقية في جزيرة قبرص.

أصرَّت بريطانيا على إخراج الحسين من العقبة، إجابة لطلب عبد العزيز وتمهيدًا لضم العقبة ومعان إلى شرق الأردن. إذْ كانت العقبة ومعان تحت الانتداب البريطاني، وكان عبد العزيز قد سيّر حملة من حائل إلى العقبة ثم أمرها بالتوقف.
أرسلت بريطانيا بارجة حربية إلى العقبة، وقدم قائدها إنذارًا إلى الحسين بتاريخ 28 مايو 1925 بوجوب مغادرته العقبة خلال ثلاثة أسابيع، بحجة تجهيز عبد العزيز بن سعود حملة لغزو العقبة لوجود الحسين فيها، وكون الحكومة البريطانية مسؤولة عن الأمن في فلسطين وشرق الأردن مع معان التي تقع تحت انتدابها، فإنها لن تسمح بدوام الوضع الحالي في العقبة 
امتنع الحسين عن مغادرة العقبة، مذكرًا القائد البريطاني بوعود بريطانيا له قبل الثورة، فأعلَمَ قائد البارجة البريطانية حكومته برفض الحسين، فأرسلت بريطانيا بارجة أخرى إلى العقبة، وأوعزت إلى الأمير عبد الله بضرورة إقناع والده بترك العقبة، وحضر الأمير عبد الله لهذه الغاية، مانع الحسين في البداية ثم قبل، ووافق على السفر إلى قبرص، فغادر العقبة في 18 يونيو 1925 على متن البارجة (دلهي) قاصدًا قبرص. وقد ذكرت صحيفة الشرق العربي أنَّ الأمير عبد الله سافر من عمان إلى العقبة يوم الأحد 14 يونيو لوداع والده. وقيل إن الحسين طلب الإقامة في يافا أو حيفا، فأبرق القائد البريطاني إلى حكومته بذلك، فأجيب طلبه بالرفض وبضرورة سفر الحسين إلى قبرص، ولمَّا وافق الحسين على ذلك وطلب إمهاله يومين لم يوافق القائد البريطاني وأجبره على السفر رافضًا طلب الحسين الأخير، وكان مع الحسين في سفره حرمه (عادلة خانم) وابنتيه (فاطمة وسّرَّةَ) وكاتب وطاهِ واللواء جميل باشا الراوي. اعتبرت مغادرة الحسين للعقبة أهم نصر سياسي لعبد العزيز بن سعود، حيث بسفره انقطع المورد الذي كان يعتمد عليه الملك علي واشتدت الأزمة المالية في جدة، وهكذا تكون إقامة الحسين في العقبة قد قاربت ثمانية شهور.
غادر الحسين العقبة إلى قبرص مارًا بالسويس، حيث قابله بالسويس معتمده في مصر، وأخوه الشريف ناصر وحبيب لطف الله، واسكندر بك طراد، وكان أول ما قاله الحسين لهم:
وتحدث الحسين عن بريطانيا التي لم تفِ بوعودها له، بسبب عدم قبوله بالمعاهدة ووعد بلفور وقال: «لأنْ أُضحي بالتاج خير لي من أن يُسجل التاريخ تفريطي في شيء من حقوق العرب واعترافي بالوطن القومي لليهود في فلسطين، ولكن لا يظن أصحابك - وكان يخاطب عبد الملك الخطيب - أنَّ ما رفضته أنا سيقبله عربي واحد في الوجود»، وأكد الحسين لهم: أنَّ التساهل في الحقوق سبب ضياعها. وقال عبد الملك الخطيب للحسين: «لقد كانت الخلافة يا مولاي شؤمًا علينا، لأنها أثارت الرأي العام الإسلامي ضدنا، فلم تجد بريطانيا من مصلحتها تأييدنا، بعد أن اتهمت بأنها تُريد ذلك» فأجابه الحسين: «ألا تعلم أنني لم أطلب الخلافة، وإنما العرب في شرقي الأردن وسورية هم الذين اختاروني لها وعبد الله هو الذي ألحَّ عليّ بقبولها، وقال عبد الله إنها تعزز مركزنا وتحمل بريطانيا على الوفاء بتعهداتها لنا والإذعان لمقررات النهضة، فقبولي لها ما كان إلا لخدمة القضية العربية وفي سبيل نجاحها».

### الوصول إلى قبرص وحياته في المنفى

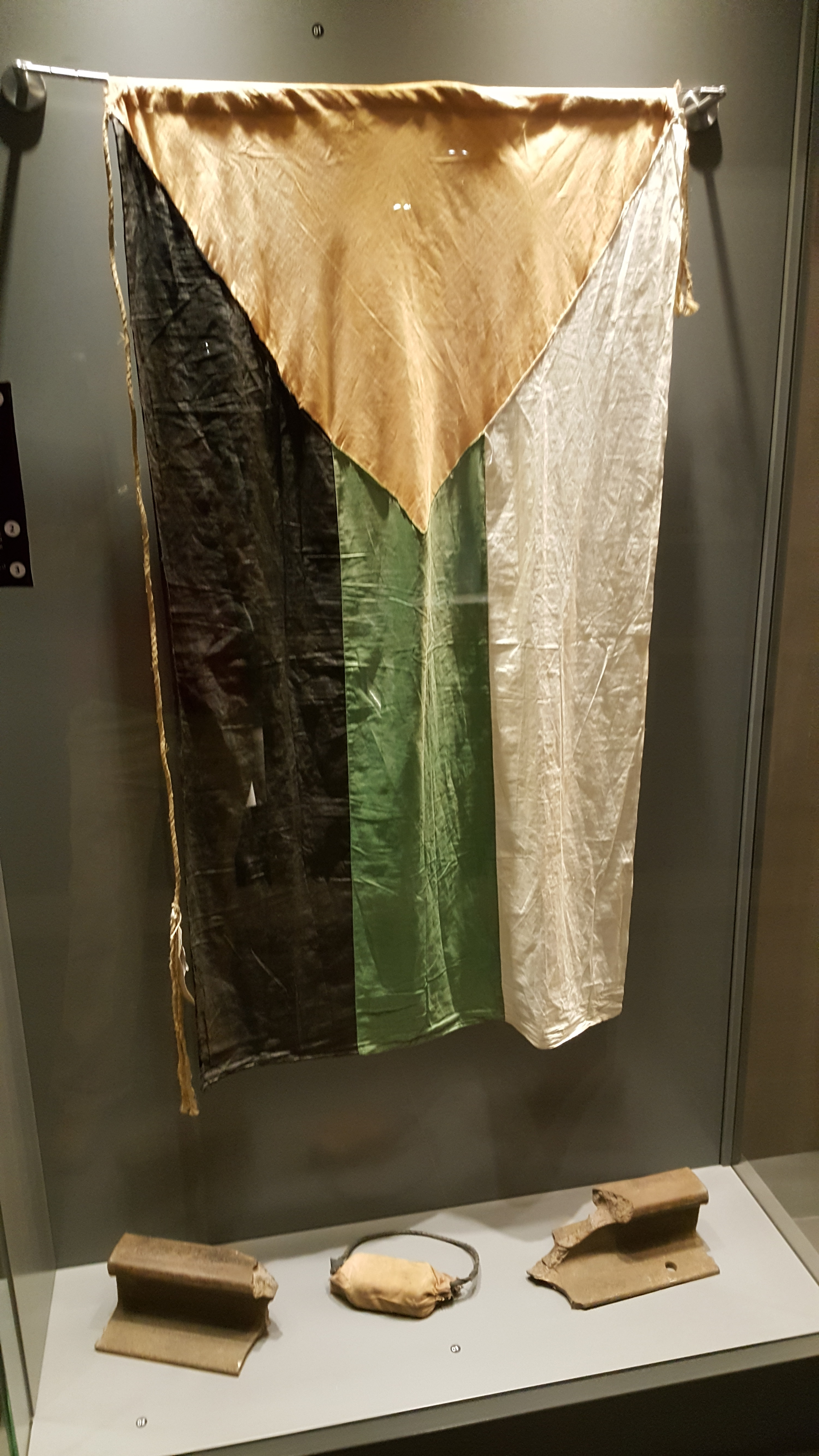
علم مملكة الحجاز في متحف صرح الشهيد في عمان

وصل الحسين إلى قبرص ونزل في مدينة نيقوسيا في 22 يونيو 1925 ومعه بالإضافة إلى حاشيته ولده زيد. وأرسل الأمير عبد الله ولده الأكبر طلال ليقوم على خدمة جده. وشاع في الجرائد أنَّ الحسين أسير حرب لدى الحكومة البريطانية، فأرسل الحسين في 22 أغسطس 1925 كتابًا إلى رئيس وزراء بريطانيا ستانلي بلدوين، تذمَّر فيه من تلك الإشاعة وما تُحدثه من قلق له ولذويه، واتهم بريطانيا في كتابه بمساعدة ابن سعود على غزو الحجاز.
أقام الحسين في نيقوسيا في فندق، وأراد الحسين بعد مدة ترك الفندق والانتقال إلى بيت تتبعه حديقة، وكان ذلك قبل انقضاء مدة العقد بين الحسين وصاحب الفندق، فرفع صاحب الفندق قضية في المحكمة على الحسين يطالب فيها بتعويض يُقارب الألفي جنيه وكسِب القضية. وطُلب الحسين سنة 1929 مرة أخرى إلى المحكمة في مدينة ليماسول كشاهد في قضية حقوقية رُفعت ضد أحد أفراد حاشيته، وقال محامي الحسين عن سبب اختيار ليماسول لذهاب الحسين إليها وليس نيقوسيا أن القصد الوحيد من وراء ذلك إرهاق وإزعاج الحسين بالانتقال من مدينة إلى أخرى في تلك الأيام مع أنه كان شاهدًا لا خصمًا في تلك القضية.
في نوفمبر 1926، أرسل الحسين كتابًا إلى رئيس عصبة الأمم في جنيف وإلى الدول العظمى ابتدأه بقوله: «إنني الموقع أدناه الملك حسين بن علي ملك الحجاز وعضو مؤسس في جمعية الأمم وحليف الحلفاء في الحرب الكبرى». ركَّز الحسين في كتابه على الغاية التي شكلت من أجلها عصبة الأمم وهي منع تعدي دولة مستقلة على دولة مستقلة أخرى وقال: لم تقم العصبة بدورها تجاه الحرب النجدية الحجازية، وطالب الحسين بتسجيل احتجاجه على عدم التزام العصبة بقانونها الأساسي، وطالب بإخراج ابن سعود من الحجاز، وذكر الحسين في كتابه قيام بريطانيا بمنع ابن سعود من دخول الكويت قبل دخوله الحجاز، وكذلك مساهمة بريطانيا في صد الهجمات النجدية عن الأردن، وأضاف الحسين: لم تحترم دول العصبة استقلال الحجاز ولم تحمِه دول الحلفاء، بل أوعزت هذه الدول جميعها إلى ابن سعود بدخول الحجاز. واعتبر الحسين الموقف البريطاني من الحرب النجدية الحجازية طعنة من الخلف لحليفها الحسين، وعلّق الحسين الأمل على الشعب البريطاني الذي سيرفض سياسة بريطانيا تجاهه عند افتتاح البرلمان، وطالب الحسين الدول المتحالفة التدخل في مسألة الحجاز ومساعدته لاستعادة مُلكه وإخراج ابن سعود من الحجاز.

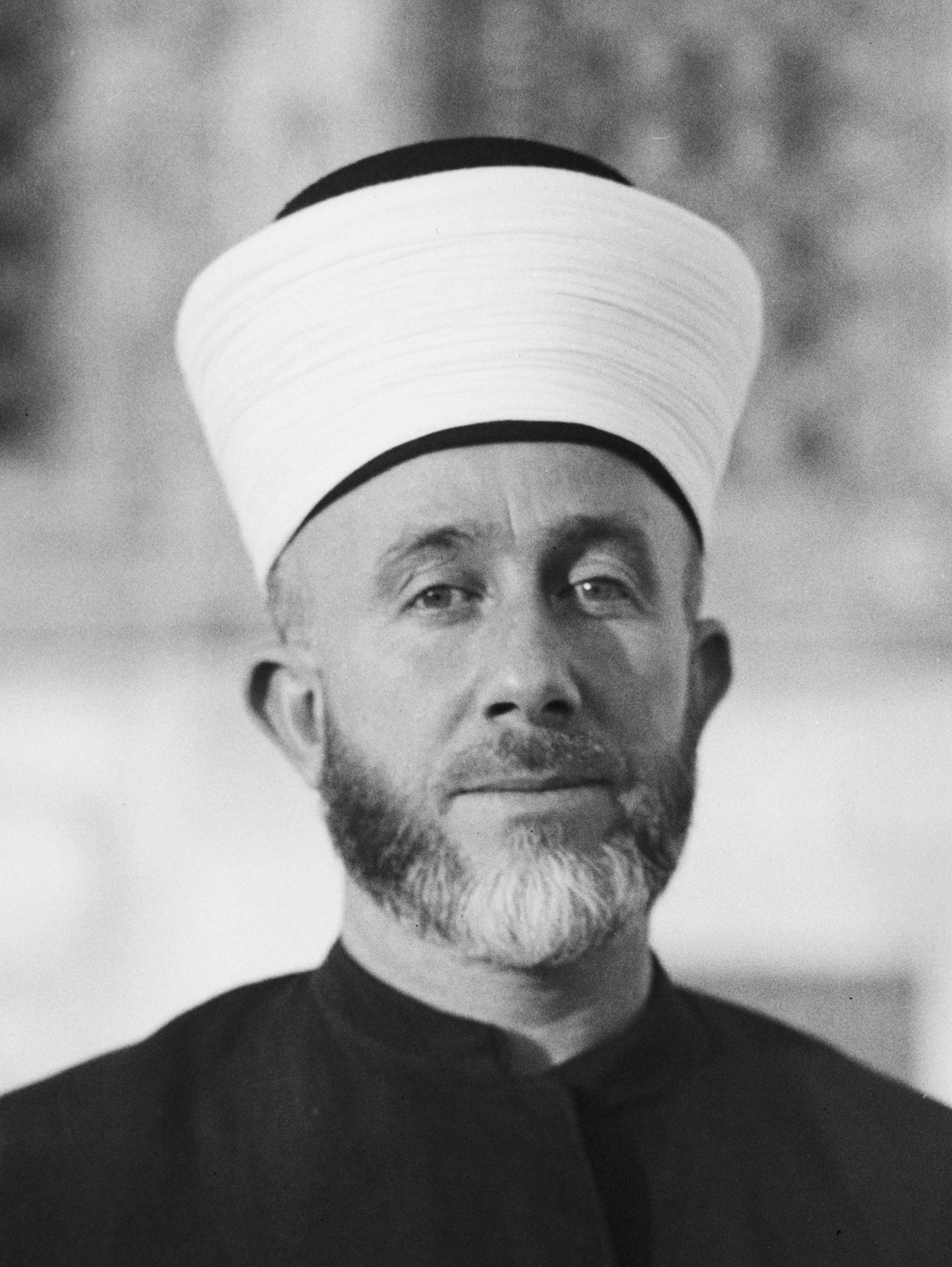
الشيخ محمد أمين الحسيني. المفتي العام للقدس، ورئيس المجلس الإسلامي الأعلى

وكان الأمير عبد الله والملك فيصل يزوران والدهما في قبرص باستمرار، فزاره عبد الله في نوفمبر 1926. وذُكر سعي عبد الله وفيصل سنة 1927 لنقل الحسين من قبرص ليقيم في بلد إسلامي يختاره، وصرَّح الأمير عبد الله إنه عرض على والده الانتقال من قبرص فما أجابه الحسين بشيء وقال عبد الله: إن والده يقيم في قبرص باختياره وأنه حر يختار لإقامته أي بلد يشاء. وزار الملك فيصل والده خلال شهر أغسطس 1927، والتقى هناك مع أحمد شفيق باشا الذي كان يصطاف في قبرص، وزار أحمد شفيق الحسين يوم 27 أغسطس 1927، وقال على لسان الحسين إنه عندما طلبت بريطانيا مغادرة الحسين العقبة طلب الحسين منها أن تختار له بلدًا غير مصر وتركيا وأوروبا فاختارت له قبرص.
جرت مراسلات بين الحاج محمد أمين الحسيني والحسين سنة 1929 جاءت بطلب من الحاج الحسيني، الذي بعث إلى الحسين طالبًا إرسال ما لديه من عهود ووثائق تنفع أهل فلسطين أمام لجنة التحقيق البريطانية، فأجاب الحسين على طلب الحاج الحسيني، وأرفق إجابته بكتاب كان قد بعثه إليه اللورد بلفور، وحمله إلى الحسين «الكولونيل باست» سنة 1918، وكتب الحاج الحسيني مرة ثانية إلى الحسين فأجابه الحسين بعد ثمانية أيام، وأرفق بجوابه صور مراسلاته مع مكماهون.
زار محمد جميل بيهم الحسين في يناير 1930 وحدّثه الحسين عن مفاوضاته مع بريطانيا. وطلب بيهم من الحسين أنْ يتولى تنسيق الوثائق العظيمة المكدسة لدى الحسين في كيس وإخراجها على شكل مذكرات، فأجابه الحسين «أتركها على بركات الله». وقال بيهم عن تلك الزيارة: أصبح الحسين غرييًا عن تطورات السياسة، فكان ما يزال يتحدث عن الوسائل التي تستقيم بها أحوال الجزيرة العربية، وكان مُغيبًا عن تحسن العلاقات بين أبنائه وابن سعود، ونفى بيهم أن يكون لدى الحسين أموال وكنوز وكان الناس يبالغون في وصفها وقال بيهم: اضطر الحسين إلى ترك قصره الذي نزل به أول قدومه، واستأجر أرخص منه مراعاة لوضعه المادي المتواضع.
وذُكر أنَّ أولاد الحسين علي وعبد الله وفيصل عقدوا اجتماعًا مع والدهم في قبرص بتدبير بريطاني للضغط على ابن سعود، فكان جواب الحسين لأبنائه: «إياكم يا أولادي من الوقوع في شرك الانكليز مرة أخرى، لا يلدغ المؤمن من جحر مرتين، عليكم بالاتفاق مع ابن سعود، إنه خير لكم من الانجليز، أوليس أنه عربي مثلكم، دمه دمكم ولحمه لحمكم ولغته لغتكم. إني أوثر أن يظل ابن سعود مسيطرًا على الحجاز بل على البلاد العربية كلها من أنْ أرى الإنكليز مسيطرين عليها». اعتبر المؤرخ عيسى السفري هذه الوصية إحدى حسنات الحسين، بالإضافة إلى إعلانه الثورة ورفضِه وعد بلفور وتضحيته بملكه لأجل فلسطين.

## وفاته

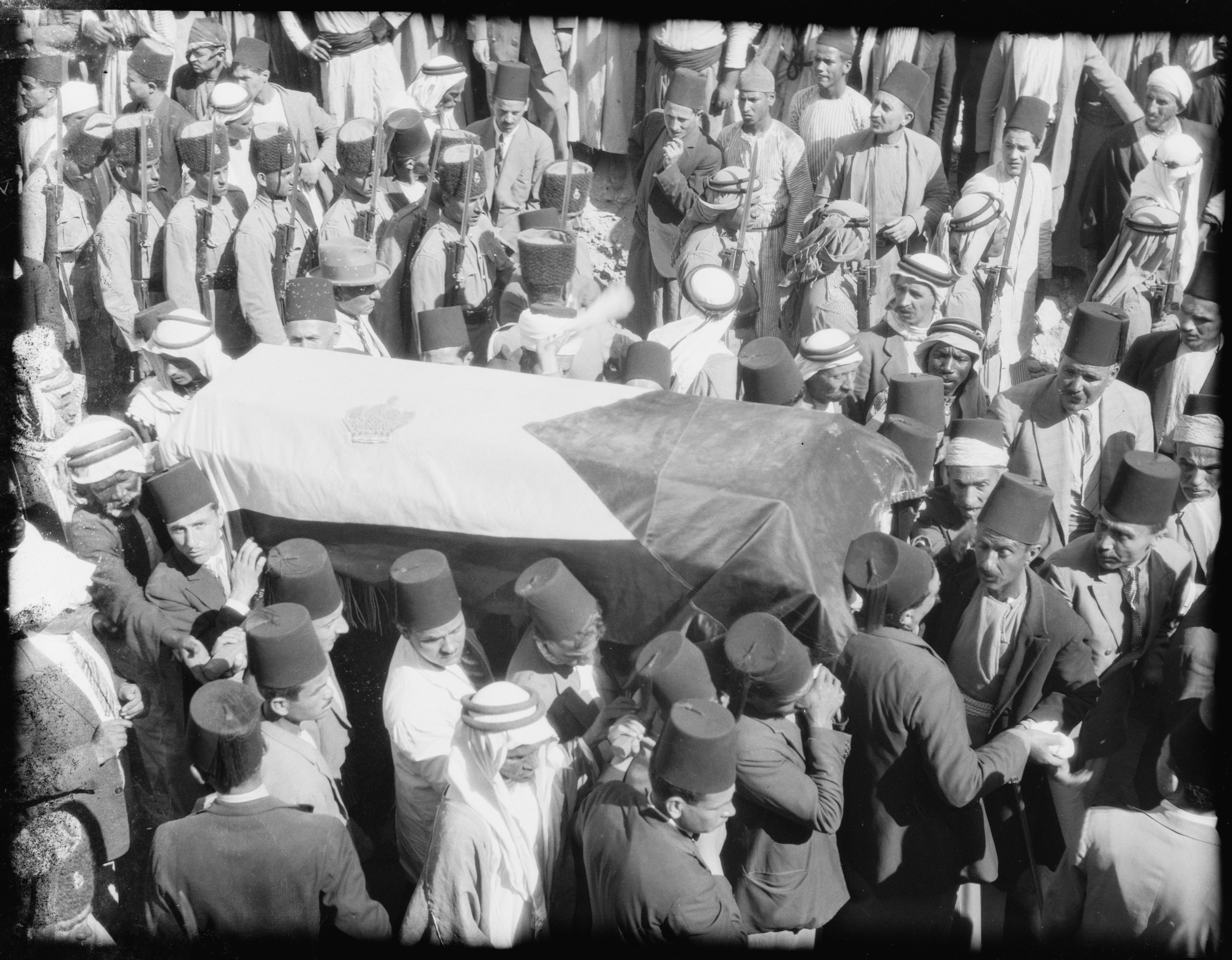
جنازة الشريف الحسين في القدس عام 1931.

بقي الشريف الحسين في قبرص حتى سنة 1931 وقد اشتدَّ عليه المرض، فنُقل في أواخر مايو 1931 إلى عمان. وقيل أنَّ بريطانيا لم تسمح للحسين بمغادرة قبرص إلَّا بعد أنْ أشرف على الموت وليقضي أيامه الأخيرة بين أبنائه. بقي الحسين مريضًا في عمان حتى توفي ليلة الخميس 4 يونيو 1931 ودفن نهار ذلك اليوم بجوار الحرم الشريف في القدس خارج ساحة الحرم القدسي. وقيل أنَّ الحسين دفن في إحدى الغرف في صحن الجامع وكُتب على شباك الغرفة: «هذا قبر أمير المؤمنين الحسين بن علي». وكانت الجرائد العربية تنشر أخبار صحة الحسين باهتمام، والتي بدا منها أنَّ الحسين كان في وضع صحي سيئ جدًا منذ حضوره إلى عمان، وحتى وفاته الساعة الثالثة والنصف قبيل فجر نهار الخميس 4 يونيو 1931.
كتبت الجرائد والمجلات واصفة المصاب الجلل بوفاة الحسين وأعادت عرضًا لسيرته، وذكرت «مجلة العرفان» في عرضها لسيرة الحسين أنَّ وفاته كانت يوم الخميس 4 يونيو وعُجِّل كثيرًا في دفنه، وبلغ عدد من حضروا الدفن حوالي ثلاثين ألفًا. وسار موكب جنازة الحسين من عمان إلى القدس مرورًا بالشونة فأريحا. وأقيم للحسين حفل تأبين كبير في القدس، شارك فيه الخُطباء والشُعراء وعبَّروا في كلماتهم وقصائدهم عن مناقب الحسين، وكان أوَّل المتحدثين في حفل التأبين المفتي محمد أمين الحسيني وتلاه عبد القادر المظفر وإسعاف النشاشيبي ومحمد الشريقي وصبحي الخضرا. وكانت خطبة الجمعة بتاريخ 5 يونيو في المسجد الأقصى وحيفا عن الشريف الحسين.

## رثاءه
قال الشعراء القصائد في الحسين ورثاه العديد منهم، يقول الشاعر محمد يوسف الشريقي:
رثاه أيضًا أمير الشعراء أحمد شوقي في قصيدة بعنوان «الملك حسين» يقول في مطلعها:
رثاه أيضا الشاعر الأردني مصطفى وهبي التل في قصيدة بعنوان «برًا بالحسين» يقول في مطلعها:
ويقول أيضًا:

## حياته الشخصية

### نسبه
يعود نسب الشريف الحسين بن علي إلى «الحسن بن علي بن أبي طالب» حفيد النبي محمد من ابنته فاطمة الزهراء.
فنسبه هو الحسين بن علي بن محمد بن عبد المعين بن عون بن محسن بن عبد الله بن الحسين بن عبد الله بن الحسن بن محمد أبو نمي الثاني بن بركات الثاني بن محمد الأول بن بركات الأول بن الحسن بن عجلان بن رميثة بن محمد أبو نمي الأول بن أبو سعد الحسن بن علي الأكبر بن قتادة بن إدريس بن مطاعن بن عبد الكريم بن عيسى بن الحسين بن سليمان بن علي بن عبد الله الأكبر بن محمد الثائر بن موسى الثاني بن عبد الله الشيخ الصالح بن موسى الجون بن عبد الله المحض بن الحسن المثنى بن الحسن بن علي بن أبي طالب الهاشمي القرشي.

### عائلته
والدة الشريف الحسين بن علي اسمها «بزمجهان». وله شقيق واحد هو الشريف ناصر (وُلد سنة 1862) بالإضافة إلى أربع شقيقات.
تزوّج الشريف الحسين بن علي ثلاث مرات: الأولى من ابنة عمه الشريف عبد الله بن محمد (اسمها عابدية) التي أنجبت له ثلاث أبناء ذكور وهم بالترتيب: عليّ بن الحسين (1879 - 1935) ابنه البكر وثاني وآخر ملوك المملكة الحجازية الهاشمية، وعبد الله الأول بن الحسين (1882 - 1951) مؤسس المملكة الأردنية الهاشمية وأول ملوكها، وفيصل الأول بن الحسين (1883 - 1933) أول ملوك المملكة العراقية وملك سورية سابقًا، ثم تزوّج في المرة الثانية أثناء نفيه في الأستانة من فتاة شركسية اسمها «مديحة» أنجبت له إبنه واحدة اسمها «صالحة» سنة 1894 ولكن هذا الزواج لم يدُم طويلًا، وفي المرة الثالثة تزوّج من «عادلة خانم» سنة 1897 وهي امرأة تركية حفيدة «رشيد باشا الكبير» فولدت له ابنه الرابع زيد بن الحسين (1898 – 1970) الذي شغل منصب ولي عهد المملكة السورية العربية، وابنتين وهما فاطمة وسّرَّةَ.

## في السينما
- فيلم «الثورة العربية الكبرى»، وهو فيلم دراما أردني من ثلاثة أجزاء، يتناول أبرز الأحداث التاريخية على الساحة العربية بين الأعوام 1908 – 1921.[345] يتميز بطرح معالجة درامية موضوعية لشخصيات تاريخية في غاية الأهمية من أبرزها الشريف الحسين بن علي وأنجاله (الملوك فيما بعد): عبد الله الأول وفيصل الأول.[345] يتتبع الفيلم انعكاسات التغيرات الدراماتيكية في الفترات الأخيرة من تاريخ الإمبراطورية العثمانية، متمثلة بصعود القومية التركية المتعصبة، واستئثار جمعية الاتحاد والترقي بالسلطة، وصولًا إلى انطلاق الثورة العربية الكبرى بصفتها ثورة فكرية وعسكرية تركَّزت في أقاليم الحجاز وسورية الكبرى للمطالبة بالاستقلال ورفع الظلم عن العرب وحماية هويتهم، كما يتناول الفيلم العلاقة بين الشريف الحسين بن علي والقوى الدولية خاصة بريطانيا، والتعقيدات السياسية والعسكرية التي سيطرت على الساحة العربية بعد الحرب العالمية الأولى.[345]
- فيلم «مملكة الحجاز»، يبدأ الفيلم روايته منذ تولي الشريف الحسين بن علي حكم الحجاز مرورًا بالثورة العربية ضد الحكم العثماني إبان الحرب العالمية الأولى ووصولًا إلى سقوط الحكم الهاشمي على يد عبد العزيز آل سعود حاكم نجد وجيشه، ينتقل الفيلم بعدها إلى اندلاع الثورة العربية الكبرى ضد الحكم العثماني إبان الحرب العالمية الأولى، على يد الشريف الحسين بن علي الذي رأى فيها نواة لمملكة عربية تمتد في المشرق العربي.[346]

## اقرأ أيضًا
- قائمة ملوك الأردن
- قائمة ملوك العراق
- مملكة الحجاز
- مملكة نجد

## وصلات خارجية
- الشريف الحسين بن علي.. ملك العرب.
- القبلة - أول جريدة عربية هاشمية.
- أبرز محطات الثورة العربية الكبرى.
- الشريف الحسين بن علي في رحلة الزركلي
- مركز التوثيق الملكي يعرض وثيقة لتبرع الشريف الحسين لإعمار المسجد الأقصى
- قراءة في الرسائل الجانبية لمراسلات الحسين - مكماهون

| الحُسين بن علي بن مُحمَّد بن عبد المُعين بن عونعاهل بني هاشم ذوي عون، فرع من بني قتادةولد: 1854 توفي: 4 يونيو 1931 |                                                                               |                                |
| منصب |                                                                               |                                |
| ابتكارٌ حديث الثورة العربية الكبرى                                                                             | ملك العرب أكتوبر 1916 – 3 أكتوبر 1924 لم يعترف به الحُلفاء سوى ملكًا على الحجاز | تبعه علي بن الحسين كملك الحجاز |
| سبقه هو نفسه كأميرٍ عُثماني                                                                                     | أمير وشريف مكة يونيو 1916 – 3 أكتوبر 1924                                     | تبعه علي بن الحسين             |
| المناصب السياسية                                                                                              |                                                                               |                                |
| سبقه عبد الإله بن محمد بن عبد المعين                                                                          | أمير وشريف مكة نوفمبر 1908 – يونيو 1916 مُعيَّن من طرف السلطنة العُثمانيَّة         | تبعه هو نفسه كأميرٍ مُستقل       |
| سبقه عبد الإله بن محمد بن عبد المعين                                                                          | أمير وشريف مكة نوفمبر 1908 – يونيو 1916 مُعيَّن من طرف السلطنة العُثمانيَّة         | تبعه علي حيدر باشا             |
| ألقاب سُنيَّة |                                                                               |                                |
| سبقه عبد المجيد الثاني                                                                                        | — المنصب — أمير المُؤمنين سبب فشل خلافة المنصب: لم يُعترف بها اعترافًا واسعًا     | شاغر                           |